# 2018年香港
|        | 香港歷史 \| 香港歷史年表                                                                                                   |
| 世紀： | 20世紀香港 \| 21世紀香港 \| 22世紀香港                                                                                     |
| 年代： | 1980年代香港 \| 1990年代香港 \| 2000年代香港 \| 2010年代香港 \| 2020年代香港 \| 2030年代香港 \| 2040年代香港               |
| 年份： | 2014年香港 \| 2015年香港 \| 2016年香港 \| 2017年香港 \| 2018年香港 \| 2019年香港 \| 2020年香港 \| 2021年香港 \| 2022年香港 |
| 紀年： | 戊戌年（狗年）、香港開埠177周年、香港回歸21周年                                                                            |

## 政府

### 行政

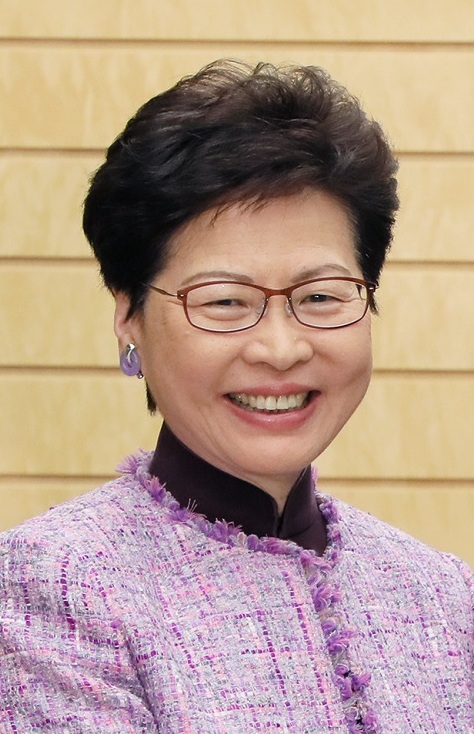
行政長官：林鄭月娥
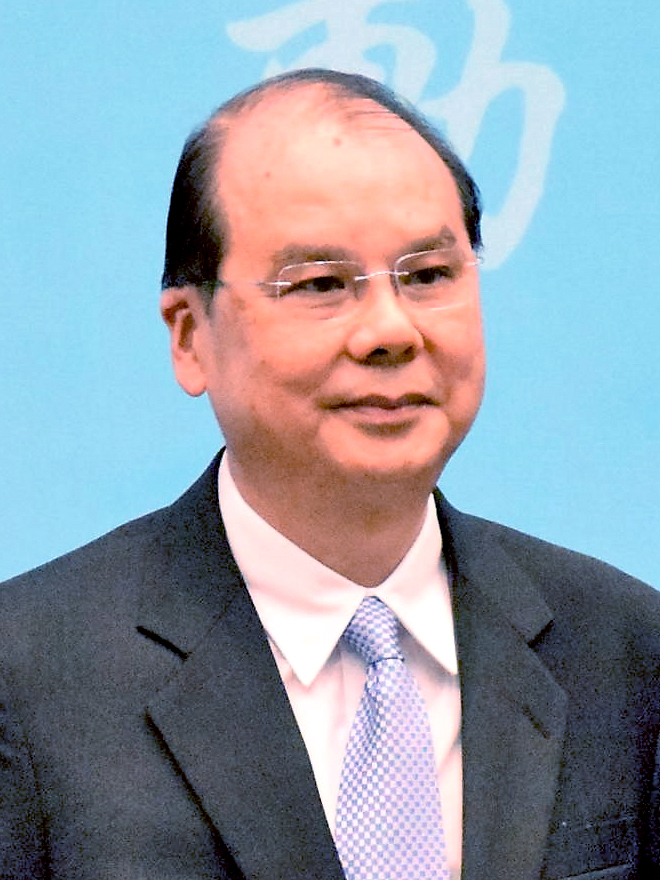
政務司司長：張建宗
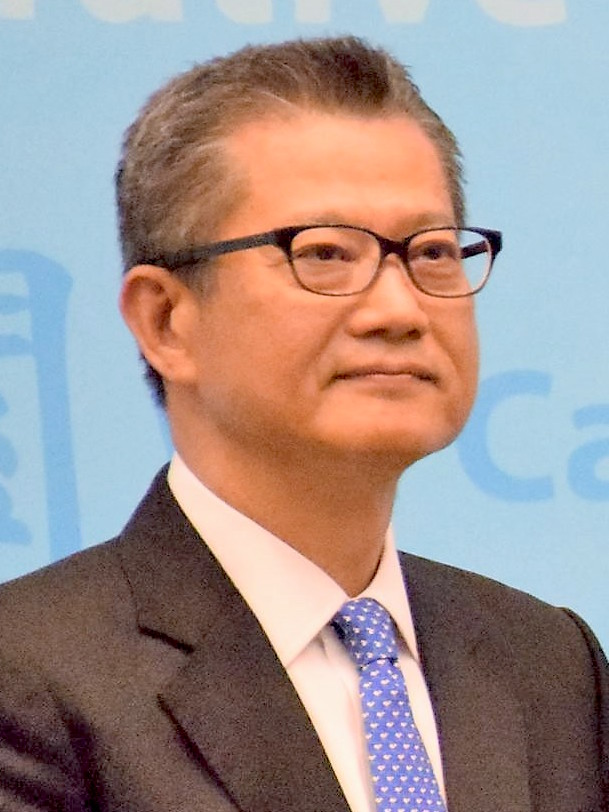
財政司司長：陳茂波
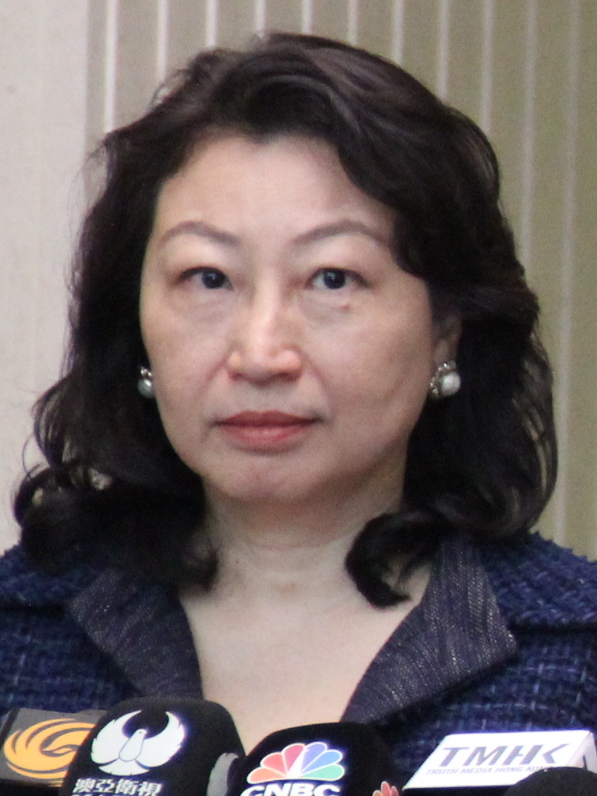
律政司司長：鄭若驊

### 立法

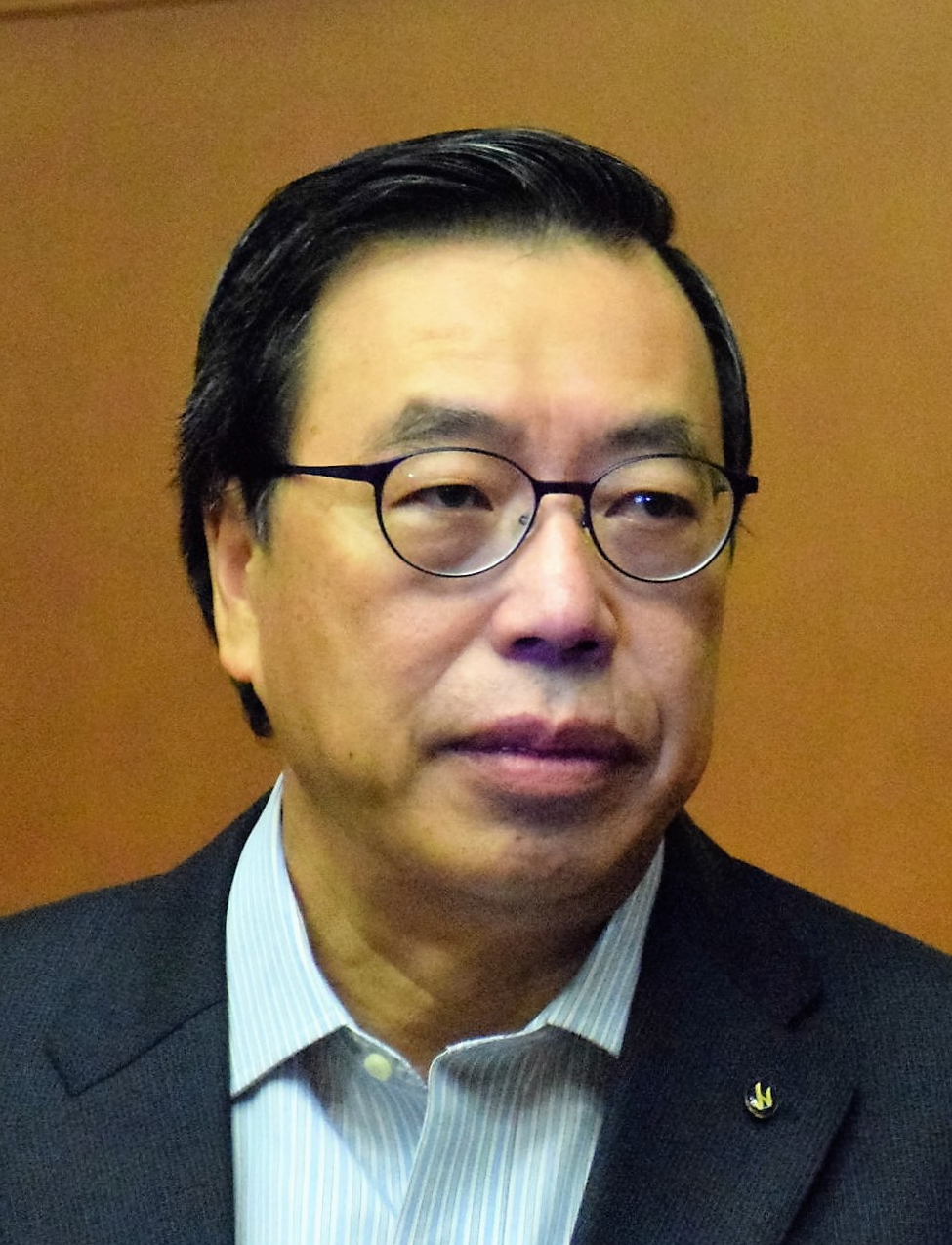
立法會主席：梁君彥

### 司法

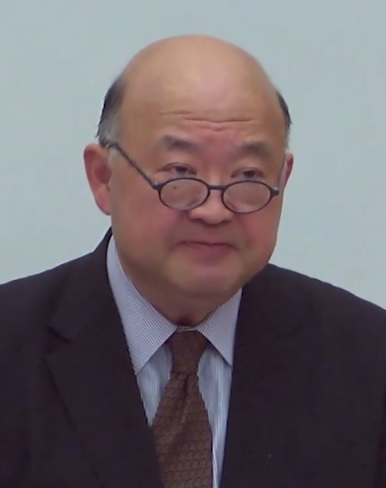
終審法院首席法官：馬道立

### 成員變動

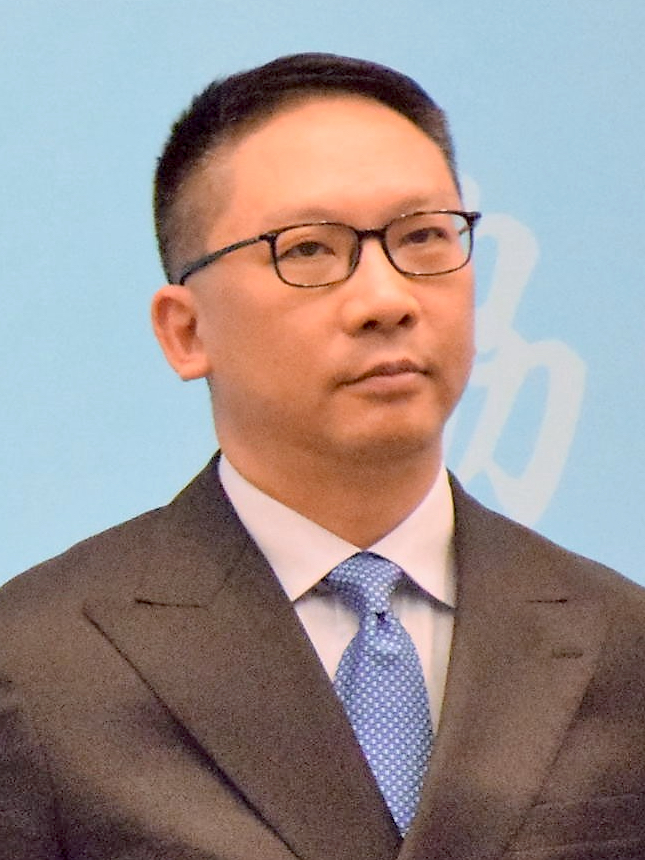
律政司司長：袁國強（任期屆滿，已辭職）

## 大事時序

### 1月
- 1月1日：
  - 民間人權陣線舉辦「守護香港元旦大遊行」，民陣稱有1萬人參加遊行，警方表示高峰期有6200人參與。參與遊行的一地兩檢關注組和人民力量成員到達終點後，走入政府東翼前地「公民廣場」內集會，有人走上「升旗台」被保安員阻撓，並發生衝突，兩人受傷送院。到晚上11時，行政署要求示威者離開，行政署保安人員於凌晨零時左右抬走一名示威者。[1]
  - 香港迪士尼樂園「星夢奇緣」煙花表演暫別，預料最快要2019年睡公主城堡擴建後才會重臨。[2]
  - 香港海洋公園加價9%，成人日間門票加至480元，小童門票加至240元。香港居民可享原價優惠至2019年2月28日。
- 1月3日：
  - 退休警司朱經緯於2014年佔領行動期間，在旺角以警棍毆打途人頸部，經審訊後被裁定一項襲擊致造成身體傷害罪罪成，判入獄3個月。[3]
  - 房協調景嶺翠嶺峰及屯門翠鳴臺兩個資助房屋項目攪珠決定揀樓次序。
  - 晚上約11時，青朗公路發生嚴重車禍，一輛貨櫃車離開大欖隧道收費廣場，往元朗方向行駛之際，突失控向左剷上大欖隧道轉車站，撞到幾個候車市民，更將其中一名27歲女子推落山坡，當場證實死亡。貨櫃車衝落10米深山坡並撞斷大樹，揚起大量沙塵[4]，其後向左翻側橫臥八鄉路，撞毀一輛私家車，事故共導致1死4傷[5][6]。

- 1月5日：
  - 國務院公布任命59歲資深大律師鄭若驊接替袁國強成為律政司司長，並於1月6日履新。
  - 海麗邨清潔工潮踏入第10天，清潔工人與外判商民順達成共識，結束罷工，職方同意將協議內容保密。有罷工的清潔工人希望此事件讓同行關注被剝削問題，並多謝市民連日支持。[7]
  - 香港大學肝膽胰外科臨牀副教授吳國際2017年10月13日在瑪麗醫院為換肝手術監刀期間離場到養和醫院做預約手術令換肝手術延遲3小時一事的調查報告出爐，報告批評吳做法「不能接受」及「不必要」。盧寵茂認為事件是吳在事情判斷上的問題，因醫生要評估兩名病人的需要。他認為吳如果是因為私人事務而中途離開手術，這才是操守問題。若懲罰方案是不容許吳參與瑪麗醫院的手術實際上只是「懲罰病人」，認為較理想做法是罰他在公立醫院做全職，不再做私家醫院[8]。兩天後（1月7日）吳國際首度回應事件，稱：「I will accept the report」（我將會接受報告），他又說希望恢復香港大學醫學院全職教授身分[9]。同年2月，港大醫學院院長梁卓偉指，人力資源委員會一致決定不為即將在數個月後滿約的吳國際續約，換句話說吳在約滿後便無法繼續在瑪麗肝移植團隊工作[10]。
- 1月6日：
  - 屯門五歲女童被虐殺案。
  - 《明報》偵查發現鄭若驊於2008年購入位於屯門大欖的海詩別墅獨立屋至少有4處僭建，其中僭建地庫佔地達400方呎。其丈夫潘樂陶大宅亦有多處疑僭建。鄭中午發聲明指已委託專業人士檢視，並就是否有懷疑僭建物問題立即向行政長官報告。若證實有僭建物，會盡快改正。[11]
- 1月8日：民政事務局前局長何志平涉行賄案於美國紐約提訊。[12]
- 1月9日：

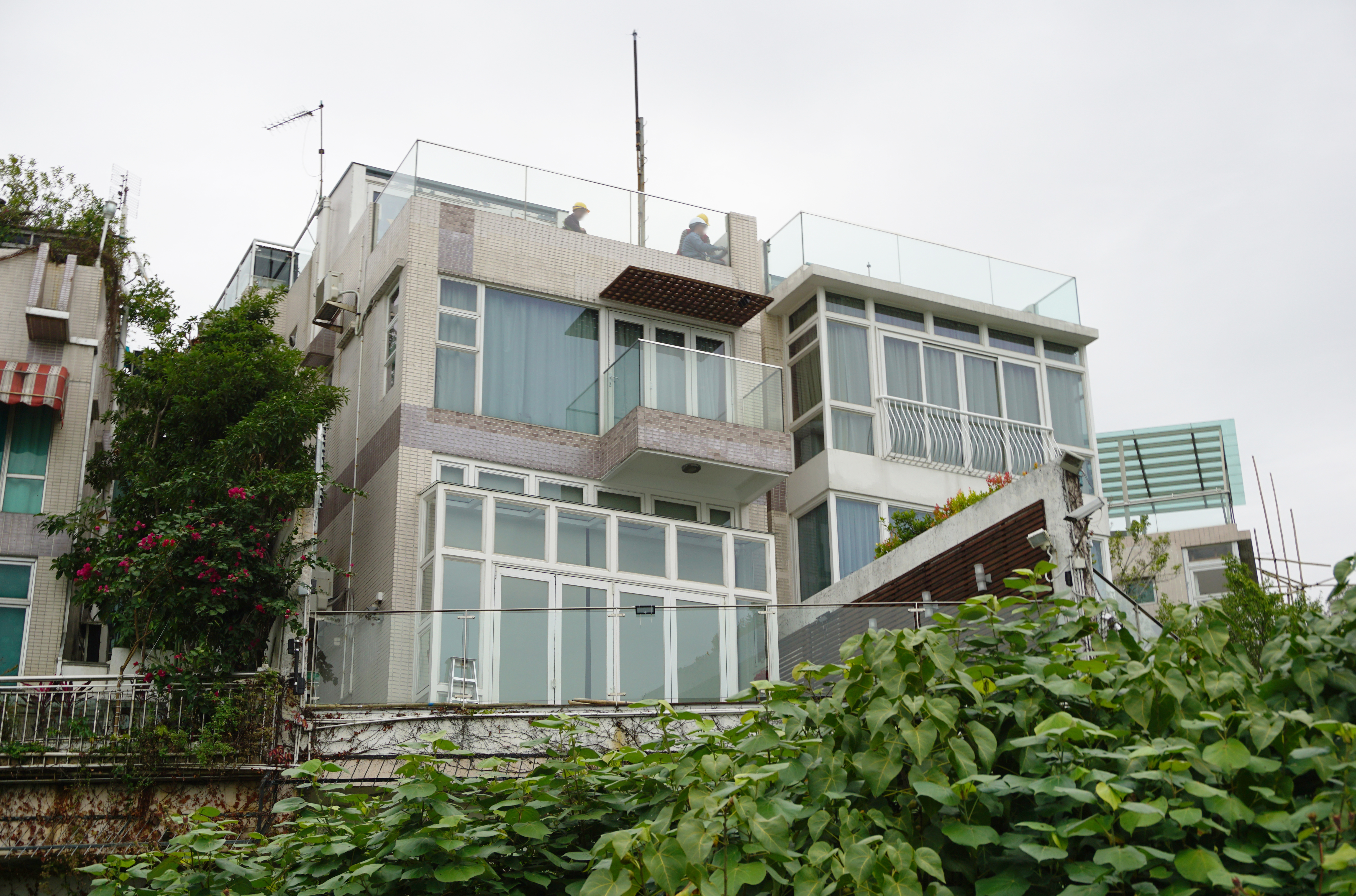
鄭若驊的海詩別墅3號屋（左）及丈夫潘樂陶的4號屋（右）被揭發多處僭建

- - 屋宇署證實律政司司長鄭若驊和其丈夫的兩所別墅合共有9處僭建。其中鄭持有的一所有4處，而其丈夫的則有5處。僭建之處位於天台屋、地下樓層、車房和花園。[13]
  - 屯門5歲女童涉嫌被虐打致死一案中被控謀殺的27歲陳姓生父和26歲的黃姓繼母於屯門裁判法院提堂。控方在庭上透露8歲哥哥和7歲姐姐的口供，兩人表示每天都被藤條打、剪刀戳心口和拖鞋打臉。兩名被告亦被指沒有向子女提供足夠食物。8歲哥哥的口供透露案發前一天陳姓生父曾經將該5歲女童拋高，而女童的頭部亦撞向天花板十數次。[14]
  - 戴耀廷、陳健民、朱耀明、陳淑莊、邵家臻、張秀賢、鍾耀華、黃浩銘及李永達被控於雨傘革命期間「串謀作出公眾妨擾」、「煽惑他人作出公眾妨擾」和「煽惑他人煽惑公眾妨擾」等罪一案於西九龍裁判法院作審前覆核。代表部分被告的資深大律師指其中部分罪行重複、沒有必要和違憲，他要求撤銷控罪。[15]
  - 一名53歲張姓、任職汽車維修員的男子30年前連同其他人一同搶去兩人共4萬元的財物。他潛逃27年後於2017年被捕並被控兩項搶劫罪，案件後來高等法院審理。法官指案情和是否認罪是加減刑的因素。他裁定張所有罪名罪成，入獄9年4個月。[16]
  - 受強烈寒潮影響，天文台錄得7.9度低溫，為前年以來最低及13年來最寒冷之1月上旬。

- 1月11日：
  - 港鐵東鐵綫早上因信號故障，全線列車服務一度癱瘓近3小時。不過事隔6小時後，在放工繁忙時間又再故障。事故為自2007年兩鐵合併以來最嚴重事故。[17]
  - 律政司司長鄭若驊聲稱在2008年所購買的獨立屋時，表示屋內已存在地庫等僭建物，不過《蘋果日報》發現她當年購入該單位時，根據簽訂的按揭文件及樓契，未有提及屋內有地庫，而且簽字保證物業詳情屬真實完整。法律界人士質疑，鄭若驊或已觸犯《盜竊條例》中「以欺騙手段取得金錢利益」罪。[18]
- 1月12日：牛頭角彩霞邨印傭嬰屍案。
- 1月14日：
  - 清晨，一個韓國籍3人家庭（包括42歲夫婦及6歲兒子）入住的香港麗思卡爾頓酒店發生命案，男事主疑經營朱古力品牌Rocky Mountain Chocolate Factory生意失敗[19]，致電身在韓國的友人聲稱一家人要自殺，友人致電韓國警方，後轉介大韓民國駐香港總領事館求助，領事館再聯絡酒店了解，職員用後備匙開門，發現一對母子身中多刀倒斃房內，警員到場拘捕疑兇並撿走一把不屬於酒店而染血的刀，男子被捕時滿身酒氣。酒店發言人就事件回覆稱，對不幸事件深表同情，正配合警方調查。[20][21]
  - 早上約7時16分，屯門龍逸邨康龍樓一低層單位發生倫常慘劇。一對有逾1年精神病紀錄夫婦早前曾發生爭執，66歲姓陳男子從高處墮下，倒臥平台昏迷，救護員到場後證實死亡。單位內的一名63歲女子倒卧床上，頸有刀傷，亦證實死亡。身旁有一柄8吋長生果刀。死者女兒得悉事件情緒激動，要送院檢驗。[22]
  - 民主動力為新界東及九龍西補選的民主派候選人舉行初選，民主動力召集人趙家賢指，有25835次電子投票紀錄，對此感滿意。[23]
- 1月16日：
  - 逾30年歷史的健身中心TF GYM突然宣告結業，位於旺角栢裕商業中心的門市重門深鎖。有會員指該中心於聖誕和元旦仍推出優惠，認為有詐騙之嫌，估計逾千人受影響。[24]
  - 雙學三子黃之鋒、羅冠聰及周永康就2014年重奪公民廣場案向終審法院提出上訴，案件押後裁決。[25]
  - 深水埗區議會討論在深水埗興建設計及時裝基地，約20多位布販向食環署署長劉利群請願，棚仔商販無意遷入基地，認為要關顧布販，要求政府將棚仔納入整個深水埗時裝布藝基地發展。[26]
- 1月17日：
  - 2014年佔領旺角清場行動中，黃之鋒、岑敖暉及黃浩銘等16名佔領人士被指違反禁制令，被裁定刑事藐視法庭罪成，法官指黃浩銘及黃之鋒阻礙清場行動，挑戰禁制令的合法性，分別判處兩人監禁4.5個月及3個月，並須即時服刑，岑敖暉與其餘13人因並非積極參與者，被判處緩刑或緩刑及罰款。[27]
  - 恒生指數以31,983.41點歷史高位收市，成功突破2007年10月30日創下的31,958.41點高位。[28]
  - 近20名浸會大學學生學生發起佔領語文中心活動近8小時，反對普通話試，要求校方交出考試的評分準則及上訴機制。[29]
- 1月18日：
  - 旺角騷亂10名被告，包括本土民主前線梁天琦及黃台仰被控暴動罪開審。案件預計需時80天。[30]
  - 政府統計處出版《2016年中期人口統計主題性報告：居於分間樓宇單位人士》，近21萬人居分租房劏房，近三成為25歲以下，每月收入中位數為13,500元，低於全港家庭住戶[31]中位數25,000元。當中更有逾5000人為經理及行政級人員和專業人員。[32]
  - 大律師公會召開會員大會並改選主席及5名執委席位，有「人權大狀」之稱的戴啟思以約100票優勢，擊敗現任主席林定國。[33]
- 1月19日：房委會策劃小組通過將已納入重建但未清拆的空置公屋單位以兩年短期租約方式，編配給公屋輪候冊家庭。住戶兩年後，可跟其他重建戶一樣，搬到新落成的接收屋邨。公屋聯會總幹事招國偉認為此類空置單位租金不算高、居住環境較劏房好，又可以善用房屋資源，相信對輪候冊家庭具吸引力[34]。
- 1月20日：一輛吊臂工程車沿柴灣道落斜往中學方向行駛，期間未將高逾10米吊臂收好，駛至慈幼英文學校對開時，吊臂撞向行人天橋，天橋欄杆及橋面等嚴重凹陷彎曲，部分石屎和金屬剝落，工程車車頭離地翹起[35]。當局須先拆除工程車吊臂，再將被撞至彎曲損毁橋身清拆及在路面灑上木糠清理油漬，善後工作長達17小時至第二天早晨10時許才解封道路，恢復通車[36]。

- 1月21日：
  - 律政司司長鄭若驊早上接受首個電台訪問，未有直接回應其他物業是否有僭建。到晚上11時透過律政司發聲明，承認其南區物業有3處違規改裝，只有關改裝在買入物業時已存在。沙田駿景園單位的廚房門耐火功能存疑需更換。[37]
- 1月24日：
  - 香港浸會大學有學生早前抗議校方普通話豁免試評分機制欠透明，行動期間學生會會長劉子頎一度「爆粗」。校長錢大康宣布，勒令其中二人即時停學。劉子頎批評校長繞過紀律委員會，沒有做過任何調查便懲罰的決定，在浸大是毫無先例，懷疑校方做法是殺鷄儆猴。陳樂行批評錢大康「十分黑心」。[38]
- 1月25日：
  - 一名5歲男童感染乙型流感，早上在仁安醫院死亡。[39]
  - 香港護士協會於報章刊登全版聲明，批評政府「一直利用護士專業奉獻精神，藉此『加牀不加人』」，工作壓力問題未被重視，無履行保障市民健康責任。[40]
  - 2018年3月香港立法會補選，民主派港島參選人周庭、九龍西參選人姚松炎，突然傳出可能被取消參選資格。選舉事務處承認，選舉主任曾就三個地區補選諮詢律政司意見，但拒絕披露細節。[41]

- 1月26日：

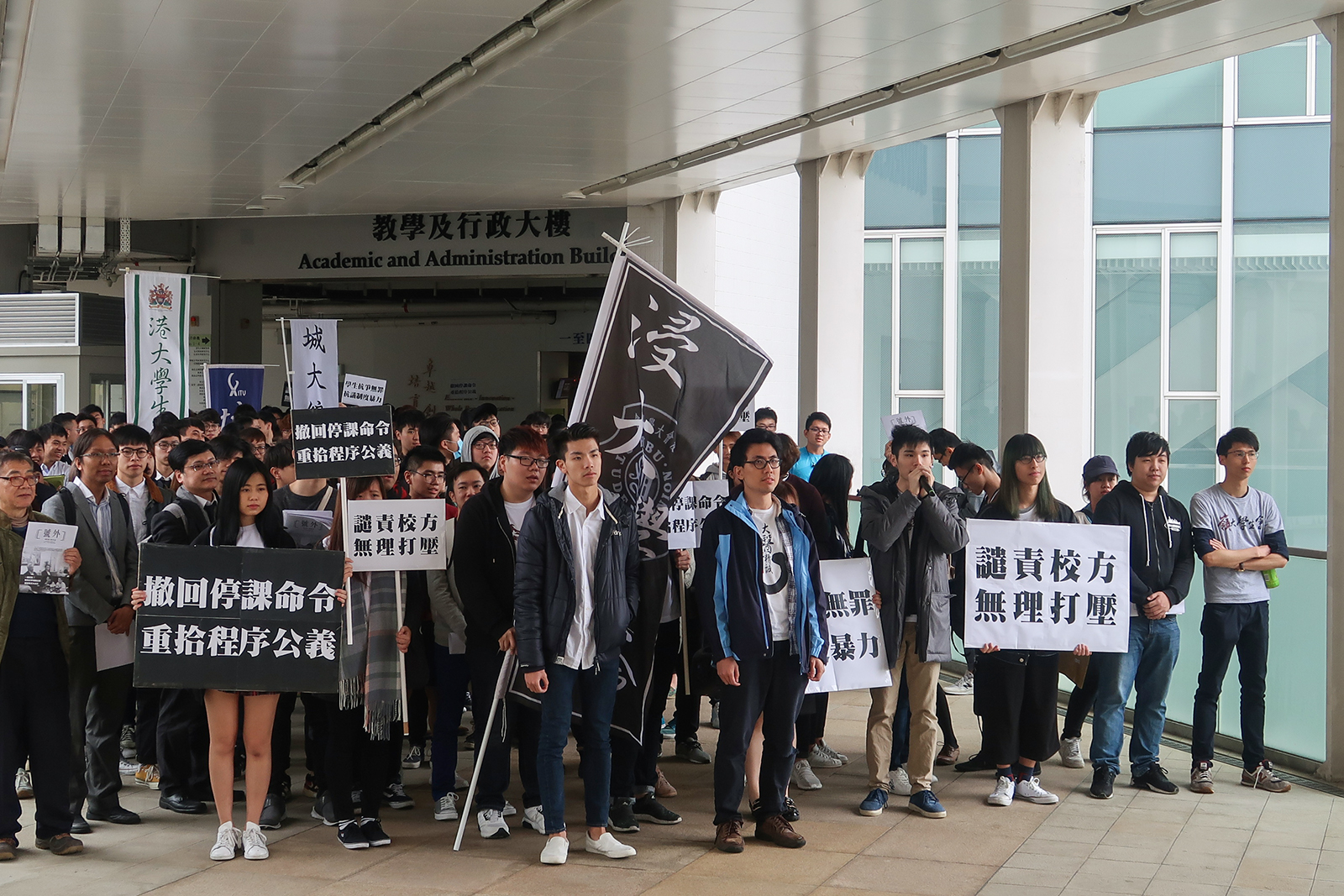
2018年1月26日下午，浸大學生會發起校內遊行集會，約300名師生參與聲援

  - 77歲視障婆婆被控在萬寧偷竊價值約3萬元的印花，法官裁決指出，婆婆對於其視力欠佳而誤取印花的解釋不合理，認為她「講大話」。不過控方未能在毫無合理疑點下舉證，基於疑點利益歸於被告，裁定其罪名不成立，婆婆被法庭裁判為無罪。萬寧行政總裁李家華於判決後發出公開信致歉，並希望能親身向她道歉。[42]
  - 政府刊憲公布一地兩檢條例草案草案，下周三提交立法會首讀。有法律學者和建制派議員認為草案粗疏，民主派議員認為草案只引用合作安排條款，未有解釋如何合憲合法。[43]
  - 浸大學生會下午發起集會及遊行，約200多人參與，要求被停學的兩人復課。校長錢大康回應遊行，稱「我作為校長，一切決定，亦是基於對同學的關懷和愛護。大家目的是一致的」。[44]
  - 恒指創下歷史最高收市點數，當日收報33,154.12點。[45][46]
- 1月27日：
  - 2018年3月香港立法會補選，選舉主任因香港眾志意識形態為鼓吹港獨，有違基本法，裁定自決派港島區參選人香港眾志常務委員周庭參選提名無效。[47]
  - 工人在灣仔會議道近杜老誌道交界的港鐵沙中綫會展站地盤第三區15米深地底掘出一枚145厘米×45厘米、重1000磅戰時炸彈，該炮彈經專家證實為「ANM65」型號美式空投炮彈，估計是二戰時美軍戰機轟炸日軍港島設施時投下之未爆炮彈[48]。警方爆炸品處理課人員到翌日下午1時才成功拆彈，期間疏散附近1500人[49]。
- 1月28日：民主派下午在政府總部外舉行集會，聲援因香港眾志「民主自決」主張被拒參選港島的眾志常委周庭和未獲確認九龍西參選人資格的姚松炎。警方指最高峰時期約有2000人參與。[50]
- 1月29日：恒指創下33,484.08點歷史新高
- 1月30日：東區區議會召開會議，決定取消周庭參選資格的選舉主任鄧如欣安排出席會議，香港眾志周庭、黃之鋒聯同東區區議會民主派議員到會議場地，要求鄧如欣交代，不過進入會場時被4名沒有身份記認的「保安」一度阻止進場，之後引起衝突，最後會議因法定人數不足流會，事件中建制派區議員王國興及蔡素玉亦受牽連。對於周庭等人獲得公眾人士證，但未獲進場，東區區議會主席黃建彬指出，區議會公眾旁聽人士需要會議開始15分鐘前到場。[51]
- 1月31日：
  - 以獨立本土派身份參選2018年3月香港立法會補選新界東的劉頴匡被取消參選資格，劉頴匡炮轟選舉主任的決定匪夷所思，指自己因為過去的立場而被剝奪政治權利終身並不公平，認為政府有意將90後的參選人趕盡殺絕。參選港島區的馬金泉因提名人資料字體潦草、身分證號碼有誤，亦被取消參選資格。[52]而替補周庭的民主派參選人區諾軒確認參選資格。[53]
  - 港鐵沙中綫會展站地盤在5天內再度掘出戰時炸彈，與上週六發現的僅相距10多米，為一枚美製「ANM65」型空投彈，內含500磅TNT黃色炸藥，附近逾5,000人需要疏散，最後用24小時完成拆彈，2月1日早上11時道路解封。[54]。
  - 高等法院大樓實施保安新措施，公眾人士批評措施擾民。[55]

### 2月
- 2月1日：
  - 報名參加2018年3月香港立法會補選的沙田區議員陳國強被選舉主任裁定提名無效，同日晚上舉行的候選人簡介會，香港眾志周庭質問選管會主席馮驊，為何未有確保選舉公平公正；同時被取消資格的劉頴匡反問馮驊「若我是港獨分子，為何可返內地，卻被選舉主任取消參選資格？」馮驊回應指選管會是不會質疑、批評選舉主任決定，只有選舉呈請才可推翻決定。港澳辦主任張曉明被記者問到多名參加補選人士被DQ時，只說「依法辦理」。[56]
  - 時任立法會議員李卓人、梁家傑等5人被指在2012至2014年間收黎智英捐款，廉署及律政司經過4年調查後發出聲明，廉署指完成相關涉及公職人員行為失當投訴的刑事調查，徵詢律政司意見後，認為沒有足夠證據提出相關檢控。[57]
  - 美國12名國會議員致函挪威諾貝爾委員會，提名雙學三子黃之鋒、羅冠聰、周永康，以及整場雨傘運動的人士，角逐2018年諾貝爾和平獎。[58]
  - 一名電影工作者疑因處理電影拍攝需要使用的道具鈔票不當而遭起訴「保管偽鈔」罪名的案件在東區裁判法院續審，香港電影工作者總會永遠榮譽會長吳思遠以辯方證人身份出庭，他直指檢控荒誕，稱本案是香港開埠以來首次有電影工作者因使用道具鈔票而被檢控，更指「相信在全世界也是聞所未聞」[59]。
  - 受強烈寒潮影響，天文台錄得的6.8度分別是22，44年來最寒冷的2月及其上旬。

- 2月5日：東涌新市鎮擴展填海及前期工程進行動工典禮。財政司司長陳茂波、發展局副局長廖振新、土木工程拓展署署長林世雄等出席。[60]
- 2月6日：因美股暴瀉引發亞太區股市骨牌式暴跌，恒指當日收市暴跌1649.8點，為歷來第二大點數跌幅[61]；全星期更暴跌3094.36點，創單週最大點數跌幅。[62]
- 2月6日：被控衝擊政府總部東翼前地（又稱公民廣場）的「雙學三子」黃之鋒、羅冠聰和周永康不服改判决定提出終極上訴，終審法院頒下判辭，指本案涉及暴力，認同上訴庭為非法集結罪行定下阻嚇性判刑指引實屬適當，日後若有人犯涉及暴力的非法集結罪行，法庭未來亦不會容忍，可被判即時監禁；惟新判刑指引不應有追溯力，故此不適用於本案，加上原審刑罰並非過輕，上訴庭錯誤推翻原審刑罰，判三子上訴得直，維持原判毋須入獄。[63]
- 2月7日：因應流感高峯持續，政府宣佈全港小學、幼稚園及幼兒中心，逾53萬學童停課，提早放農曆年假。[64]
- 2月9日：
  - 房屋署3月將推出新一期共4,431個居屋單位，分別為長沙灣凱樂苑、啟德啟朗苑及東涌裕泰苑，售價由159萬至最高的630萬元。關注團體認為，居屋以市價掛鈎定價「夾屋化」，大部分中低收入的家庭難以負擔。[65]
  - 明報報道指多個制服團體的消息人士透露，中聯辦要求各制服團體於今年金紫荊廣場五四升旗禮，由一直沿用多年的英式步操改為中式步操。中聯辦青年工作部長陳林否認提出要求，指中聯辦完全尊重制服團體的想法。[66]
- 2月10日：九龍巴士872線一巴士駛至大埔公路大埔尾村對開一個彎位時，懷疑超速入彎失控翻側，釀成19死66傷，為香港歷來第二多人死亡的車禍。有乘客指涉事車長陳浩明因為在沙田馬場遲了開車，曾被乘客指罵。行政長官林鄭月娥對事件表示哀痛，向死傷者家屬慰問，決定成立由法官主持的調查委員會。[67]事件引起黨和國家領導人重視，中共總書記習近平指示中央政府駐港聯絡辦負責人向行政長官林鄭月娥轉達哀悼和慰問[68]，並對特區政府及時開展應急處置工作予以肯定。國務院總理李克強和全國人大常委會委員長張德江也請駐港聯絡辦轉達哀悼與慰問。[69]

- 2月11日：
  - 下午5時35分，警方在粉嶺公路追截一輛違規七人車時，指揮途經車輛組成「人肉路障」來堵截，最終七人車在往九龍方向近九龍坑段失事撞向其他車輛，37歲男司機和26歲男乘客傷重死亡。事件中3輛私家車被撞毀，包括一輛落地18日的新車，並造成其餘4人受傷，公眾質疑當時交通警罔顧公眾安全。警方指行動符合指引。[70]
  - 民間人權陣線發起「DQ鄭若驊」(DQ，指取消資格)遊行，質疑她執行政治任務，並認為她不再適合擔任律政司司長，要求她下台。民陣指有1000人參與遊行；警方指高峰時有700人參與。在遊行開始前，主辦單位帶領在場參加者默哀一分鐘哀悼前一天大埔公路車禍的死難者[71]。
- 2月12日：
  - 清晨，秀茂坪邨秀暉樓8樓一個拾荒者居住的單位突然起火，起火單位內的55歲男戶主證實當場身亡，同層另一名66歲女住客逃離火警時被濃煙焗暈，經送院搶救不治。[72]
  - 通訊事務管理局主席王桂壎宣布因發現自己疏忽漏報持有中國移動股票，決定辭職，並向公眾致深切歉意。行政長官已接納王的請辭。[73]
  - 一名就讀元朗欖口村路佛教陳榮根紀念學校的8歲小三女生進食墨魚丸時鯁喉暈倒，腦部缺氧昏迷，留醫大半個月至今天不治。[74]
- 2月13日：
  - 香港民族黨召集人陳浩天就選舉主任取消其參選2016年立法會選舉資格，向法庭提出選舉呈請。事隔9個月，審理案件的區慶祥法官頒下判詞，判陳浩天選舉呈請敗訴。判辭確立了選舉主任有權按照參選人政治主張，判斷其是否擁護《基本法》，並以此為由取消其參選資格。陳表示對結果不感樂觀，批評法院站在內地一方，與香港的人權和自由對立，認為判決賦予選舉主任有權作政治篩選，指裁決將成案例。特區政府發聲明，歡迎原訟法庭的裁決。[75]
  - 警方押解3名疑犯在天水圍天瑞邨麥當勞重組2008年10月發生的謀殺案的案情，案中3人潛逃近10年後落網。2008年10月2日凌晨，25歲男子潘嘉恩被9人用各種雜物襲擊及圍毆，頭部重創，留醫3天後不治。中國內地公安早前向香港警方移交3名在內地犯事判監，後被發現為香港通輯犯的被告。3人被落案控告一項謀殺罪。[76][77]
- 2月14日：
  - 有外傭認為與僱主同住規定違反《基本法》和《人權法》賦予香港居民的權利和自由，入稟高等法院申請司法覆核。法官裁定外傭敗訴，並需付政府訟費。判詞指「同住規定」是外傭工作條件之一，而入境處處長在審批外傭簽證時享有彈性，施加同住規定屬職能規定，並沒越權，而外傭可自行決定是否受僱。申請人透過律師表示，認為裁決後不公平，並認為判辭將外傭定型為「二等公民」。[78]
  - 教大校長張仁良會見傳媒時被問及香港教育大學涼薄大字報事件，他指校內紀律委員會已就兩名學生張貼嘲諷蔡若蓮喪子的標語作出嚴正處理，但不會公開涉事學生的身份，也不打算交代怎樣懲處[79]。曾就事件發起聯署的民建聯立法會議員陳恒鑌指事件受社會高度關注及關乎道德，教大不交代懲處的詳情實難以服眾[80]。
- 2月15日：
  - 九巴代表在立法會交通事務委員會特別會議上承認，因應大埔公路19死車禍，為顧及市民感受，即日起停止招聘兼職司機，每週工作少於18小時的兼職司機亦會暫停工作，並預告某些路線可能出現嚴重脫班。九巴另稱公司有300多名是兼職司機，比例佔4%。[81][82]
  - 年三十天文台錄得最高氣溫24度，是自1969年以來最暖的大除夕，亦是二戰結束後第四暖的大除夕，天文台在多區都錄得25度或以上，其中九龍城和上水更分別錄得26.8度和26.7度。[83]
- 2月16日：年初一天文台錄得最高氣溫24.8度，是自1947年有記錄以來第二個最暖的年初一，僅次於2007年2月18日年初一的25.3度，香港部份地區更錄得超過27度的高溫，包括打鼓嶺、沙田、屯門、九龍城、黃大仙。[84][85]
- 2月17日：
  - 年初二，鄉議局在沙田車公廟為香港求籤，不過大會疑似將劉業強為香港所求的第21籤中籤，與沙田鄉委會副主席李志麒為沙田所求的41籤中籤錯誤地調轉了。劉業強稱這是「車公安排、車公的意思」，兩支都是好籤。[86]
  - 香港賀歲煙花匯演取消後，年三十晚至年初二凌晨，全港多處地區有人違例放煙花，包括香港仔、石硤尾、屯門、藍田、九龍灣、馬鞍山、將軍澳等地區。[87]
  - 陳同佳於臺灣臺北市大同區紫園旅店內殺害其女友潘曉穎，并棄屍在臺北捷運竹圍站外公園的草叢，此事件為「潘曉穎命案」，亦成為了2019年修例風波爆發的導火線。
- 2月18日：無綫新聞引述消息報道，指律政司決定不就前行政長官梁振英收取澳洲公司UGL款項採取法律檢控行動。律政司發聲明指，未就UGL事件是否檢控作任何決定。[88]
- 2月19日：將軍澳廣明苑一名21歲中學女生被發現倒斃家中，用索帶勒頸窒息，初步被警方列作謀殺案，但其後改列屍體發現處理，包括懷疑死者當晚因情緒不穩而自殺。[89]
- 2月20日：
  - 政府展開為期3個月的《廣播條例》及《電訊條例》修訂公眾諮詢，建議放寬跨媒體擁有權限制，香港的報刊東主未來亦可同時成為免費、收費電視及聲音廣播持牌人。有學者擔心放寬會牴觸現有的傳媒政策目標，影響言論自由及節目觀點多元化。[90]
  - 本土民主前線前發言人梁天琦等5人被控暴動等罪，高等法院法官開始抽選陪審團程序。
  - 香港迪士尼樂園公布業績，2017年度入場人次升3%至620萬，但連續第三年虧損，蝕3.45億元，是近3年來最多。[91]
  - 香港交易所交易大堂經裝修後，易名為「香港金融大會堂」，並舉行開幕典禮。[92]
- 2月24日：
  - 清晨5時，前全國政協雲大棉次子雲維恩獨自駕駛一輛平治房車在西環沿干諾道西天橋往西區海底隧道方向行駛，至東邊街失控撞向分隔道路的風琴式防撞欄，重傷昏迷被困，至中午左右證實死亡，終年52歲[93]。
  - 九巴僱員工會及「月薪車長大聯盟」晚上8時展開工業行動，發動罷駛半小時，惟只有尖東巴士總站5部巴士的車長響應參與，其他地區未有響應。駕駛234X線的葉蔚琳承認行動失敗，但無後悔，表示會到香港禮賓府外通宵靜坐抗議。而在工業行動前，九巴傍晚向員工發出通告，提醒車長「必須遵守公司既定指引及交通規則」，如有任何違反工作指引的行為，公司「定必作嚴厲紀律處分」。[94]

- 2月26日：2018年1月8日，在火炭開設物流公司的孔嘉傑因財困在公司自縊身亡。之後其妻子歐慧敏一直悶悶不樂，凌晨帶同兒子（9歲）駕乘七人車，由馬鞍山西沙路輋下村寓所駛至石門安耀街，在車內燒炭雙雙身亡，住所留下遺書。
- 2月27日：印度傳媒報道在印度出世、在香港長大及讀書的29歲印度裔男子Ramanjit Singh被印度司法部門列為恐怖分子，並遭國際刑警發出「紅色通緝令」。該人早前涉及一宗搶劫案被警方拘捕。[95]
- 2月28日：
  - 財政司司長陳茂波發表2018/19年度財政預算案，受惠於賣地和印花稅收入增加，財政年度（2017/18）盈餘逾1300億元，創歷史新高。政府堅持不全民派錢，選擇性向基層學生象徵式每人派發2000元和建議向未來一年向本地中小學生，派發1萬張海洋公園免費門票。預算案惹來外界批評，多名政黨人士要求政府派錢。港大民意調查顯示四成市民不滿預算案，評分僅48.2分，創11年來新低。[96]
  - 下午3時許，中環東亞銀行大廈發生劫案，一名57歲男子手持一支懷疑手槍物件闖入銀行打劫，奪走約數萬元逃去。警方出動多名帶頭盔身穿避彈衣的警員在中環站和香港站進行搜捕，警方到晚上拘捕該男子。[97]

### 3月
- 3月1日：

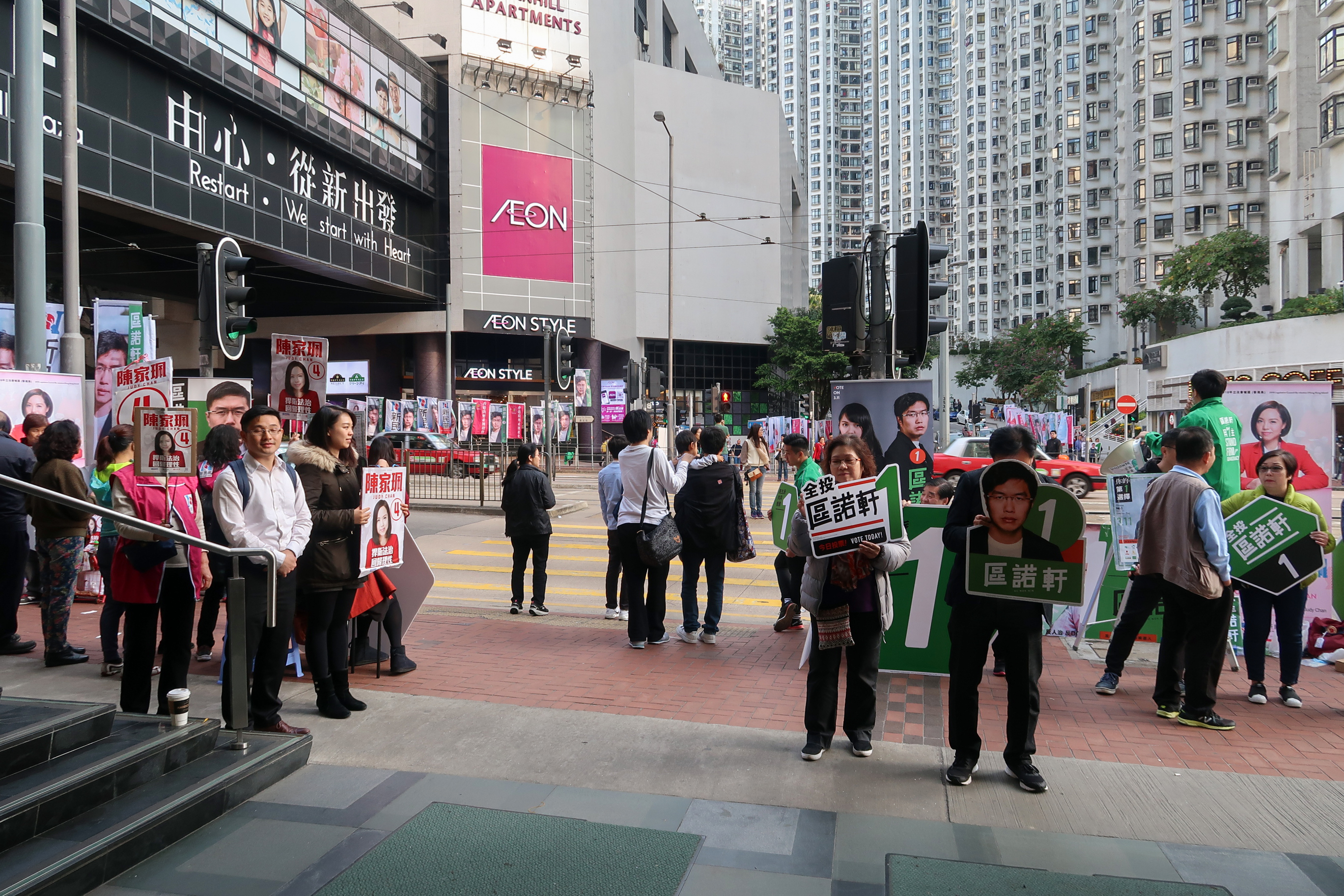
3月11日舉行2018年立法會補選，圖為在太古一帶的宣傳

  - 財政預算案提出為2019年中學文憑試考生代繳考試費，包括日校考生和自修生，教育界立法會議員葉建源擔心會突然吸引很多市民應考，或干擾其他考生考試及影響考試公正性，議員建議只促限日校生獲資助。陳茂波早上仍堅稱計劃原意是支持和鼓勵自修生多讀書，讓之前考得不好的人重考，相信市民因免費而報考此「極端情況」出現的機會只屬少數[98]，但後來改口，稱「會研究其他建議」[99]。
  - 山頂纜車加價，其中成人單程由32元加至37元，成人來回由45元加至52元。山頂纜車對上一次加價在2016年9月。[100]
- 3月5日：前立法會議員梁國雄被指2016年11月在立法會討論橫洲事件時，涉搶走時任發展局副局長馬紹祥的文件，被控違反《立法會權力及特權條例》中藐視罪名，裁判官頒下判辭，指裁定條例不包括立法會議員，否則議員於議會中的言論自由會受到限制，若以藐視罪限制議員的特權，或會構成「寒蟬效應」。[101]
- 3月7日：九巴解僱4名參與「月薪車長大聯盟」罷駛行動的4名車長，引發約100人晚上到九巴昂船洲車廠集會。九巴管理層凌晨與大聯盟召集人葉蔚琳及其丈夫劉卓恒會面後，決定暫緩解僱4人，車長會就解僱提出上訴。而其餘兩名被解僱車長指九巴職員要求他們交還職員證時涉嫌恐嚇，已報警處理。[102]同日，九巴Facebook專頁內容指「近排辛苦喇，停低休息吓啦」，其內容令人聯想解僱事件，引起「關公災難」，至下午4時已累積近2萬個「嬲嬲」。[103]
- 3月11日：2018年3月立法會補選舉行，填補香港島、九龍西和新界東及建築、測量、都市規劃及園境界功能界別議席4個空缺。是次補選投票率僅43% ，是8年新低。建制派及民主派於各取2個議席。民主派的區諾軒及范國威分別奪得香港島及新界東地區直選議席，而建制派的鄭泳舜及謝偉銓分別奪得九龍西地區直選及建築、測量、都市規劃及園境界功能界別議席。鄭泳舜成為回歸以來首位在立法會地方選區補選中勝出的建制派代表。而民主派未能奪回地方選區分組點票否決權，區諾軒形容是「慘勝」，姚松炎承認自己策略失誤及道歉。[104]
- 3月12日：
  - 區諾軒在立法會補選中勝出後，工聯會前立法會議員王國興協助商人黃大海就他曾焚燒《基本法》一事申請司法覆核。區諾軒批評王國興和建制派的做法不尊重港島區選民的投票意願。[105]
  - 元朗南生圍連續兩天發生山火，持續達17小時，大片林木被燒成灰燼。立法會議員鄺俊宇指該處並非首次無故發生山火，認為事件有可疑。[106]
- 3月15日：
  - 由24個的士組織組成的「打倒白牌車大聯盟」在政府總部外和金鐘一帶多條道路發起慢駛遊行，並一同響號30秒，抗議政府無力打擊白牌車，縱容Uber影響的士司機生意。[107]
  - 樂視體育香港晚上7時許，位於荃灣的辦公室關閉，晚上樂視電視盒子各個體育頻道16日（周五）凌晨0時起，螢光幕顯示「無法播放此節目」及錯誤代碼，正式停止播放。[108]
- 3月16日：
  - 出任長和系董事局主席達46年的集團創始人李嘉誠正式宣布於5月10日股東大會後退休，改任集團資深顧問，其長子李澤鉅將接任董事局主席一職。[109][110]
  - 政府向立法會提交《國歌法》本地立法文件，訂明公開及故意篡改或貶損國歌即屬犯罪，最高罰款五萬元及監禁三年。[111]
  - 市建局公布開展上環皇后大道西／賢居里及大角咀橡樹街／埃華街發展項目。該局表示推行項目冀為重整地塊和重新規劃區內設施，改善樓宇環境及周邊市容，惟上環項目需向城規會申請改劃土地用途。[112]
  - 早前被裁定虐殺15歲「私影」女模特兒郭惠明罪名成立的37歲被告劉璋輝，在高等法院被判終身監禁。法官斥責被告行為冷血，又指社交平台應在使用者接觸陌生人時列出警告字句以作防范。 [113]
  - 沙田廣林苑發生有人搶警槍事件，兩名警員受傷[114]。
- 3月17日：教育局局長楊潤雄表示，該局經與考評局商議後，決定將政府代繳中學文憑試考試費適用範圍收窄至學校考生，以免有人因無需繳付考試費而報考，甚至擾亂試場秩序，詳情日內公佈。[115]
- 3月18日：灣仔駱克道一間時鐘酒店發生謀殺案，警方凌晨接報，指發現房間有一名男童昏迷，送院後不治。據悉男童頸部有被勒傷痕，近日被診斷患過度活躍症，警方拘捕男童的52歲外婆調查。[116]
- 3月20日：政府完成私人遊樂場地契約政策檢討，建議參考對推動體育發展的貢獻考慮是否續約，並須於續約徵收三分一市值地價，有部份立法會議員批評建議是向私人體育會作七成地價補貼。[117]
- 3月21日：
  - 沙田瀝源邨華豐樓地下毆斃案。
  - 上水清河邨一名36歲婦人懷疑財困，在家中廚房放煤氣企圖自殺，屋內還有4名子女及1名侄女。15歲長女起床上學察覺異味發現母親昏倒後報警，警列作「企圖自殺及對所看管兒童或少年人虐待或忽略」案。[118]
  - 美聯社報道指，聯合國一份調查報告認為香港成為朝鮮突破國際制裁的中間人。[119][120]

- 3月22日：

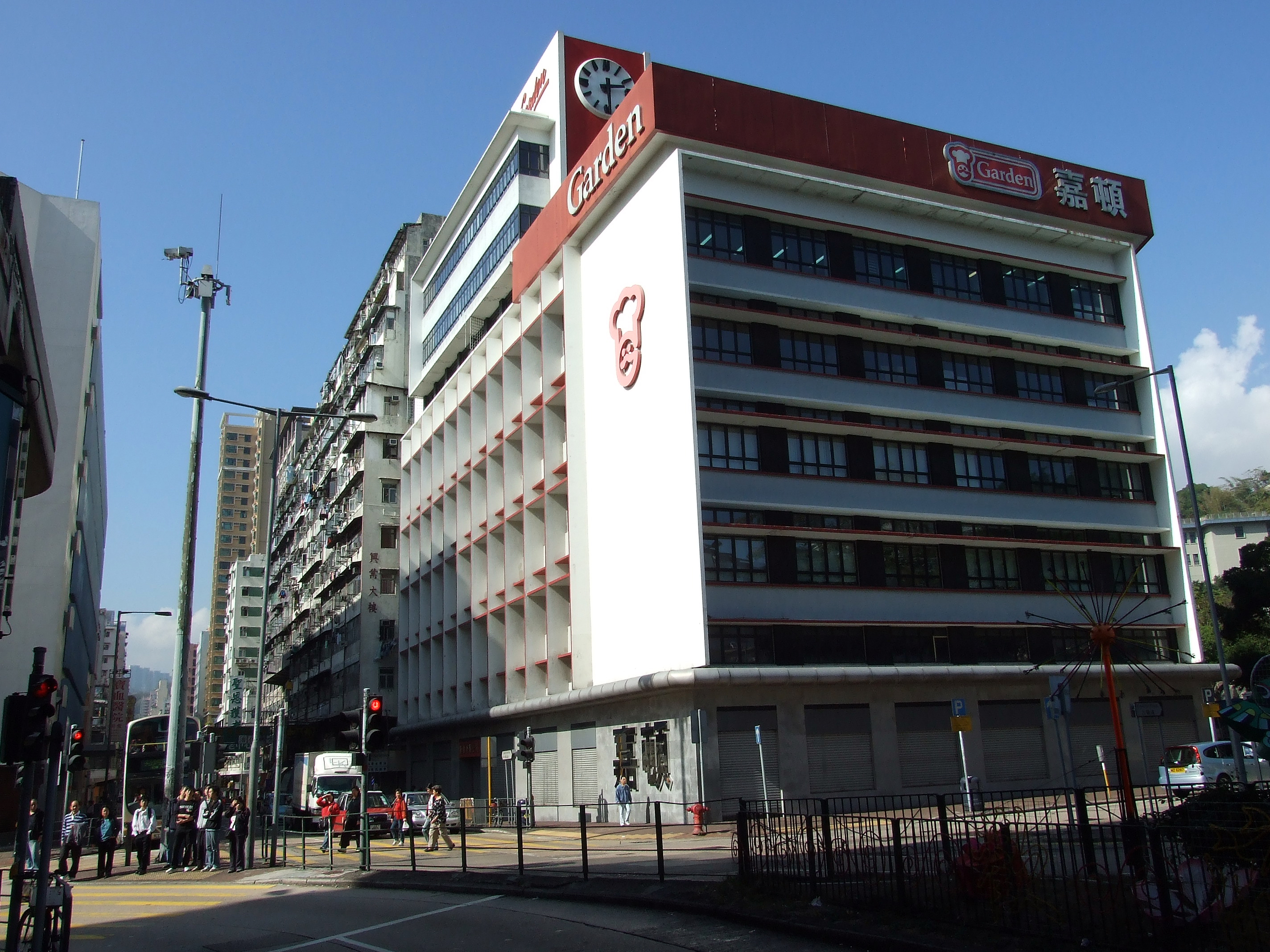
嘉頓中心獲古諮會評為二級歷史建築

  - 清晨，51歲交通警員在紅磡漆咸道北近佛光街天橋執勤期間被貨車撞死。事發時殉職警未見有穿上黃色的反光衣。59歲伍姓貨車司機以涉嫌危險駕駛引致他人死亡罪名被捕扣查。[121]
  - 房委會推出新一期居屋，共4431個單位，全日派出2.4萬份申請表。[122]
  - 古物諮詢委員會評審小組決定，對嘉頓中心維持二級歷史建築。關注團體全民保育行動感到憤怒，批評是為清拆重建鋪路。[123]
- 3月23日：
  - 2月公布的《財政預算案》被多個政黨批評「派糖不均」，政府宣布「補漏拾遺」措施，方案名為「關愛共享計劃」，向年滿18歲、無繳交薪俸稅、在港無物業、無領取政府援助、持香港身分證，通常居港的人發放4000元現金津貼，預料280萬人受惠，預計2019年2月開始接受申請。不過政府無交代「通常居港」定義。特首林鄭月娥回應計劃，不認同是「跪低」的說法。[124][125]
  - 港铁下午举行廣深港高鐵香港段項目主要工程竣工典禮[126][127]。
- 3月26日：早上11時許，中環威靈頓街16號地下珠寶店被3名戴鴨舌帽及口罩劫匪洗劫，店內無客人但有5名店員，3名劫匪逗留約30秒後逃走，1名匪徒在400外被擒，另2名哥倫比亞籍匪徒傍晚在深圳灣出境時被捕[128]。
- 3月27日：
  - 香港電視網絡宣佈撤回免費電視牌照申請，並將當年購得的流動電視牌照交回予通訊局。王維基在記者會上表明不會再投資電視業務。[129]
  - 港鐵6月可以按可加可減機制加價3.14%，是2017年票價調整機制完成檢討後首次加價。董事局主席馬時亨稱，乘客使用八達通的票價，其實等同維持不變。表示：「我覺得對市民來說，是一個應該他們覺得是合理的消息。」[130]
  - 香港足球代表隊在亞洲盃外圍賽作客0﹕2不敵朝鮮，無緣晉身決賽周。[131]
- 3月28日：
  - 100毛母公司，毛記葵涌首日上市，開市較招股價大升6倍，每手帳面賺14,400元，成為香港歷來最賺錢新股。公司對股價表現感驚喜，但問及業務前景就隻字不提。[132]
  - 香港賽馬會投注站連續第2天當機，全港超過半數共57間場外投注站窗口投注機及自助投注機全部停止運作，幸在夜馬開跑前回復正常，手機、網上及電話投注則仍然運作。但周二的六合彩當天中午全線投注站當機，須順延一期至周四才攪珠及開獎，是六合彩開設以來首次因網絡故障而須延期。[133][134]
  - 兩名選舉主任和多名建制派立法會議員收到由日本寄出、以日文撰寫的死亡恐嚇信，信中內容不滿二人取消立法會參選人資格，聲言要殺死選舉主任。[135]
  - 通訊局就免費電視節目中的植入式廣告進行公眾諮詢，希望平衡公眾利益及持牌廣播機構的利益。[136]

### 4月
- 4月1日：

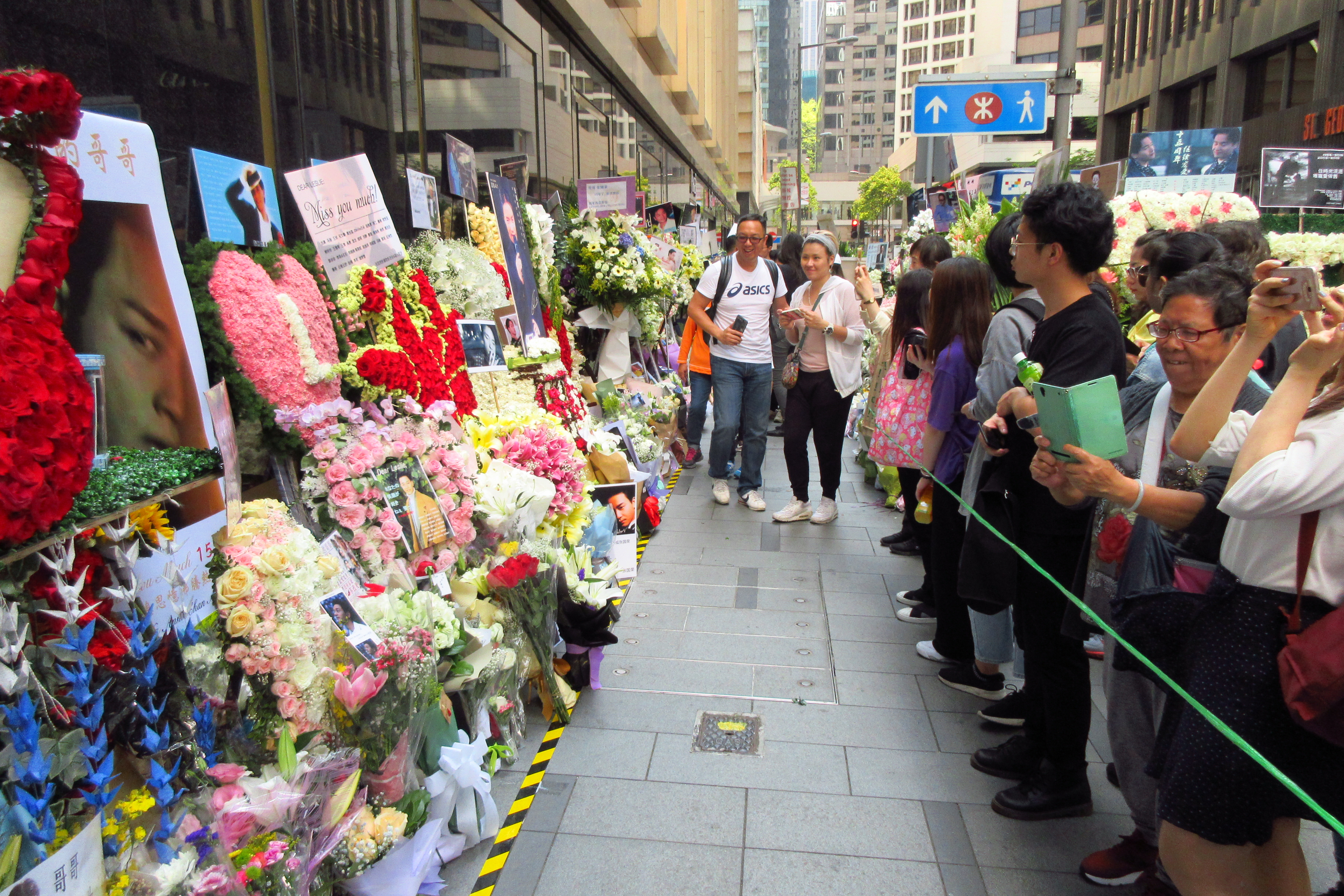
4月1日為張國榮逝世15周年，歌迷於當年張國榮倒卧位置擺放大批花牌及畫像

  - 開業41年，現存歷史最悠久，位於油麻地彌敦道363-373號恆成大廈地庫的麥當勞因租約期滿結業。原址地面會開設新餐廳，預計今年第四季投入服務。[137]
  - 香港一代巨星張國榮辭世15年，逾百名歌迷和影迷，到他輕生地點香港文華東方酒店外擺放鮮花和畫像悼念。
- 4月2日：
  - 南生圍橫水渡碼頭的一艘木舢舨起火並燒毀沉沒，消防員接報到場後，約10分鐘後將火救熄，火警中無人受傷。經消防初步調查後，認為起火原因亦有可疑，將案件交警方調查。[138][139][140]
  - 一鋼琴教師在其個人面書爆料，揭發其學生（母語非粵語）所就讀的幼稚園禁止講廣東話，並有要求學童互相監督、互相告發，學生坦承「曾經告發過佢講廣東話嘅同學」，當事人認為「事態嚴重，用左半堂同佢傾計—」。輿論一時嘩然[141]。
- 4月3日：
  - 「UAVHongKong 香港無人機航拍會」facebook群組內有網民分享航拍照片，發現港珠澳大橋隧道東人工島由大石組成的防波堤部分範圍邊緣參差不齊，疑被海水「沖散」。工程界對有關現象眾說紛紜，《香港01》引述大橋管理局發言人回應指，認為相片可能是「觀感上、視覺上的錯覺」，但官方未有回應事件。[142]
  - 民航處就香港使用航拍機系統的規管展開公眾諮詢，擬按照無人機的重量及其風險訂立規管。[143]
  - 正在試運行的廣深港高鐵香港段，一列停泊在石崗列車停放處的高鐵列車，被工程人員發現尾卡部分車輪偏離路軌，事件中無人受傷。港鐵指已就事件進行詳細調查，並通知機電工程署。[144]
- 4月8日：
  - 一名32歲尼泊爾籍男子醉酒後用菜刀斬殺49歲父親，導致父親頭及大腿內側大動脈重傷死亡，事件疑涉及金錢糾紛。兇手被判終身監禁。
  - 下午4時許，荃灣海灣花園升降機發生嚴重意外，升降機到達16樓時突然急升，直至頂樓46樓才停下，導致2名32歲住客頭頸受傷，並一度危殆，另有一人在出事前已離閈，逃過意外。涉事的升降機為尚未更換的舊式升降機。機電署正調查涉事升降機未能正常停下的原因。[145]
- 4月11日：房委會今期推售的居屋項目申請破復售後新高，樂富的房委會客務中心全日逼爆，合共收到約16.6萬份居屋申請表，超額認購36.4倍。[146]
- 4月12日：
  - 菲律賓總統杜特爾特私人訪港，就2010年導致香港領隊及遊客共8人死亡的馬尼拉人質事件正式道歉。[147]
  - 香港第四條過海鐵路的最後一節沉管完成安放[148][149]。
- 4月13日：
  - 港元滙價起多次觸及7.85的「弱方兌換保證」水平，金管局繼昨日買入總值8.16億的港元後，今日凌晨再出手買入24.4億港元，合共承接32.58億港元，以維持滙價穩定。[150]
  - 旺角園圃街雀鳥花園再現禽流感，有店舖的海南鷯哥糞便，驗出可傳人的H5N6禽流感病毒，漁農自然護理署宣布關閉雀仔街21日，雀鳥店內2834雀鳥全數銷毁。[151]
- 4月18日：
  - 香港寬頻發公告指一個已停用客戶資料庫懷疑被黑客入侵，已停用資料庫包含截至2012年約38萬條固定及IDD服務客戶及服務申請人記錄，包括姓名、電郵地址、通訊地址、電話號碼、身份證號碼及約43,000條信用卡資料，約佔360萬條客戶記錄的11%。公司已向香港警務處報告事件，並將會通知受影響的客戶及就此通知香港個人資料私隱專員。[152]
  - 立法會行管會決定不再追討早前被取消議員資格的梁國雄、劉小麗、羅冠聰和姚松炎全部薪津，只要求4人歸還已預支營運資金、手提電話等資本項目，由19萬至31萬不等。[153]
- 4月25日：
  - 藝人黃子華舉行棟篤笑的門票公開發售，各區售票處有數百人通宵排隊，並吸引大批「排隊黨」到場購票。城市售票網系統一度無法登入，但康文署回應稱全日運作正常。多個門票交易平台有炒賣情况，原價880元的門票被炒賣至15,555元。[154]
  - 無國界記者發表《2018世界新聞自由報告》，香港位列第70位，排名上升。報告指香港過去一年記者遭遇暴力的行為幾乎絕跡，多家網媒獲政府認可，並有組織地抵抗北京的干預，都使香港整體排名上升[155]。
- 4月26日：
  - 土地供應專責小組今日正式展開為期5個月的土地「大辯論」，有18個供應選項。
  - 民主黨立法會議員許智峯於4月24日「一地兩檢」條例草案委員會開會期間，搶走一名保安局女行政主任（EO）的電話，釀成風波。立法會行管會一致認同予以強烈譴責。許智峯繼向涉事官員撰寫道歉信後，傍晚就此鞠躬道歉。民主黨對許智峯作出強烈譴責，即時暫停會籍，並將個案送交紀律委員會處理。[156]
  - 一名傷殘女司機駕駛私家車接載母親時，在元朗公路與輕型貨車碰撞，下車理論之際被專線小巴撞飛，義肢甩出飛脫，送院證實死亡。她曾於20年前一次車禍中失去右腳[157]。

### 5月
- 5月3日：天文台錄得33.5度的高溫，並發出酷熱天氣警告，是該警告設立以來最早發出的一次。新界部分地區在正午時份升至34度。[158]
- 5月5日：民主黨立法會議員許智峯早前在立法會內搶走政府人員手機，警方早上在屯門將他拘捕，涉嫌「普通襲擊」、「有犯罪或不誠實意圖而取用電腦」、「妨礙公職人員執行職務」及「刑事毀壞」4項罪名。晚上約獲准以1萬元保釋。[159]
- 5月4日：港珠澳大橋地盤垃圾袋藏屍案。
- 5月10日：
  - 李嘉誠以長和系董事局主席的身份出席最後一次股東大會，大會後正式退休，但仍會繼續工作並轉任集團資深顧問。[160]其長子李澤鉅則升任董事局主席。
  - 灣仔會議道沙中綫地盤繼3個月前兩次發現戰時炸彈後，再發現一枚同型號炸彈。該彈為美製AN-M65空投炸彈，重1千磅。警方封閉灣仔北一帶道路至翌日日間以進行拆彈。[161]
- 5月11日：上水名都發生奪命升降機意外，一名64歲婦人在巴黎閣7樓出門準備乘升降機，甫踏進升降機時升降機懷疑發生故障，被機門夾腳後遭往上拉扯，並整個身體從罅隙墮進升降機槽底死亡。多名住戶表示認為升降機經常「有問題」，質疑法團未有跟進。而涉事的升降機承辦商「耀天」事發後一直沒有接觸死者家人[162]
- 5月13日：月初東涌港珠澳大橋地盤揭發垃圾袋藏屍案，警方在港九新界多處地方拘捕7名涉嫌謀殺及非法處理屍體的男女，懷疑死者當日在毒品飯堂吸毒時與其他吸毒者起爭執，遭人用硬物重擊後腦致死，事後遭棄屍地盤。[163]
- 5月14日：中國共產黨中央委員會總書記習近平首次表示，支持香港成為國際創新科技中心，中央容許科研資金可以跨境在香港使用。[164][165]
- 5月15日：珠穆朗瑪峰登峰團一行10人，其中一名姓林成員疑患上高山症，在海拔5,000米的基地營情況惡化，出現腦水腫，經搶救後不治。[166]
- 5月16日：
  - 繼有線中國組記者陳浩暉於都江堰採訪被毆後，now新聞台攝影師在早上採訪北京律師協會聽證會時遭警察阻撓，記者證和回鄉證被取去，未有歸還。他試圖搶回證件但不成功，並被多名便衣人員和公安壓在地上及叉頸，按在地上鎖上手扣，押上警車帶走。攝影師徐駿銘頭部流血，手腕及膝蓋多處受傷，中午前被帶到和平里醫院驗傷，公安扣查近4小時，要求徐寫悔過書才讓他離開。now新聞台對合法採訪遭到無理及粗暴阻撓表示極度憤怒。署理行政長官張建宗表示，非常關注事件，已馬上接觸港澳辦。記協發表聲明表示强烈抗議。[167]林鄭月娥稱對於接連有香港記者在內地採訪遭阻撓「表示遺憾」，但同時指「各處鄉村各處例」，呼籲傳媒採訪時要守內地法規。[168][169][170]
  - 安達邨一名48歲女子返家時被手持一呎長利刀賊人劫持入屋，劫去約3,900元現金和價值17,000元金飾，並綑綁事主雙手，逃去無蹤[171]。翌日，警方扣捕一名54歲有刑事案底男子懷疑涉案，他為案發大廈的住客[172]。
- 5月17日：立法會否決譴責鄭松泰倒插國旗事件的譴責議案，得以保住議席。[173]
- 5月18日：2016年旺角騷亂案，梁天琦等5人被指參與暴動。經過3天商議，到下午，9人陪審團一致裁定梁天琦煽惑暴動罪脫，一項暴動罪成，另一項牽涉其他3名被告的暴動罪則未能達成有效裁決；第三被告盧建民暴動罪亦罪成，而被告林倫慶的3項暴動罪全部罪脫。法官將相關事宜押後至6月11日再訊。不過陪審團商議裁決期間，司法機構收到附有偷拍4名陪審員照片的匿名電郵，電郵並寫上「還有很多」，據了解照片是在庭內拍攝。司法機構就事件報警，法官同時安排警方派人駕車護送陪審員離開及向他們提供24小時求助電話。[174]
- 5月20日：地政總署指港島半山般咸道一棵細葉榕健康和結構情況甚差，有倒塌危險，計劃早上移除該樹。多名環保組織人士和議員到場示威要求暫緩斬樹，並在樹身圍上「古樹有情」標語，並批評移除古樹前未進行公眾諮詢。到下午3時，當局開始移除該樹[175]。
- 5月22日：天文台錄得34.8度，為有紀錄以來最熱的佛誕日，也連續3天破全年最高氣溫紀錄[176]。
- 5月23日：
  - 一名操普通話的女子在高等法院審理佔旺藐視法庭案的庭內拍照，遭法官質問及警告，女子回應：「我喜歡拍照便拍照！」，又稱「中國法律做法不同」。司法機構報警，法官下令充公女子手機及不准她離開香港[177][178][179]。其後，她接受《明報》訪問稱以為聆訊乃「公聽會」，願意就事件道歉，但同時希望日後公開審訊可讓公眾即場直播[180]。
  - 《蘋果日報》揭發明華大廈重建地盤有分判商懷疑使用不合格鋼筋。房協相信分判商為趕工偷步用未檢測的鋼筋，事後已暫停相關工程，並要求總承建商俊和建築將問題鋼筋全部拆走。[181]
- 5月24日：
  - 教育局公佈初中中國歷史科及歷史科的修訂課程大綱，修訂包括不再將香港發展史單列作獨立課題，而是併入不同時期一併教授；另外，六四事件和六七暴動不列入修訂課綱。新課綱預料最快於2020年9月的中一級實施[182]。
  - 油尖旺區議會以15票贊成、1票反對通過由經民聯議員提出動議取消旺角行人專用區[183]。
- 5月26日：一名理工大學男生與友人在東涌翔東路騎共享單車「ofo小黄车」時，被一輛的士從後撞倒，留醫28小時後傷重不治，成為香港首宗共享單車奪命意外[184]。
- 5月28日：一艘載136名乘客及7名船員的天星小輪正準備停靠尖沙咀天星碼頭時懷疑因機件故障，失去動力，無法控制方向下先後撞向碼頭及200米外的海運大廈岸邊，海運大廈防撞欄損毀，意外中無人受傷。[185]
- 5月30日：蘋果日報報道紅磡站地底新建月台兩幅主要牆身，近兩成螺絲頭破損或移位，不能與月台層的鋼筋接駁扭緊，而負責承建商禮頓不但未有更換問題部件，反偽裝成功接駁，安排工人將鋼筋剪短。工程師指有關做法令鋼筋拉力大減，影響結構承重能力，最嚴重可致全層倒塌。而下層南北走廊（東鐵綫）月台層板搭建後，連續牆的接駁位在2016年6月拍下的相片顯示多處出現滲水。港鐵一度否認牆身滲水，到媒體公開滲水的影片及相片後，港鐵才改口承認。[186]
- 5月30日：高空反氣旋影響香港，天文台錄得最高氣溫35.4度，是歷來5月份第二高溫紀錄，僅次於1963年5月31日的35.5度。[187]
- 5月31日：
  - 電影《樹大招風》兩個道具領班因管有22.3萬張拍戲時用的道具銀紙，兩人各被裁定一項保管共約11,600張偽製紙幣罪成，判監4個月緩刑兩年。《樹大招風》導演許學文對判決感到「很失望」。香港電影工作者總會發表聲明︰「對於此事，全港業界並不止於遺憾與沮喪，更是感到極度憤怒及寒心！」[188]
  - 旺角騷亂案件由開審至裁決近11個月，10名被告暴動罪成，各人被判監2年4個月至4年3個月，以及判入教導所。法官郭偉健指保護公眾安全是法庭的壓倒性責任，強調暴力行為在法治社會是不能容許，判刑要懲罰和阻嚇，政治信念非減刑因素，是「走後門」。[189]
  - 大圍站上蓋發展項目地盤工地發生鋼筋支架倒塌意外，大量鋼筋被壓至變形彎曲。新世界發展回覆指意外未有造成傷亡，正向分判商了解事件。[190]

### 6月

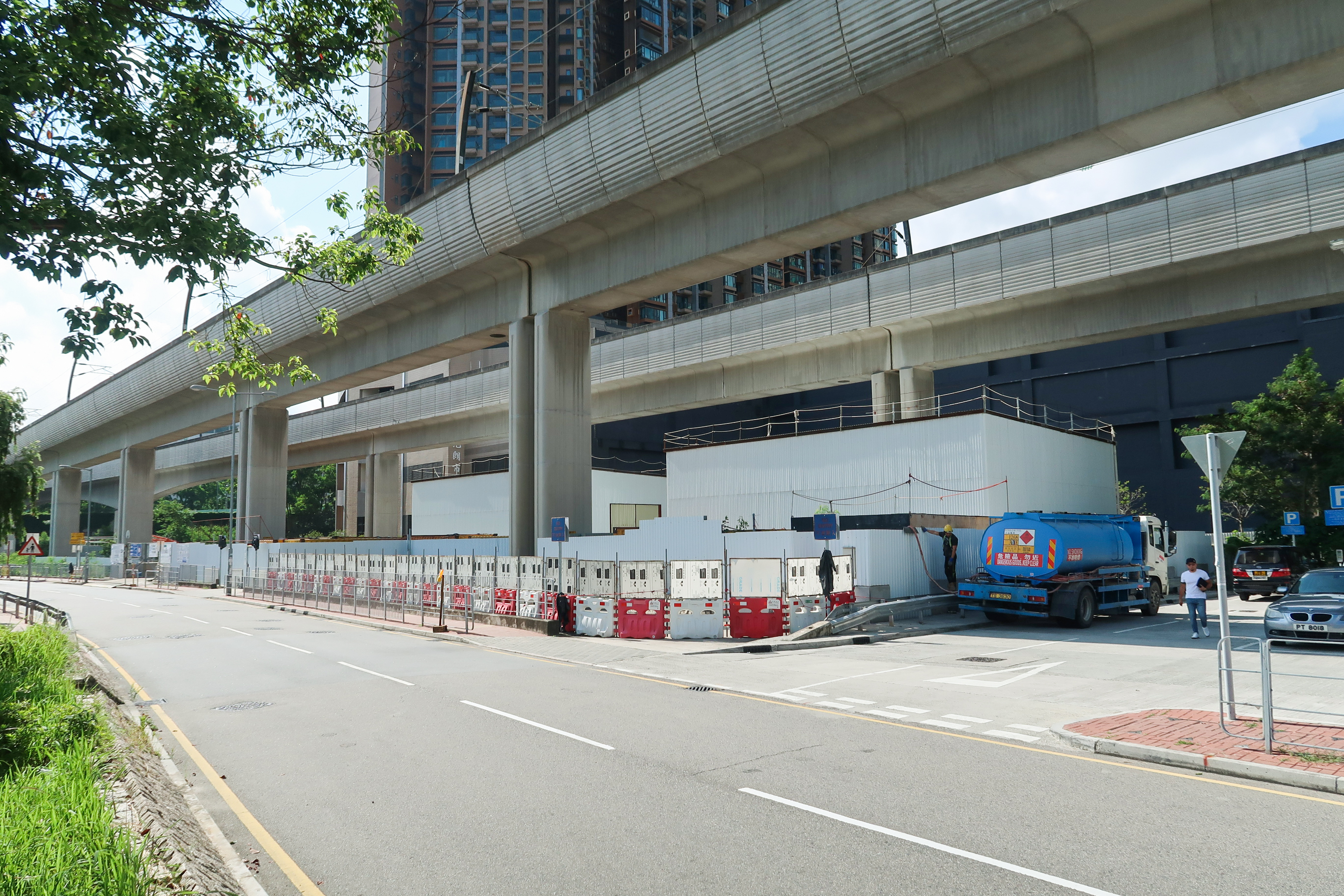
西鐵元朗站架空路軌其中兩座橋躉被媒體揭發早於2013年出現嚴重沉降，幅度最少達20毫米，但港鐵隱瞞5年未有公佈

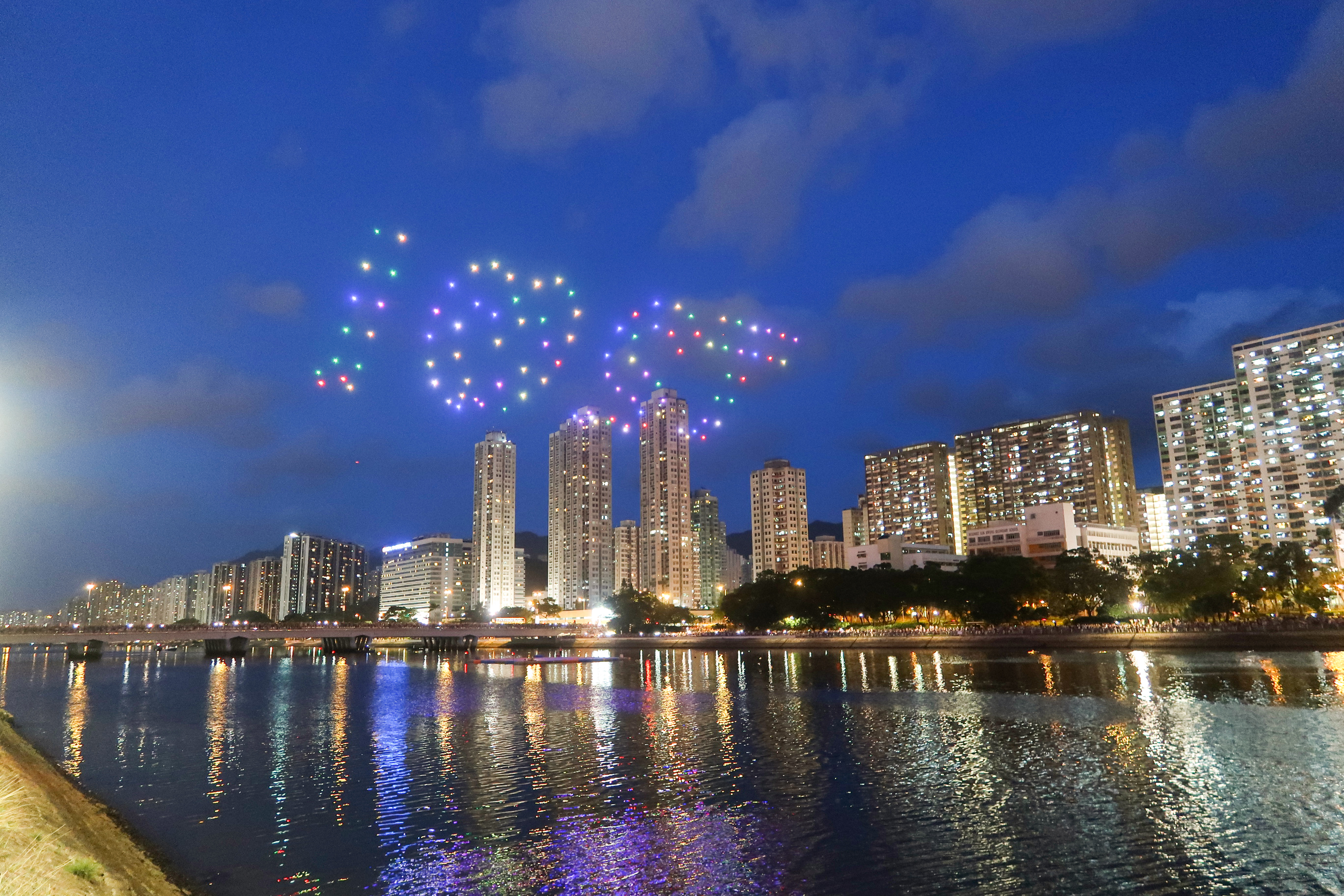
6月30日，沙田城門河上空舉行全港首次100架無人機戶外光影匯演

- 6月1日：傍晚，香港天文台除下生效了348小時的酷熱天氣警告，打破該警告自2000年設立以來最長紀錄，以及5月最長紀錄[191]。首5個月未發出過任何暴雨警告，打破暴雨警告系統設立以來的紀錄[192][193]。
- 6月4日：
  - 六四事件29周年，支聯會宣布晚會有11.5萬人參加，較去年微升；警方則指高峰期有1.7萬人，數字是10年來最低。[194]
  - 青年新政梁頌恆及游蕙禎與3名前議員助理在2016年強行進入會議室宣誓，經審訊後被裁定非法集結罪成，被判囚4星期。[195]
  - 內地女子唐琳玲被指在高等法院處理佔旺藐視法庭案時在庭內拍攝，裁定刑事藐視法庭罪成，判囚7天，並須支付逾19萬元訟費。[196]
  - 香港廉政公署宣佈落案起訴現代教育導師蕭源、其同為現代教育導師的妻子蔡氏、一名張姓人士和一名吳姓人士。案情指張姓人士和蔡氏涉嫌透過智能電話將2016年和2017年香港中學文憑考試（文憑試）中國語文科的保密考題傳給蕭。吳姓人士亦使用相同方法而涉嫌將一個2017年文憑試中文科的簡介會機密資料傳給蕭。4人現時獲廉政公署保釋並需在同月6日到西九龍裁判法院答辯。[197]
- 6月6日：港鐵沙中線紅磡站月台擴建工程鋼筋接駁位造假事件，港鐵首度公開被剪短鋼筋的照片，並表示5次發現均未有向董事局或政府匯報。港鐵董事局主席馬時亨強調「好注重事件透明度」，不過被媒體追問下仍沒有交代涉事鋼筋確切數目，沒有回應事件是否涉造假，而且港鐵職員阻止記者翻閱向媒體展示的6個文件夾。原本港鐵承諾將被剪短鋼筋照片資料傳送傳媒，其後亦拒絕提供。[198]另外，港鐵未能在限期內向路政署提交報告，最快6月15日提交。[199]
- 6月8日：天文台於上午11時30分發出紅雨暴雨警告，表示香港廣泛地區已錄得或預料會有每小時雨量超過50毫米的大雨，且雨勢可能持續。教育局宣布，下午校的學生下午無需上課，但學校須保持校舍開放，同時安排應變措施，照顧已返抵學校的學生。[200]
- 6月9日：老翁被發現昏迷後，送院證實死亡。老翁女兒翻查老人院閉路電視後發現老翁疑曾被人推跌，吳雄被控誤殺。吳雄患有腦血管病變和心肌梗塞等疾病，同年11月15日還押期間因多重器官衰竭等去世。
- 6月11日：2016年年初一旺角騷亂，本土民主前線前發言人梁天琦判囚6年，襲警罪則判囚12個月，兩項刑期同期執行。同案被告盧建民判囚7年，為香港開埠以來最重的暴動罪判刑。已認罪的黃家駒判囚3年6個月。高等法院法官拒絕接納政治背景為求情理由。[201]
- 6月12日：《蘋果日報》揭發土瓜灣站月台大堂扶手電梯與樓梯之間的分隔牆疑未依照圖則進行，結構牆兩層鋼筋的其中一層被剪走。路政署於6月5日知悉事件後，要求港鐵公司就有關事件提供相關資料，不過港鐵回覆欠奉。路政署在同月11日再去信港鐵，不滿港鐵未能及時通報有關事故，對此感失望及不能接受。要求港鐵於6月18日或之前提交報告詳細交代。[202]
- 6月14日：立法會以40票贊成、20票反對、1票棄權，通過高鐵一地兩檢條例草案。民主派議員和民間團體抗議立法會主席梁君彥濫權，要求他問責下台。[203]
- 6月15日：港鐵舉行閉門傳媒簡報會，向傳煤發佈紅磡站鋼筋接駁位造假事件調查報告，指扎鐵分判商泛迅建築稱已按承建商禮頓要求剪短鋼筋。路政署收到有關資料後，認為有刑事成份，已報警處理。[204]
- 6月16日：《明報》報道立法會議員田北辰接獲消息指，承建商「禮頓—中建聯營」在挖掘會展站工程期間未有為垂直隔牆做足夠支撐，港鐵勒令暫停挖掘。[205]
- 6月17日：屯門新屯門中心一單位揭發三屍倫常慘案。曾就讀中大護理學院，2015年已離校，23歲彭靖瑜因濕疹折磨，在同月14日瀏覽「如何一刀刺穿別人心臟」及「如何以氦氣自殺」的網頁和在LIHKG討論區發帖文詢問後，在家內弒60歲父親和56歲母親胸口後再用膠袋笠頭，並接駁一罐罐裝氣體自殺。警方在場撿獲一呎長染血兇刀，並在女兒房間撿獲遺書，透露不堪濕疹折磨。屯門警區重案組接手調查案件，28歲長女事後接獲警方通知，趕回香港了解及處理事件。[206]
- 6月21日：7歲女童凌潤林被疏忽照顧，引致皮包骨、皮膚潰爛兼腦部永久受損而成為植物人。她的父母忽略兒童以及妨礙司法公正罪成。[207]
- 6月22日：《蘋果日報》報道西鐵元朗站架空路軌其中兩座橋躉早於2013年出現嚴重沉降，幅度最少達20毫米，但港鐵隱瞞5年未有公佈，到新地Grand YOHO第3期早前進行打樁工程，港鐵發現個別橋躉出現沉降現象，才進行補救工程加固橋躉，工程預計於2018年年底完成。[208]
- 6月25日：香港首隻「同股不同權」新股小米開始公開招股，預計7月9日主板掛牌。
- 6月26日：
  - 鰂魚涌公園發生恐怖襲擊。一名任職保鑣，姓詹的44歲女子因爭產糾紛，下午3時於公園內槍擊四兄弟姊妹，其中一對年約60至80歲男女頭部中槍，另一對年約40至50歲男女膊頭及手部中槍。現場留下大攤血迹。警方派出配備輕機槍的警方反恐特勤人員趕抵現場，大堂保安員在太古城中心4期大堂截停開槍女子，其後被警方反恐特勤隊人員將她制服，在臨時圍板內接受調查。其中80歲女事主傷重不治。[209]
  - 屯門醫院1個多月內，發生兩宗長者住院期間穿腸後突然死亡的事件。繼一名75歲老翁疑被職員以硬物插肛通便致直腸穿孔死亡後，有患認知障礙婦入屯門醫院後被安排照腸，其後穿腸死亡。屯門醫院行政總監鄧耀鏗承認，院方與病人及家屬溝通不理想，就事件致歉。[210]
- 6月28日：
  - 港鐵沙中線紅磡站月台鋼筋被剪短事件，分判商中科興業終現身說法，董事總經理潘焯鴻透露因港鐵日前在報章刊登聲明，使他出面澄清。潘焯鴻表示早在2015年底至2016年初曾親眼目賭有人剪短鋼筋，已向港鐵沙中線土木工程總經理通報事件。他坦言若沒有保密協議，最想是披露事實的真相。而且認為被剪短鋼筋數不只十多支。[211]在建制派反對下，立法會否決引用《立法會（權力及特權）條例》成立專責委員會調查港鐵沙中線紅磡站月台工程事宜。[212]
  - 九巴途經沙田的巴士兩日內發生3宗座位被人「倒插針」事件，兩名乘客受傷。九巴指半年內已發生5宗同類事件。案件暫列「求警調查」，交由沙田警區重案組調查，暫未有人被捕。[213]
- 6月29日：
  - 清晨5時18分，觀龍樓2座41樓一個單位發生火警。一名中年男子突從高處墮下，跌落行人通道頂，慘遭分屍，殘肢留在通道頂及散落地下，當場死亡。[214]
  - 7歲女童凌潤林被疏忽照顧，成為植物人。法官薛偉成判處女童母監禁15年3個月、女童父4年6個月。[215]
  - 特首林鄭月娥在上任一周年前夕公佈6招房屋政策新措施，包括將資助出售房屋定價與市價脫鈎、9幅私樓地改建公營房屋、將市建局馬頭圍項目改作首置上車盤、成立專責小組建過渡房屋、開徵一手樓空置稅，以及修改預售樓花同意方案，防止發展商「唧牙膏」式賣樓。她承認此6招房策並非要打擊樓價。[216]
    -       - 一具連臍帶和胎盤的女嬰屍體被拾荒者發現放在買餸車內，再遺棄在友愛邨愛禮樓對出垃圾站外，重案組接手調查後晚上在同邨拘捕28歲女子及其43歲男友，分別涉嫌殺嬰及涉嫌隱瞞嬰兒出生。有人聲稱女嬰出生後無哭聲，以為無生命跡象，遂將其棄掉。

- 6月30日：
  - 屯門友愛邨一對育有3名子女的同居男女在洗手間誕下一名女嬰，以為是死嬰，在垃圾站棄置。警方拘捕涉案男女，以涉嫌殺嬰及隱瞞嬰兒出世罪名將兩人扣查。[217]
  - 沙田城門河上空舉行全港首次100架無人機戶外光影匯演，歷時約10分鐘。[218]

### 7月
- 7月1日：
  - 香港回歸21周年，民陣舉行七一遊行，以「結束一黨專政 拒絕香港淪陷」為題。民陣估計有5萬人參與遊行，警方估算指高峰期有9800人遊行，數字為2003年以來新低。[219]
  - 尖沙咀海防道及漢口道交界一珠寶店發生劫案，三名男子持武器闖入店內，劫去總值2,300萬元物品後逃去。其後贓物相信被帶到內地，深圳警方及香港警方先後拘捕多人，其中1人為非華裔男子，起回部分贓物[220]。
- 7月2日：黃色暴雨及雷暴警告生效期間，馬鞍山昂平一名18歲青年被雷電擊中頭部當場倒地，送院後不治。[221]
- 7月5日：經歷近4年司法覆核訴訟，終審法院裁定英國女同志QT被入境處拒發簽證的政策屬性傾向歧視。QT認為是香港平權前進一大步。[222]
- 7月6日：
  - 立法會內務委員會以24票贊成，34票反對，1票棄權，否決鐵路事宜小組委員會主席田北辰提出，引用權力及特權法跟進土瓜灣站及會展站工程問題。民建聯蔣麗芸沒有申報丈夫梁海明，任中國建築國際集團獨立非執董，與禮頓聯營參與會展站工程。[223]
  - 特首林鄭月娥出席香港國際機場啟用二十周年慶祝酒會，她稱機場興建第三條跑道，有信心香港可把握粵港澳大灣區的發展機遇。[224]
- 7月8日：近千名珀麗灣居民舉行集會，抗議新鴻基附屬的珀麗灣客運削減渡輪及巴士班次並加價。珀麗灣業主委員會副主席黃杏雲批評發展商違背當年的承諾，包括至今仍未興建馬灣公園二期，規劃失當的責任不應由居民承擔。[225]
- 7月10日：
  - 經營僅15個月共享單車GoBee.Bike，在其facebook專頁宣佈因業務經營困難及維修費用龐大而從未錄得盈利，申請清盤及宣佈結束香港的共享單車業務。[226]
  - 創辦多間學校的香港慈善家田家炳離世，享年99歲。
- 7月11日：
  - 中學文憑試放榜，今屆誕生九名狀元，包括五男三女考獲七科5**佳績，當中包括首名考獲8科5**及在數學延伸部份亦考獲5**的「18*」超級狀元。[227]
  - 警方商業罪案調查科到灝天金融和天裕控股調查，並拘捕31人，與倫敦金騙案有關，至今已有64名男子受騙，涉及金額2,600萬元。[228]
- 7月13日：
  - 繼港鐵西鐵綫元朗站和天榮站物業項目被揭發出現沉降後，港鐵去信沙田區議會指，東鐵線大圍站月台發現有沉降問題。港鐵已要求新世界地產即時停止大圍站上蓋發展項目工程。[229]
  - 立法會財委會通過撥款7億7440萬元，資助擴展光纖網絡至300個遍遠鄉村，惠及17萬名居民。邱騰華指去年《施政報告》提出擴展光纖網絡至遍遠地區鄉村資助計劃，而去年8月訪問北區時有區議員向他提出訴求，今次是政府首次動用公帑擴展光纖網絡讓居民享用更合適的寬頻網絡服務[230]。
- 7月14日：
  - 天水圍發生童黨欺凌事件，一名14歲少女在天恩邨附近面向天水圍渠的一處公園被童黨以木棍毆打、火燒、煙頭灼身、衛生巾貼臉等殘酷方式虐待，財物被拋擲至河中，事後需送院並縫針[231]。少女因何事被童黨虐待傳出兩個不同版本[232]。警方在兩日內拘捕3名年齡介乎12至14歲少女懷疑涉案。到17日警方再拘捕3名男童[233]。
  - 駐港解放軍一輛軍車疑天雨路滑，在錦田診所對開失控剷上行人路，再撞毀巴士站，致巴士站簷篷損毀、鐵柱折斷，軍車則除擋風玻璃輕微爆裂外無重大損毀，有軍人下車視察。事後，駐港部隊派出吊臂車移除巴士站損毀簷篷並清理現場，來回線交通受阻[234]。
- 7月16日：任職地產經紀的女子黃X君（38歲）與前男友岑文輝（42歲，任職樓宇裝修師傅）見面後，遭現任男友王溢明（38歲，任職地盤管工）發現，王黃兩人於九龍城侯王道24號對開發生爭執，黃女被襲。身處附近的岑文輝得悉事件後前去護花，兩男大打出手，王溢明被打至重傷昏迷，搶救一星期後不治。
- 7月17日：
  - 香港民族黨召集人陳浩天接獲警方通知，指助理社團事務主任建議保安局局長，基於國家安全及公共安全為由，根據《社團條例》第8條行使權力，禁止香港民族黨運作及宣布該黨為非法社團，是香港回歸以來首次引用相關條文。該黨獲21天時間作書面申述解釋[235]。
  - 前見習騎師莫振華早上在沙田馬場替馬匹操練時疑該馬匹情緒不安，莫不慎墮馬，復遭馬匹壓住及踢中頭部重傷，送威爾斯親王醫院搶救，延至18日下午2時29分傷重不治。莫的家人同意捐出死者部分器官[236]。馬會對事件感非常悲痛，並即時派救護車於馬房範圍駐守，並探討是否需要實施任何長遠措施[237]。
  - 28名Uber司機被裁定非法載客取酬罪成，各罰款3,800元至4,500元。[238]
- 7月18日：民主黨發現剛落成入伙的葵涌葵翠邨，半數單位食水樣本含鉛量超標。水務署指樣本全部合乎標準。[239]
- 7月20日：前特首曾蔭權就其公職人員行為失當罪上訴失敗，減刑至12個月，須返回監獄繼續服刑。其後突然感到不適送院，在瑪麗醫院羈留病房留醫。[240]
- 7月24日：
  - 男子劉佩明和女友李洛瑩被發現倒斃在紅磡豪宅昇御門2座一單位內，兩人下身赤裸，男死者倒斃客廳、有幾處刀傷；女死者倒斃睡房，無表面傷痕。單位門窗反鎖，無被搜掠和打鬥痕跡，也無財物失竊。
  - 香港金融管理局及三間發鈔銀行推出2018香港新鈔票系列，同年12月12日起流通。新鈔票首次採用直幅方式去配合主題的版面設計，但設計引起不少網民爭議。[241]
- 7月25日：
  - 紅磡昇御門單位內揭發雙屍命案，一男一女被發現倒臥於上址。40歲男死者獨居該處，報稱為自由作家，有刑事案底。34歲女死者報稱無業，有精神病紀錄。初步調查兩人為情侶關係，已死去一段時間。居民對發生命案感到害怕，擔心樓價會因命案下跌。[242]
  - 旺角富榮花園3房戶於自由市場以1065萬元易手，成為全港首個樓價升破千萬居屋單位。[243]
- 7月26日：廉政公署落案起訴現代教育英文科導師劉冠華（Kris Lau），指在2017年給1000元予一名前考評局評卷助理作報酬，以換取對方獲得該年文憑試英文科卷三的機密資料。二人同被控一項串謀代理人接受利益罪名及一項不誠實意圖而取用電腦罪名。[244]
- 7月29日：運作18年的旺角西洋菜南街行人專用區為最後一天，不少表演者在場表演，大批市民聚集觀賞及拍照留念。[245]
- 7月31日：一名74歲醫管局退休男護士10多年前不滿政府因其破產而暫緩發放長俸，將每月獲發的1.3萬元長俸金減至每月5,000元，聲稱導致其一家五口經濟拮据，下午3時許持兩個盛載天拿水的玻璃樽到下亞厘畢道律政中心企圖點火，保安員馬上撲滅火種。警員在疑犯身上撿獲一張字條，內容大致說是要「以死鳴冤」[246]。

### 8月
- 8月1日：

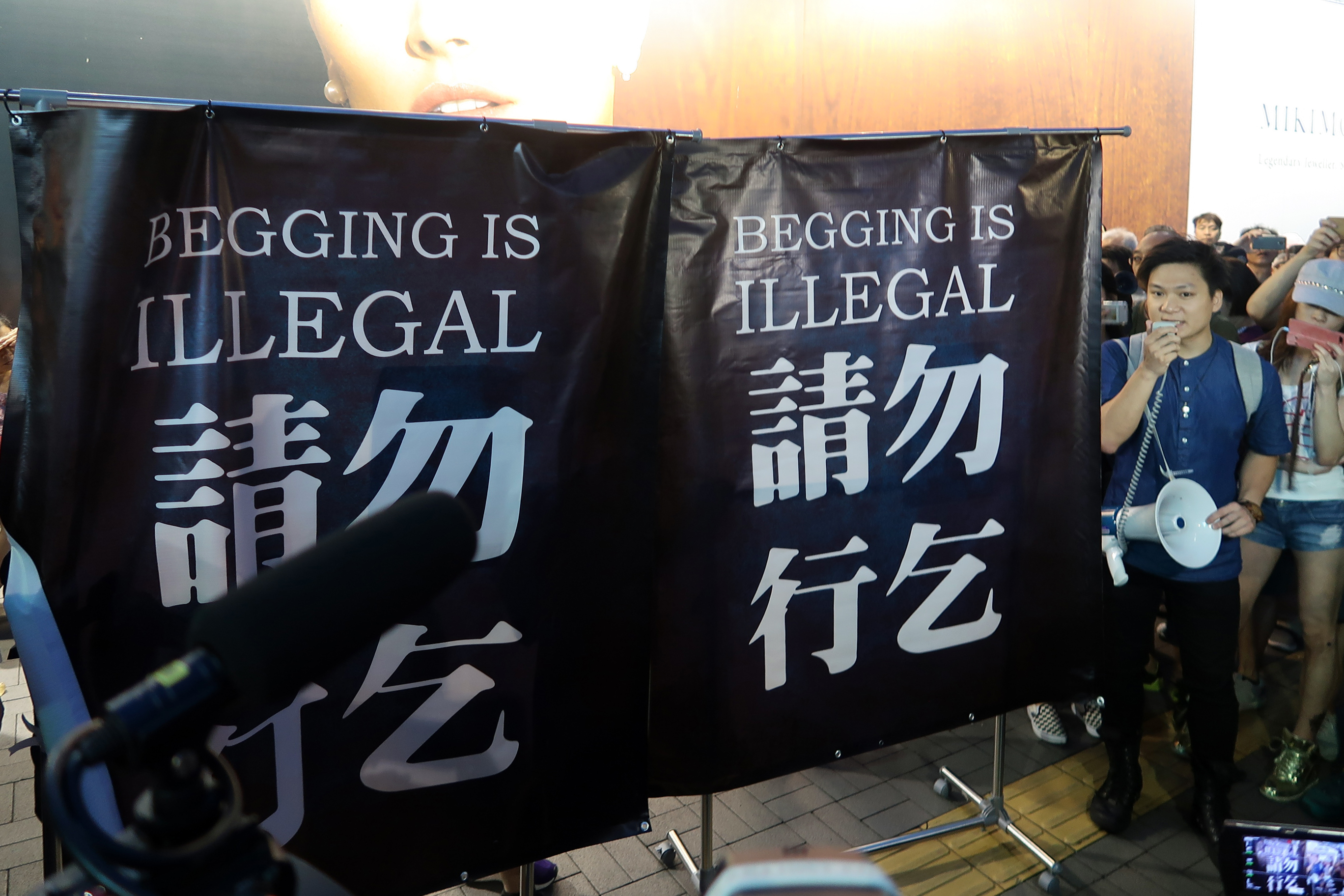
8月11日，學生獨立聯盟發起「光復天星碼頭」行動，號召晚上到尖沙咀天星碼頭，聲討「大媽」表演者聲音過大

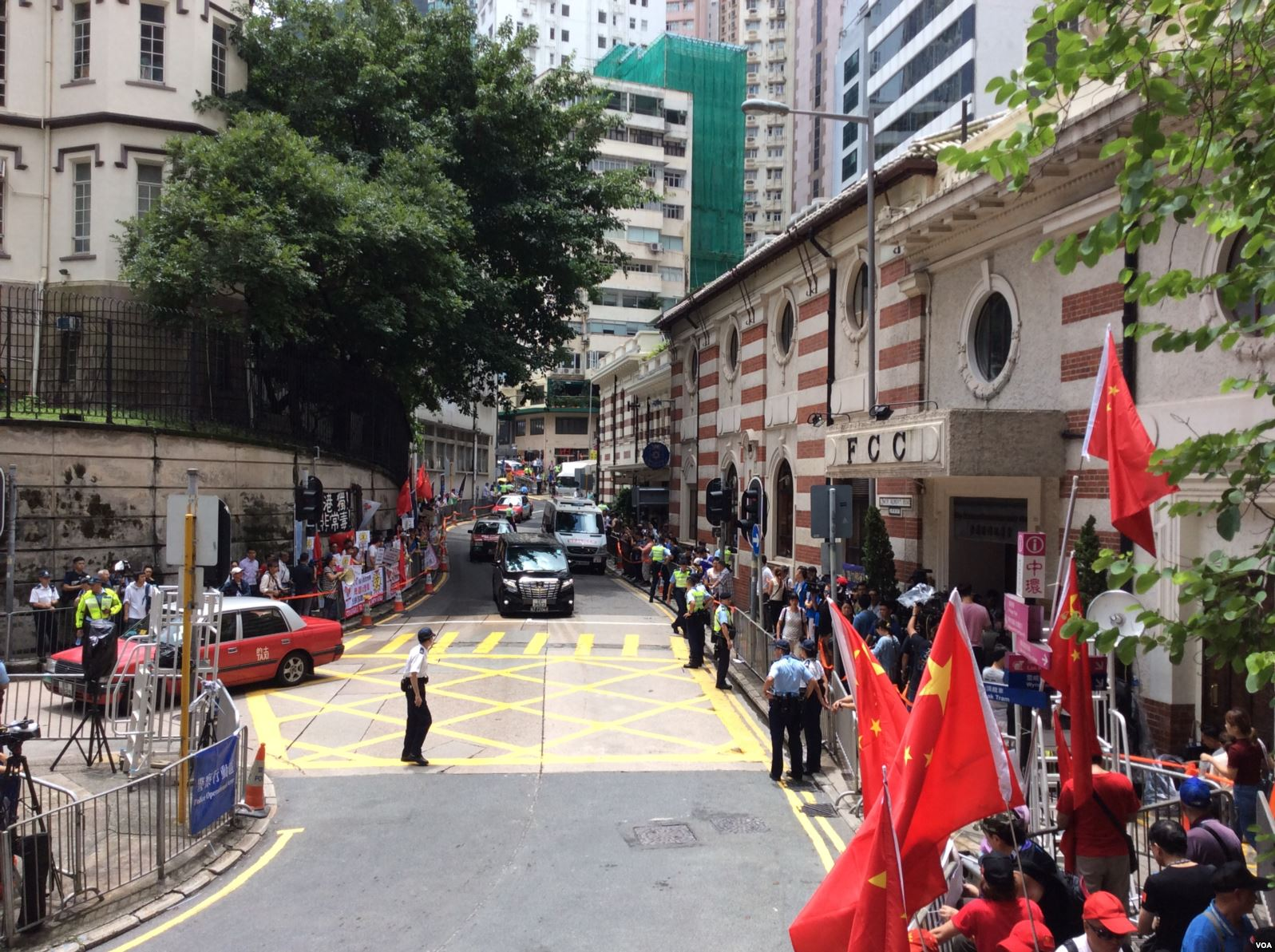
8月14日，香港外國記者會（FCC）邀請香港民族黨召集人陳浩天演講，親建制團體在FCC門外示威

  - 廢電器電子產品生產者責任計劃正式實施，供應商若出售俗稱「四電一腦」的電子產品，須向環境保護署支付15至165元的循環再造費，電器店表明徵費將轉嫁至消費者身上。[247]
  - 美心食品再次發售流心奶黃月餅的月餅券，各區美心門市、餅店均出現人龍，並出現炒賣風潮。內地的淘寶網亦有人售賣有關月餅券。其中上水有70歲老婦兜售排隊籌號，48歲劉姓台灣男子被騙6500元報警。[248]
  - 港鐵證實輕鐵屯門泳池站2號月台附近屬新鴻基地產地盤的橋躉錄得逾60毫米長沉降，而月台路軌有大量藍色標記，但附近樓盤工程未有停工。但區議員早在7月時發現大批港鐵職員於月台用尺量度月台附近地方，並向港鐵查詢情況，但職員指「無可奉告」。區議員要求港鐵公布更多資料，釋除疑慮。[249]
- 8月3日：香港外國記者會（FCC）邀請香港民族黨召集人陳浩天出席講座，Hong Kong Free Press引述消息人士指中國外交部駐港特派員公署要求FCC重新考慮邀請陳浩天演講的決定。[250]
- 8月4日：自旺角西洋菜南街行人專用區殺街後，大媽歌舞團轉為到尖沙嘴碼頭一帶表演，記者發現噪音情況嚴重，聲浪逾90分貝。市民認為政府「殺街」只是逃避問題，長遠要作出規管。[251]
- 8月5日：
  - 兩名夜間保安員傍晚疑因瑣事及工作問題爭執，男保安吳崇禧（59歲）被人用斬柴刀斬傷頸項及背部，頭部幾近甩脫。保安員章美德（58歲）被控在沙田濾水廠保安亭內謀殺吳崇禧。
  - 香港音樂組合at17歌手盧凱彤早上曾與歌手小肥（原名徐智勇）短訊談天後，在跑馬地住所墮樓身亡，有歌迷手持鮮花到場致意。[252]
- 8月6日：觀塘早上有逾百名清潔工罷工，抗議食環署待遇刻薄，包括當值期間飲水被職員斥責，恐嚇扣工資及罰錢作為懲罰。外判商與食環署代表開會後，署方指願意放寬要求，罷工行動最後於約下午1時結束。[253]
- 8月7日：
  - 大角嘴亮賢居母女燒炭案。
  - 運輸及房屋局公佈港鐵於6月中和7月13日提交有關沙中綫紅磡站工程的報告有資料不符及嚴重偏差，認為疑有造假，事態極為嚴重[254]，需要轉交警方刑事調查；而警方亦表示案件已由重案組接手，並循偽造文書的方向調查[255]。傍晚港鐵開記者會交代事件，董事局主席馬時亨代表港鐵向公眾道歉，同時宣布多名管理層人員離職，當中包括工程總監黃唯銘，即時生效，而原定2020年約滿的行政總裁梁國權則提早退休，但留任至繼任人接任為止[256]。
- 8月8日：有傳媒揭發2017年中港鐵撰寫的顧問內部報告，指出土瓜灣站附近出現大沉降。引發多達23幢周邊樓宇及地下煤氣喉管沉降超出容許上限，有7個位置超標。不過港鐵及承建商沒按機制停工，繼續工程，而且沒有通報受影響居民。[257]
- 8月10日：《蘋果日報》報道會展站地盤有14個監測點沉降幅度超標。消息指沉降超標監測點主要危及地下鹹淡水管，造成「角度變形」。到傍晚，港鐵常務總監（車務及中國內地業務）金澤培宣布暫停該站所有挖掘工程，以獲取更多時間審閱相關紀錄，並會在確保安全下才考慮復工。但政府及港鐵至今未有交代具體數據。[258]
- 8月11日：學生獨立聯盟發起「光復天星碼頭」行動，號召晚上到尖沙咀天星碼頭，聲討「大媽」表演者聲音過大。現場連圍觀人數，接近100人。最少3名表演者被在場警員帶上警車離開。[259]
- 8月12日：陳苑澄於在青衣碼頭的士站，在移動中的車輛外跳舞（「Kiki Challenge」），並將片段上載至社交平台，其舉動曾引起廣泛批評，認為其行為缺乏安全意識、罔顧交通安全。[260]事件曝光後翌日，陳苑澄於出席活動時鞠躬道歉稱：「很不好意思大家，知道自己今次做得非常不好，令到很多年輕人有了一個非常壞的榜樣。」[261]，並一度落淚。[262][263]
- 8月13日：
  - 特首林鄭月娥去信菲律賓總統杜特爾特，要求對方正視港人鄧龍威18年前在菲律賓捲入販毒案案件及責成當地移民局提供鄧當年入境菲國的紀錄。[264]
  - 工聯會屬下的汽車交通運輸業總工會九巴分會，在沙田新城市廣場巴士總站發起封站行動抗議半小時，要求解決加薪問題。[265]
- 8月14日：香港外國記者會（FCC）邀請香港民族黨召集人陳浩天演講，吸引不少外國傳媒採訪及報道。親建制團體在FCC門外示威。至於聲援FCC和陳浩天的人士被警方，被警方安排數百米外的位置，其後因不滿而被抬走。[266]港府於演講結束後約15分鐘發出聲明對FCC深表遺憾，署理特首張建宗會見傳媒時重申FCC安排的講者明顯推動及宣揚港獨，建制派議員要求港府檢視FCC租賃條款甚至考慮中止租約。[267]
- 8月15日：陳苑澄愁爆[268]。
- 8月16日：捲入多宗嚴重罪案，62歲的黃桂芬涉在內地禁錮並勒索一名港商，被控一項詐騙罪，前天提堂並獲准保釋，被發現從油麻地多層停車場8樓墮樓身亡，留下4封遺書。二弟黃桂榮向警方自首。[269]
- 8月17日：
  - 港大副教授妻藏屍黃克兢樓辦公室案
  - 《蘋果日報》報道會展站及金鐘站連接隧道上方的分域碼頭海軍商場內外出現多條大裂縫，最闊位置逾30毫米。[270]
- 8月18日：
  - 香港登革熱個案愈趨增加，是十年來嚴重的一年。大部份病人曾到訪獅子山公園，政府相信是感染源頭，決定封閉公園30日進行大滅蚊。[271]
  - 西九管理局宣布新昌營造面臨嚴重財務困難，即日解除M+博物館工程合約，其間工地將關閉，至覓得新承建商及管理公司。[272]
- 8月19日：國務院發布「港澳台居民居住證申領發放辦法」通知，港澳台居民9月1日起可申領「港澳台居民居住證」，有效期限為5年。[273]
- 8月21日：48歲印傭Jumiati Supadi途經秀茂坪順利邨巴士站時，遭路邊一枝約30公斤重的印度橡樹樹椏擊中頭部，送院搶救不治。樹木專家批評房屋署管理不善釀成慘劇。[274]
- 8月22日：年僅3月零2日女嬰張嘉雯被獨留在家37小時，及後被發現已去世。女嬰當時扒在床上，被枕頭和被子遮蓋，面部向下並已發紫，法醫指女嬰因窒息致死，脫水和飢餓亦導致女嬰死亡。
- 8月23日：
  - 空中服務員就前特首梁振英幼女梁頌昕行李門「同行同檢」爭議入稟法庭，高等法院頒下判詞，申請人獲判勝訴，機管局需支付訟費。梁振英透過facebook專頁回應裁決，稱屬機管局慣常做法，並非特權。[275]
  - 政府正式宣佈廣深港高鐵香港段在9月23日通車，但預測乘客量和經濟內部回報率大幅減少。
  - 登革熱疫情進一步擴大，這天再新增4宗確診本地個案，連同早前獲證實的個案，至今已累計共23宗確診個案，打破了2002年的20宗紀錄。[276]
- 8月24日：
  - 前特首梁振英入稟控告理大學者鍾劍華和網媒立場新聞刊出的〈五年前的這件事與梁振英的紅線論〉誹謗。鍾劍華重申他所說所寫均是事實。香港記者協會發聲明表示對梁的做法感到遺憾。[277]
  - 26歲「跳馬王子」石偉雄在雅加達亞運跳馬決賽，力壓南韓和東道主印尼選手，奪得金牌。[278]
- 8月25日：港鐵在6個地點免費派發高鐵西九龍站開放日門票，在2個半小時內派發完畢。有炒家將免費的門票放上網站出售。[279]
- 8月28日：身兼香港大學校務委員會成員的香港大學機械工程系副教授張祺忠涉嫌在其擔任舍監的偉倫堂謀殺妻子後把妻子屍體運到黃克競樓辦公室安置11日，並佯裝其失蹤，張祺忠被控謀殺罪名，還押至11月再提堂。[280]
- 8月30日：
  - 天文台在29日傍晚發出紅色暴雨警告，引發大埔、元朗、北區大水浸，高鐵香港段的石崗列車停放處亦出現倒灌情況。深圳在凌晨2時30分排洪，新界北區多處出現水浸情況，坪輋李屋村等地大水浸，消防員需出動拯救被困村民。[281]
  - 港鐵向立法會提交的文件揭沙中綫約有1,500個沉降監測點，其中131個超標。而《傳真社》報道香港會議展覽中心新翼底部多處牆身都出現裂紋，懷疑與會展站工程引致週邊沉降有關。[282]
- 8月31日：廉政公署落案起訴機管局企業發展執行總監馮永業及賭王姨仔陳婉玉貪污，控罪指2004年時，時任經濟發展及勞工局副秘書長的馮永業非法收受陳婉玉51萬元賄款，並以該款項作臨時訂金購買西半山羅便臣道的物業，但他並無向政府申報或披露該筆款項。[283]

### 9月

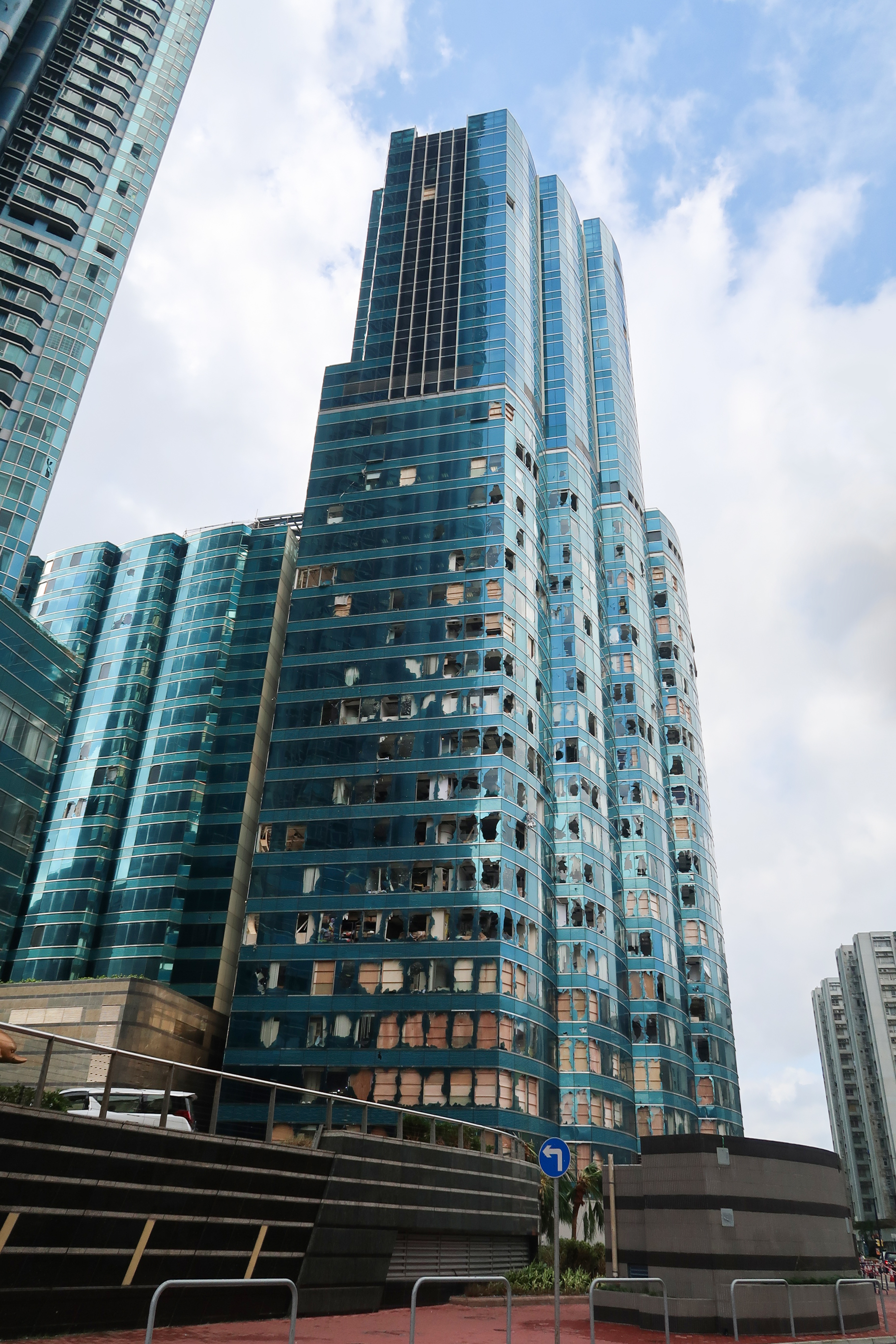
紅磡海濱廣場多幅玻璃幕牆被強風山竹吹破

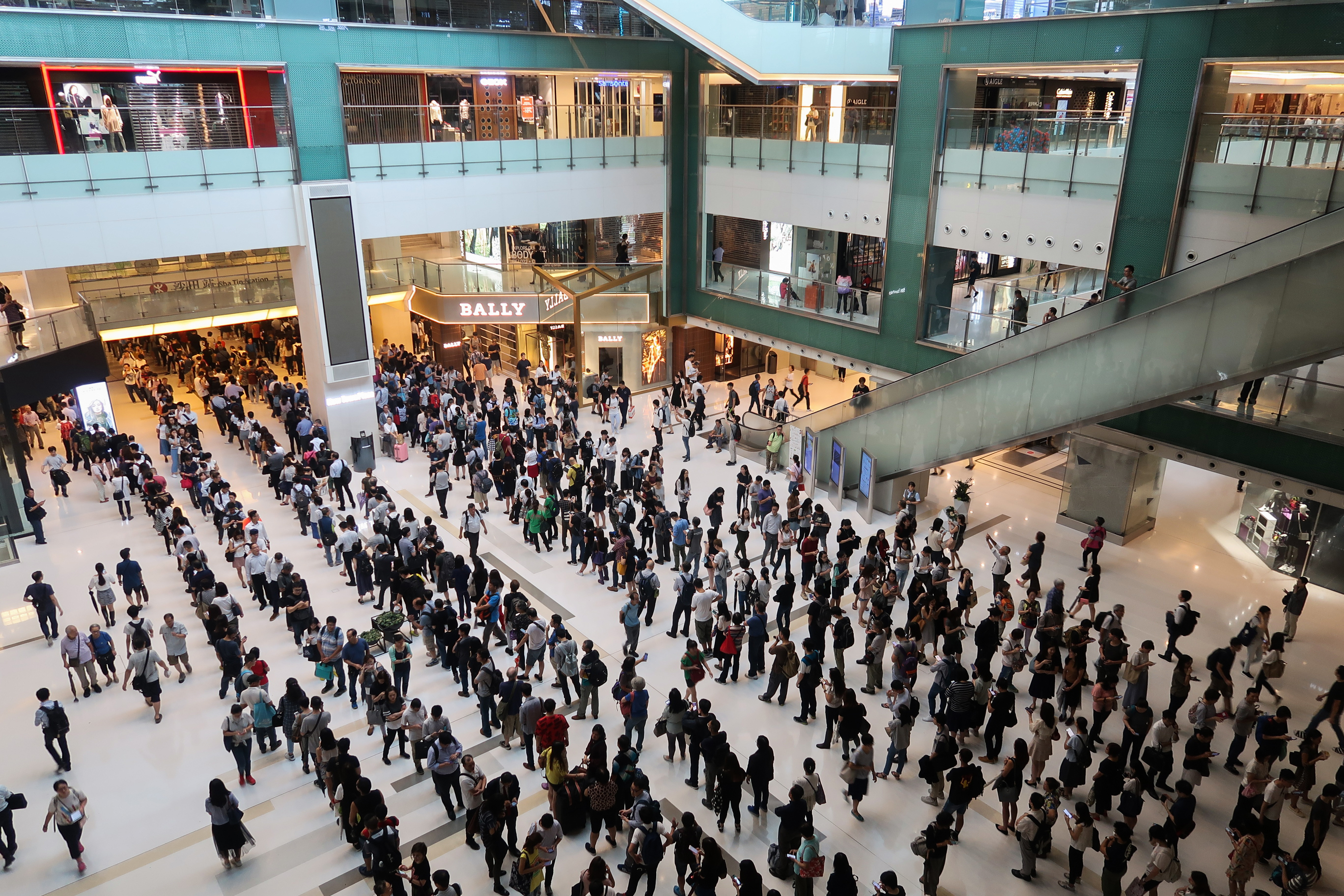
颱風過後，巴士大部份路線停駛，政府未有下令休市和停工，沙田站有大批市民排隊入閘乘搭港鐵，人龍排至新城市廣場

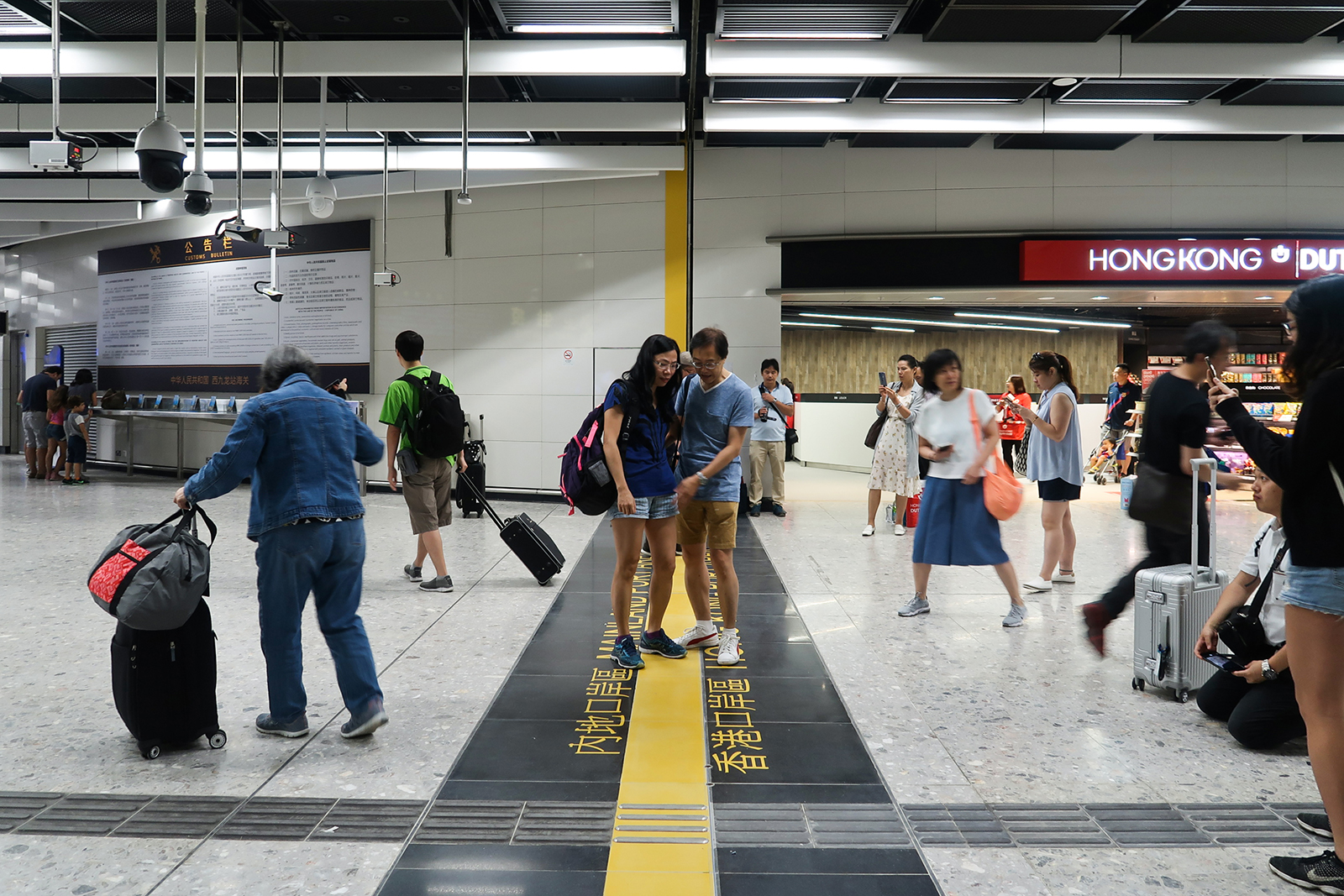
廣深港高速鐵路香港段通車，不少旅客踏在西九龍站分隔港方與中方的分界黃線上拍照留念

- 9月2日：長沙灣天主教墳場89個龕位石碑遭人擊毀破壞，警方列作刑事毀壞案處理。翌日下午，警方拘捕一名59歲，在墳場工作的職員懷疑與案有關。[284]
- 9月4日：《廣深港高鐵（一地兩檢）條例》正式實施，中國內地人員即日開始在西九龍站內地口岸區工作，為廣深港高速鐵路香港段通車及一地兩檢實施作最後準備。在3日晚間接近午夜，運房局局長陳帆和廣東省人民政府副秘書長林積於西九龍站主持啟用儀式。[285][286]不過沒有邀請香港傳媒採訪，事前亦無公佈，只有政府新聞處凌晨發稿交代。記者協會發表聲明譴責港府，指嚴重影響公眾知情權。[287]
- 9月7日：2014年反新界東北發展撥款衝擊立法會案，終審法院裁定13名示威者上訴得直，全部即時獲釋。社民連副主席黃浩銘在獲釋後認為抗爭行動將加設關卡及限制，期望未來的抗爭行動會更有組織和紀律。[288]
- 9月10日：廣深港高鐵香港段早上8時起開始預售車票，在港鐵未有安排傳媒乘搭首班高鐵下，吸引大批傳媒和市民購買9月23日首班列車車票，在中午售罄。但首日售票出現不少問題，包括職員不熟悉售票程序，需時約20分鐘才完成售票、市民亦需先填表才能購票、香港售票系統與內地售票系統接軌混亂、網上購票未能通過驗證、和櫃位曾出現電腦故障等。[289][290]
- 9月14日：退休警司朱經緯於2014年佔領行動期間，因在旺角執勤時以警棍毆打途人頸部，被裁定襲擊致造成身體傷害罪罪成，判囚3個月。朱經緯早前獲准保釋，就定罪及判刑提上訴，高等法院法駁回上訴，需即時入獄[291]
- 9月15日：受超強颱風山竹外圍下沉氣流影響，天文台下午錄得35.1度，是歷來9月份第二最高溫紀錄，僅次於1963年9月5日的35.2度。[292]
- 9月16日：超強颱風山竹襲港，天文台發出最高的熱帶氣旋警告十號颶風信號，這是繼去年超強颱風天鴿襲港後，再一次發出最高級別熱帶氣旋警告信號，並且在各區造成嚴重破壞。[293]
- 9月17日：超強颱風山竹襲港後天文台清晨改發三號強風信號。因多處塌樹，馬路被阻塞，交通非常混亂，九巴、新巴及城巴大部份路線停駛[294][295]。港鐵東鐵綫受塌樹影響，來往大埔墟站至上水站列車服務暫停。由於班次不穩定，多個車站在早上擠滿上班人潮，其中沙田站和大圍站尤為嚴重，需要人流管制。大圍站一個月台電力故障，採用單線雙程行車，車站及月台擠滿候車乘客，被困2小時都未能上車。[296][297][298]沙田站排隊人潮過千人，人龍由新城市廣場，繞過沙田中心至近沙田大會堂位置，有人不適在月台暈倒。上水站有近7,000人等小巴和的士。市民批評政府未有宣布停工，認為交通未準備好、路面情況惡劣不應叫人上班。[299]
- 9月19日：香港中文大學醫學院麻醉及深切治療學系副教授許金山，涉在2015年將瑜伽波注入一氧化碳毒殺妻女，5男4女陪審團退庭商議7小時，一致裁定兩項謀殺罪成立，判處終身監禁[300]
- 9月21日：
  - 紅磡早上發生街頭搶劫案。兩名珠寶公司職員被賊人用牛肉刀斬傷腳部，搶去約74萬美元（約580萬港元）、36萬港元及6張劃線支票，兩人送院治理。警方正追捕4名南亞裔疑匪。[301]
  - 被評為二級歷史建築、擁有逾80年歷史的深水埗區地標嘉頓中心，城規會決定有條件通過拆卸重建的申請。
- 9月23日：
  - 廣深港高速鐵路香港段通車，首班車早上7時於西九龍站開出。不少旅客踏在分隔港方與中方的分界黃線上拍照留念。不過通車首天有大批在內地12306網站購買高鐵車票的旅客需排長隊等候取票，亦有遊客事先不知道香港行李限制執法過嚴，反之內地執法較寬鬆，深感不滿。多班列車因不同原因出現延誤。在11點更出現電力裝置不穩定，一度有列車停駛10分鐘，車內冷氣熄滅，部分燈亦關上。[302]
  - 「光纖之父」，前香港中文大學校長高錕離世，享年84歲。
- 9月24日：政府在憲報刊登號外公告，保安局局長李家超行使《社團條例》權力，禁香港民族黨運作。[303]
- 9月26日：
  - 上環華泰國際大廈發生謀殺及自殺倫常慘案。一名在該商廈任職保安員的68歲男子，涉嫌在同一大廈用刀斬傷任職清潔工人的前妻後，致電主管稱自己殺了人想自殺，從大廈天台跳樓身亡。64歲前妻胸部及頸部重傷，送院後證實不治，警方列謀殺及自殺案處理。[304]
  - 凌晨5時許，將軍澳景林邨停車場發生縱火案，2樓現場火勢猛烈並傳出爆炸聲，有26輛車在火警中損毀，東九龍總區重案組接手調查案件，警方相信與尚德邨24歲少女被斬案、九龍城燒車及景林邨停車場縱火案有關。初步懷疑涉及黑幫內訌。[305]
  - 英國航空突然宣佈將於10月31日關閉香港空勤人員基地，全體85名空姐及空少接獲解僱通知書。英航香港機艙服務員工會總幹事批評資方威嚇員工，做法不公平，要求英航交代細節。[306]
  - 房委會居屋定價降至市價的五二折後，重新開放額外申請，不少市民到樂富房委會領取申請表。有市民相信抽中的機會渺茫。[307]
- 9月27日：滙豐12年來首次宣佈加P息0.125厘。滙豐香港區行政總裁施穎茵表示，本港利率正常化的周期已經啟動，而她亦相信本港已準備就緒加息。[308]
- 9月28日：
  - 香港大學微生物學系宣布全球首度發現人類感染大鼠戊型肝炎個案，患者居住在彩雲邨低層、近垃圾槽單位的56歲換肝男病人。住戶抱怨屋邨鼠患問題嚴重，但房屋署發言人指未有收到居民發現鼠蹤的投訴。[309]
  - 政府在深夜出稿，公布在大幅放寬沉降上限的前題下，同意港鐵恢復會展站挖掘工程。[310]

### 10月

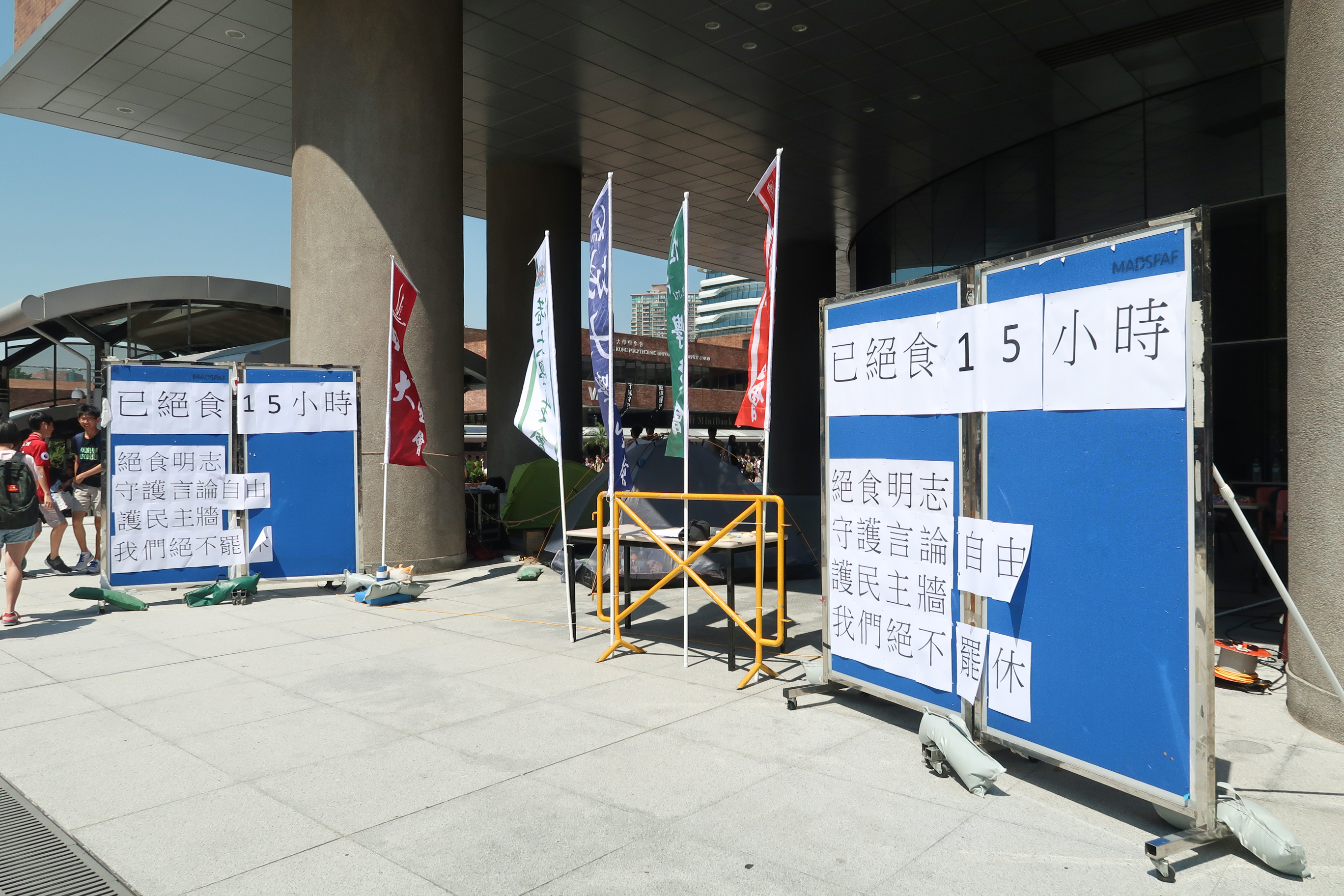
香港理工大學學生會不滿校方打壓民主牆管理，在10月5日至7日展開絕食抗議行動，長達44小時

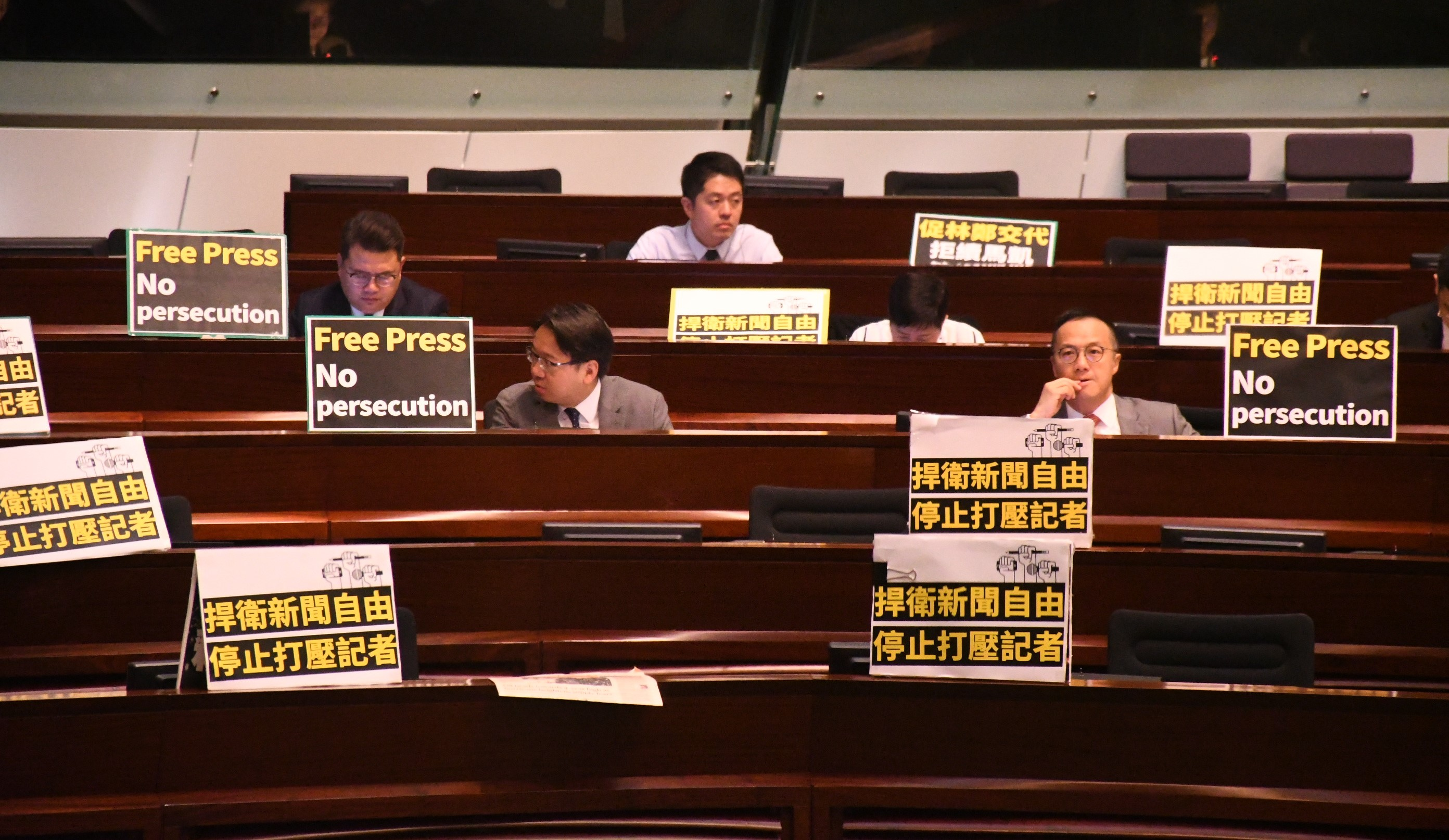
10月10日，行政長官林鄭月娥發表施政報告前，多名民主派議員就港府不續外國記者會第一副主席馬凱的工作簽證一事離場抗議

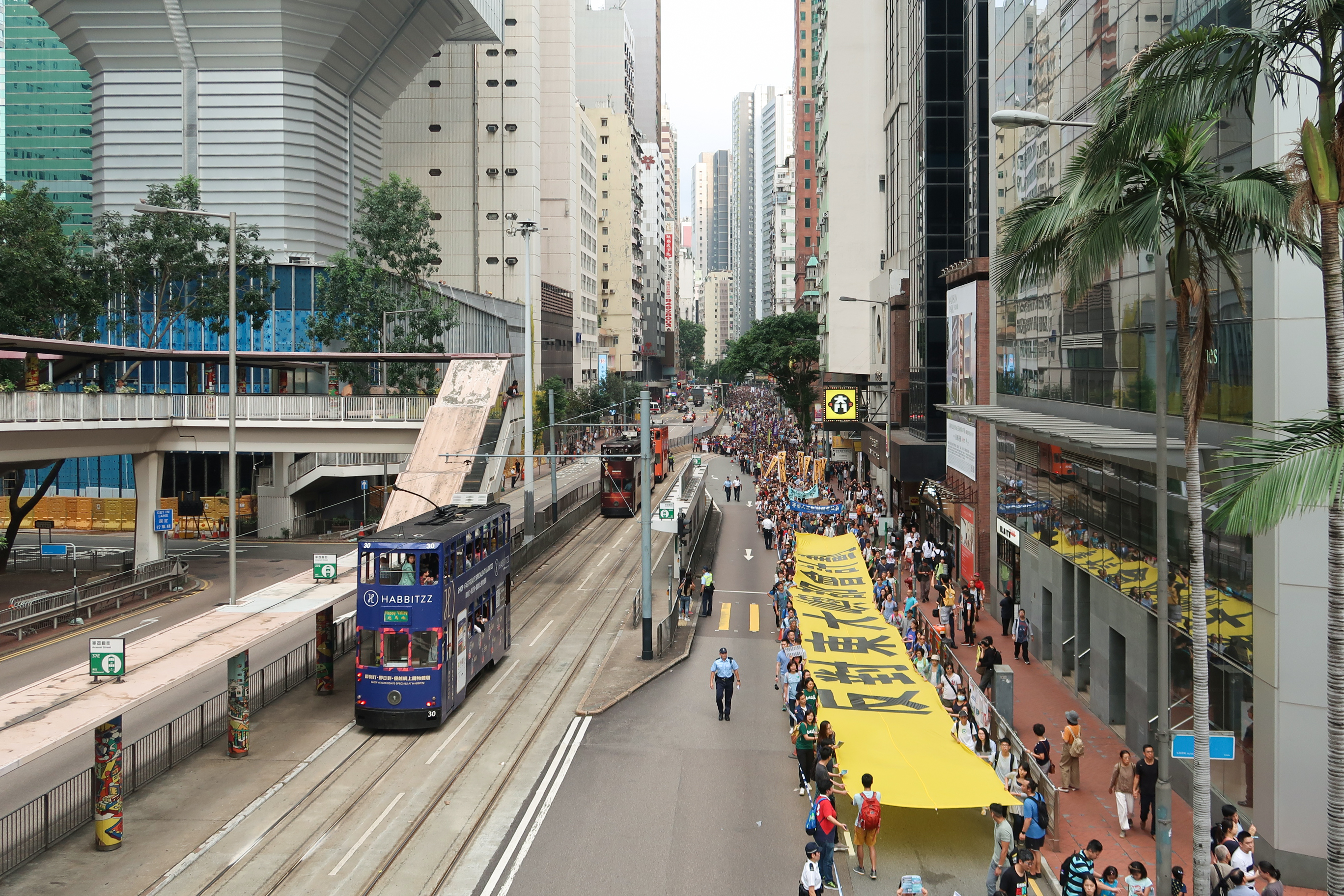
10月14日，多個團體發起遊行反對「明日大嶼」填海計劃，警方估計最高峰有5800人參與

- 10月1日：民陣發起「拒絕危城」遊行，大會估計有1,500人參與。但有示威人士高舉港獨標語進入政府總部公民廣場時，卻被行政署保安以廣場不可舉行任何港獨集會為由阻攔，3名保安報稱受傷送院治理。行政長官林鄭月娥表示無可能接受利用政府的地方宣揚港獨。[311]
- 10月2日：九龍西立法會補選提名期展開，民主派劉小麗，以及已退出民協、不獲民主派支持的馮檢基均有報名；盛傳獲建制派支持的前食物及衛生局政治助理陳凱欣亦正式宣布參選。
- 10月4日：是日恒生指數被美國道瓊斯工業平均指數超越，是自2003年4月28日以來首次。[312]
- 10月5日：
  - 《金融時報》證實，其亞洲新聞編輯、香港外國記者會（FCC）副主席馬凱（Victor Mallet）被香港政府部門拒絕工作簽證續期申請。10月7日返港後只獲批7日簽證。香港記者協會認為事件是進一步損害香港的新聞自由。[313]政務司司長張建宗指政府不公布拒絕續批簽證原因，做法與國際一致。
  - 浸信會沙田圍呂明才小學被媒體揭發過去7年，向澳洲遊學團200名學生收取折合約287萬港元的澳元現金，部分款項存入教師的私人戶口，或遭挪用。校長薛鳳鳴表示不涉及舞弊挪用公款。[314]
- 10月7日：香港理工大學學生會早前不滿校方干預民主牆管理，打壓學生言論自由。兩名學生（學生會會長林穎恒、學生會評議會主席阮柏喨）發起絕食行動。校方其後聲明確認學生會擁有民主牆管治權，宣布停止長達44小時的絕食行動。[315]
- 10月8日：
  - 外國記者會、香港記者協會、獨立評論人協會、國際記協聯會、大專新聞教育工作者區會及無國界記者到政府總部請願，要求政府交代外國記者會副主席馬凱被拒絕續發工作簽證的原因。[316]
  - 港鐵沙中綫早前接連出現施工問題，發展局宣佈採取規管行動，其中負責紅磡站的禮頓建築禁止競投政府工程共15個月。另外三家承建商分別被暫停工程投標資格三至四個月。[317]
  - 深水埗大南街214號唐樓劏房命案。
- 10月10日：
  - 行政長官林鄭月娥發表新一年度的施政報告，推出244項大小新措施，主要以房屋土地為主。其中總成本需4000億至5000億元的「明日大嶼願景」人工島計劃填海達1,700公頃。同時全面禁止電子煙。林鄭發表施政報告前，多名民主派議員就港府不續外國記者會第一副主席馬凱的工作簽證一事離場抗議。
  - 廉署起訴李偲嫣在2016年立法會選舉舞弊，涉$22,530選舉捐贈。[318]
- 10月12日：
  - 劉小麗於九龍西地方選區補選中被選舉主任取消參選資格。同日「Plan B」工黨李卓人報名參選。[319]
- 10月13日：
  - 屬本地登革熱個案主要感染源頭之一的獅子山公園，封園近兩個月後重開。[320]
- 10月14日：
  - 守護大嶼聯盟、土地正義聯盟等團體發起遊行反對「明日大嶼」填海計劃，傍晚6時半在政府總部門外舉行論壇。朱凱廸估計有約一萬人參與，警方估計最高峰有5800人參與。論壇期間有逾10名面帶口罩的男女衝上台前「搶咪」，警方拘捕兩名男子。[321]
  - 提倡港獨的學生獨立聯盟亦有參與遊行，約100人到美國領事館集會靜坐。到15日清晨大批警員到場，要求搜查示威者隨身物品時，僅聯盟召集人陳家駒一人堅持留守至有職員接請願信才離開。警方先後三度高舉黃旗，並以攝錄機拍下示威者容貌。[322]
- 10月15日：電影《樹大招風》的道具領班張偉全，在2016年被裁定保管偽造紙幣罪成立，他不服定罪提出上訴，高等法院法官裁定上訴得直，撤銷定罪。[323]
- 10月16日：
  - 港鐵發生自1979年啟用以來最嚴重故障，引致上班繁忙時間全港交通大混亂。荃灣、觀塘、港島和將軍澳綫因測試新系統而發生信號故障，上午繁忙時間只提供兩成服務。大批趕上班市民轉乘其他交通工具，出現大批人龍，有乘客等候巴士時間長達一小時以上。港鐵表示會成立調查委員會調查事件，同時會選擇某天，為乘客提供半價乘車優惠。[324][325]。
  - 民主黨立法會議員許智峯涉搶女行政主任手機一事，被警方正式落案檢控，涉及不誠實取用電腦等3項控罪。他入稟行政上訴委員會，指控政府「狗仔隊」行為違法。[326]
  - 山頂文輝道估值約242.58億至485.17億元的豪宅地皮，因地價標金未達到政府底價，流標收場。[327]
- 10月17日：天文台下午錄得21.9度，是自1999年以來最涼的重陽節。[328]
- 10月18日：入境事務處公佈全新的智能身份證換領計劃，從本年12月27日起市民將會按出生年份分階段到換領中心換證。新證加入9個防偽特徵，晶片加入數碼相片和性別，分別有助配合金融機構推出容貌辨識的服務及簡化醫護人員輸入資料的程序。[329]
- 10月21日：港鐵沙中綫紅磡站月台工程獨立調查委員會展開聆訊。總承建商禮頓首次開腔，反擊中科興業有關指控。[330]
- 10月22日：新世界發展申請強制拍賣皇都戲院，稱擬保育大廈內戲院部分。[331]
- 10月23日：
  - 民主黨立法會議員許智峯涉搶女行政主任手機案件在東區裁判法院提堂。許智峯否認全部控罪。
  - 港珠澳大橋通車儀式於珠海舉行，習近平、韓正、林鄭月娥、崔世安等人出席儀式。[332]
- 10月24日：
  - 港珠澳大橋於上午9時正式通車，大橋首11小時車流量僅得2078架次，比預期少67%。[333]
  - 國泰航空及子公司港龍航空證實約940萬名乘客資料被不當取覽，早在5月確認有資料被盜，惟公司至10月才對外公佈。議員對國泰延遲對外公佈的手法感到非常不滿。[334]
- 10月25日：
  - 立法會三讀通過《2018年僱傭（修訂）條例草案》，落實將男士侍產假由3天延長至5天。民主派提出合共10項修正案包括將假期進一步延長至7天，在商界和建制派激烈反對下全遭否決。[335]
  - 香港金融管理局推出快速支付系統「轉數快」不足1個月，出現轉帳支付漏洞，有苦主遭騙徒藉系統，從苦主的銀行戶口非法轉走存款。金管局副總裁李達志在10月30日稱涉及金額達40多萬，強調與系統保安無關。[336]
- 10月27日：由香港鳳凰衛視轉播的2018年中華小姐環球大賽（由第8號選手盧琳奪得本屆中華小姐桂冠。)
- 10月28日：
  - 港珠澳大橋通車後首個周日雖創下7.8萬出入境人次高峰，但同時港、澳口岸均出現逾千人名排隊「金巴」的情況，有旅客表示等了超過一小時。營辦商表示乘客人數超出預期，承認現有車隊應付不到現時需要，未來亦考慮購入更多巴士，增加客運量。[337]
  - 香港美酒佳餚巡禮繼27日有無人機GPS訊號懷疑受畜意干擾，40部無人機墜海後，這晚的閉幕表演需要取消，旅發局對有人惡意干擾表示非常憤怒。[338]
- 10月30日：特首會同行政會議批准恒生管理學院升格為大學。[339]

### 11月

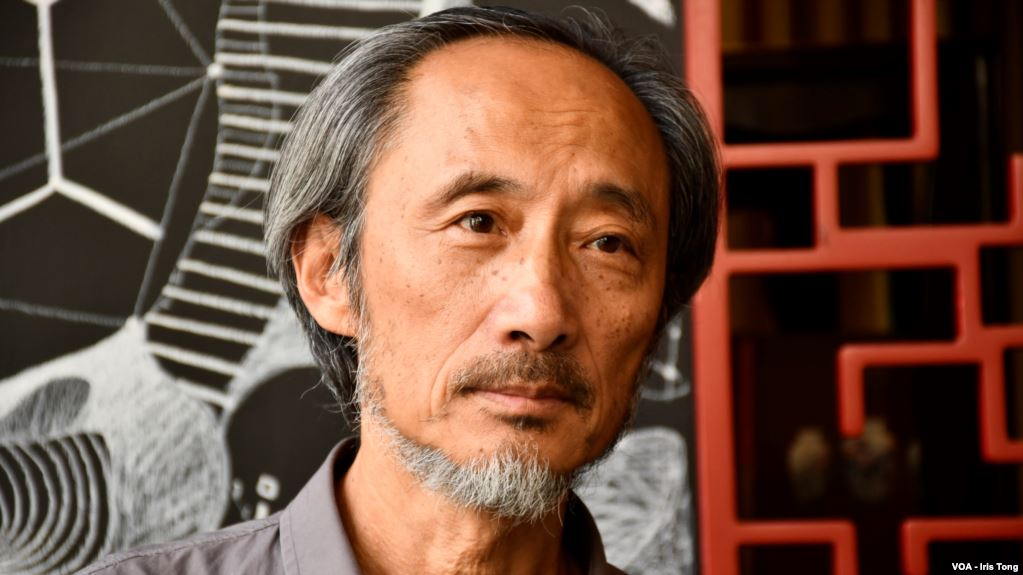
內地異見作家馬建原定出席的講座一度被「大館」拒絕

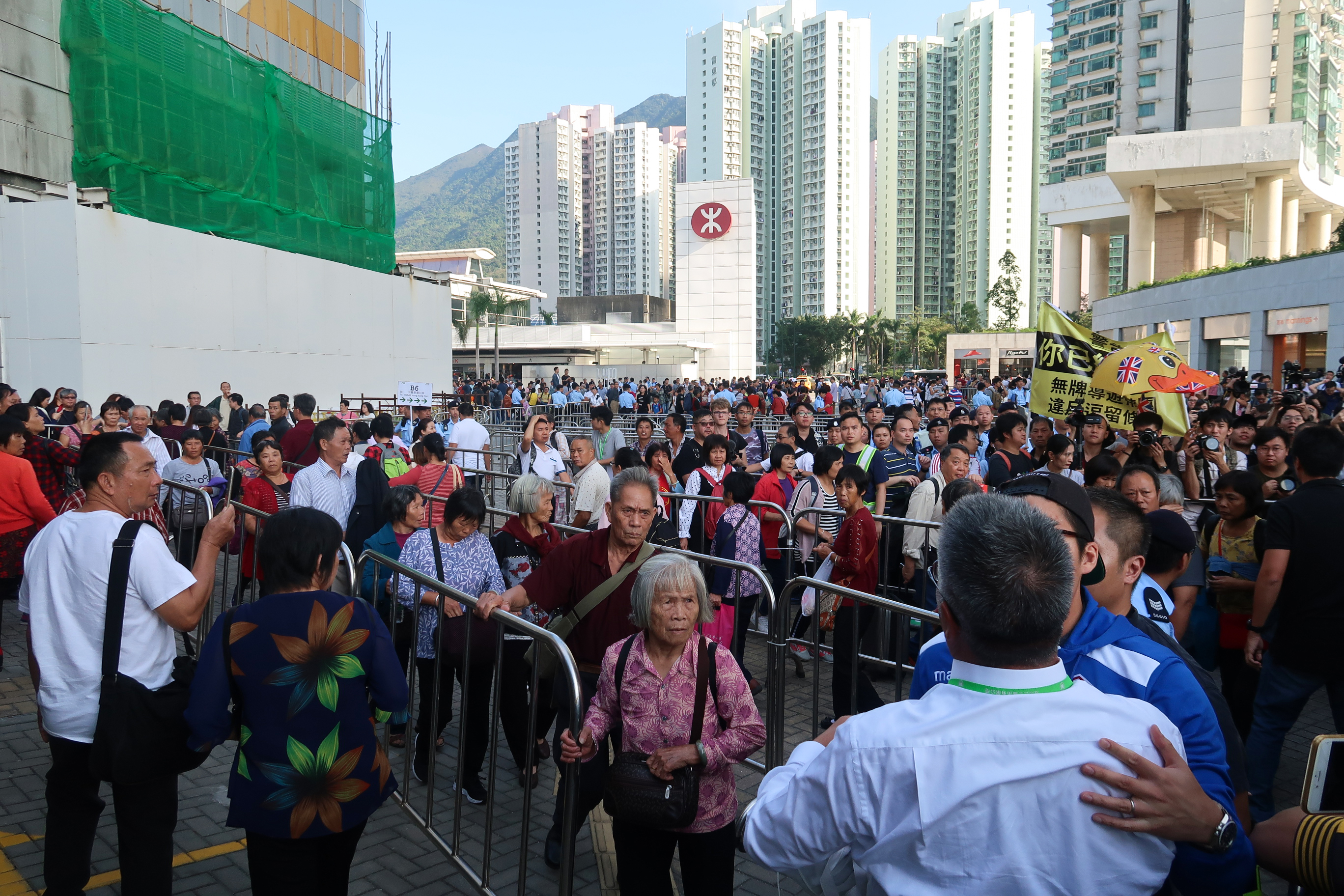
組織「東涌人」在東涌東薈城附近發起「光復東涌」行動

- 11月1日︰運輸署公佈「免入息審查公共交通費用補貼計劃」，凡交通開支超出400元，八達通卡持有人由2019年1月1日起可於港鐵站、便利店及超市等指定八達通閱讀器拍卡領取津貼，上限為300元。被問到水貨客同樣可以領取補貼，署方稱會有措施打擊濫用行為。[340]
- 11月4日︰港珠澳大橋開通後第二個周日，大批未登記旅行團到東涌一日遊。商場人流如卿，茶餐廳及快餐店座無虛席，需大排長龍，洗手間衞生情況亦變得惡劣。東涌站外空地有不少旅客抽煙並遺下垃圾。而市中心的B6巴士總站下午至晚間有逾千人候車，人龍排至百米，需等候至少40分鐘才可上車。居民認為東涌已「淪陷」，要求將巴士站搬離民居。[341][342]
- 11月5日︰葵涌醫院洗手間命案。
- 11月7日︰深水埗站早上發生警員開槍案。一名女警在站內進行反罪案巡邏期間，發現一名55歲姓周男子懷疑是非法入境者，女警喝止無效隨即開槍擊中疑犯左腹部，送院後情況危殆。[343]部分意見認為在公眾地方及繁忙時間，警方需檢討開槍決定和公開報告向市民交代。其後警務處處長盧偉聰表示經調查後證實女警是根據武力指引及當時環境作出合理和正確的判斷，又形容如果當時女警沒即時反應，或許就會像朱振國事件那麼不幸。[344]中槍的男子及家屬與立法會議員涂謹申開記者會，質疑警方使用過份武力、沒有尋找獨立目擊證人調查和單方面對事件下結論做法欠公允。[345]
- 11月8日︰
  - 內地異見作家馬建原定在「大館」出席兩場香港國際文學節講座。但賽馬會以「不願見到大館成為任何個別人士促進其政治利益的平台」為由禁止。記協表示對事件極度關注，憂慮香港的言論自由進一步受壓。[346]
  - 英國《金融時報》報道，任職《金融時報》的外國記者會（FCC）第一副主席馬凱（Victor Mallet）以旅客身分入境香港被拒絕。泛民主派立法會議員對事件表示極度震驚及憤怒。保安局局長李家超形容個案與言論和新聞自由無關，不會評論每宗個案的細節。英國駐香港總領事館指當局做法史無前例，削弱香港言論及新聞自由，形容事件急切，會向港府反映。[347]
- 11月11日：
  - 組織「東涌人」在東涌東薈城附近發起「光復東涌」行動，抗議港珠澳大橋通車使旅客數目增加，影響東涌民生，同時抗議違法內地領隊違反逗留條件。葉劉淑儀被珍惜群組指罵「賣港」及被「東涌人」要求對話，埸面混亂，葉劉淑儀最終在大批警方護送下上車離開[348]。旅議會榮譽顧問胡兆英希望示威者諒解，保持香港好客之都形象[349]。
  - 林鄭月娥等人率領港澳代表團訪問北京，出席慶祝國家改革開放40年活動，這天林鄭月娥在座談會上說改革開放成就了香港成為國際金融中心，香港是受惠者也是貢獻者。陳永棋和譚耀宗認為訪問團獲高規格接見，反映港澳對改革開放所做貢獻獲國家充分肯定。[350]訪問團亦在故宮太和殿前大合照。[351]
  - 紅磡都會海逸酒店下午發生奪命工業意外，39歲工程主管在天台進行外牆維修工程時，疑吊船意外失足墮下。但酒店保安未有即時打999報警，只通知消防通訊中心並簡單報稱在上址「有人跌倒」。事主被送往伊利沙伯醫院後證實不治。[352]
  - 《傳真社》報道內地邊防人員疑在沙頭角邊境禁區擅自在未經正常出入境程序而進入香港境內，在一幅面積約2萬呎土地開墾農田和傾倒垃圾，報道指該地被廣東邊防部隊佔用最少6年，香港業主並不知情[353]。此事一出引來其他香港傳媒爭相報道[354]。翌晚，政府發新聞稿表示對事件關注，張建宗主持跨部門會議討論情況，地政總署等部門已進行實地考察[355]。特首林鄭月娥說已就此事與深圳方面跟進，她說由於內地在2013年基於防洪考慮對深圳河進行了改道工程，而港深兩地對河道改道後新的特區界線理解有別。內地人員暫停使用該土地。[356]
- 11月12日：
  - 前日一名52歲女子在尖沙嘴一間整形診所注射肉毒桿菌針（Botox）後昏迷，延至早上證實不治。警方拘捕86歲整形名醫李宏邦，涉嫌違反《危險藥物條例》及誤導警務人員。李宏邦被捕扣查期間不適送院。[357]
  - 房委會最新數據顯示，公屋輪候平均5.5年，為18年來新高。[358]
  - 朗思國際學校被揭於長沙灣崇正中學校舍違規辦學，教育局勒令朗思停課。[359]
  - 林鄭月娥與澳門特首崔世安和其他特區官員組成的港澳代表團在北京與中共中央總書記習近平和國務院副總理韓正會面，習近平表示中央充分肯定港澳在改革開放進程中的作用和貢獻，發揮不可替代的作用，「祖國和人民永遠不會忘記」[360][361]，同時敦促須「自覺維護國家安全」，又稱「人心回歸是歷史過程，急不得，慢不得」[362]。
- 11月15日：
  - 美中經濟與安全審查委員會發布的年度報告，指出北京干預香港的情況令人憂慮，建議美國商務部考慮將香港和中國內地視為同一個關稅區域地位。特首林鄭月娥反駁報告失實、批評美國是「雙重標準」。[363]
- 11月16日：
  - 一名77歲前田徑男教練W.H涉嫌約8年前非禮一名未成年女學員，被控猥褻侵犯罪，裁判官認為事主證供存有合理疑點，裁定被告罪名不成立。[364]
  - 政府與3大連鎖快餐店大家樂、大快活和美心MX合作，推出第一階段「走塑行動」先導計劃，即日起至2019年1月15日，顧客只要在餐廳購買外賣時不要即棄餐具，即可獲1個印花，集滿6個印花便可獲不銹鋼餐具一套或熱飲一杯。飲食業界議員張宇人認為餐具和熱飲成本可能導致餐廳成本額外增加，反而即棄餐具成本只有數仙。[365]
  - 港島瑪麗醫院發生「走犯」事件。一名涉嫌行使虛假身分證明、曾棄保潛逃、持多明尼加護照的華裔男子，在病房內的如廁期間拆開廁所假天花，爬到鄰房逃脫。警方事後封鎖薄扶林道及到附近的香港大學校園搜捕。[366]翌晚，警方在灣仔以涉嫌逃離合法羈留拘捕越柙疑犯，同時拘捕2名涉協助他人逃離之疑犯。[367]
  - 大圍傍晚發生打死人命案，一名42歲男子到成興街一間車房破壞GT-R跑車玻璃，被車房內的三名男子按壓地上，昏迷送院不治。警方在場拘捕3名制服死者的男子，年齡介乎29歲至40歲，涉嫌與兇殺案有關。[368]
- 11月18日：香港同志遊行舉行，隊伍由維園出發至中環愛丁堡廣場，有人打扮成消防處宣傳物「任何仁」參與遊行，喻意「任何人都可以愛任何人」。主辦單位估計有1.2萬人參加，並創下歷屆新高，警方則估計高峰時有4300人參加。[369]
- 11月19日︰
  - 「佔中三子」戴耀廷、陳健民和朱耀明等9名佔領運動參與者，被控串謀作出公眾妨擾罪、煽惑他人作出公眾妨擾等罪名的案件於西九龍法院大樓正式開審。[370]
  - 七警案被告不服定罪及刑期上訴的案件在高等法院開審，上訴一方質疑原審時呈堂的無綫新聞片段的真確性，以及質疑能否在毫無合理疑點下將各人定罪。[371]
  - 退休攝影師張德榮在2014年申請就政府早年將政府總部東翼前地以圍欄圍封和限制東翼前地開放時間提出司法覆核，法官裁定申請人勝訴。因2014年重奪公民廣場案一度被囚的黃之鋒，形容今次是「遲來的判決」。[372]
  - 政府公佈2017年香港貧窮人口達138萬，創近9年新高，每5.4個港人就有1個為貧窮。政務司司長張建宗預料貧窮數據將面對更大壓力。[373]
- 11月21日：3男1女找換店職員以背囊、手提包及手提袋等盛載1,500萬港元鈔票到沙田麗豪酒店一房間準備與客戶交易時，被4名非華裔劫匪亮刀指嚇，並將各人綑綁，劫匪掠去該批1,500萬港元和其他財物後乘坐私家車逃去。警方其後在大角咀海輝道尋回懷疑賊車，並拘捕2名非華裔男子。[374]
- 11月22日：約20名學生凌晨1時許在香港浸會大學宿舍偉侖樓一個多用途活動室為同學慶祝生日，其間懷疑有人向周圍撒麵粉，蠟燭火舌燃着導致粉塵爆炸，同學們走避不及，事故造成8女4男共12人受傷，傷者年齡介乎18至23歲，主要為手、腳及面部燒傷，其中1名21歲女生一度情況嚴重。[375]

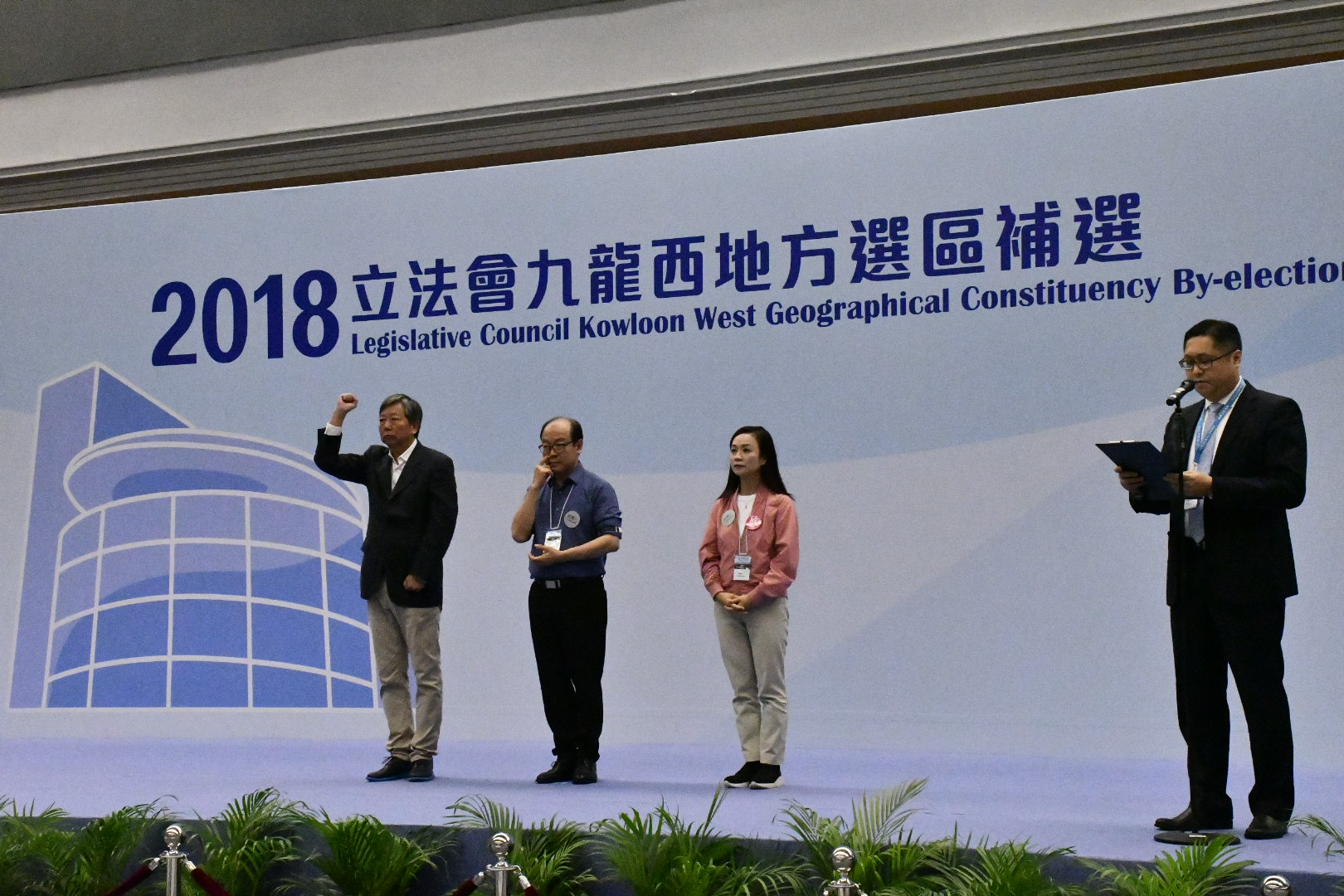
選舉主任於調景嶺體育館之新聞中心宣佈投票結果，由獲親建制派力挺的陳凱欣勝出選舉

- 11月25日︰立法會九龍西補選舉行，填補劉小麗被取消資格後的一席空缺。結果由獲親建制派力挺的陳凱欣勝出選舉。建制派更首次在地區直選及功能組別的議席都過半數，使泛民主派不能再重奪分組點票否決權的機會。
- 11月26日：
  - 媒體報道香港常見的廚師牌雞肉腸因母公司Zacky Farms（英语：Zacky Farms）因申請破產，使這款被稱為「香港人集體回憶」的食物或會消失。[376]本地食品公司大昌行指會盡力確保廚師腸供應不受影響[377]。
  - 香港天文台接獲近千名市民報告有感地震，經分析後於香港東北偏東470公里的台灣海峽發生淺層地震，震源深度10至20公里，香港感受到之地震烈度為修訂麥加利地震烈度第IV度。[378]
- 11月28日：石硤尾南山邨南樂樓11樓一單位內，女子黃玲死亡，背部有致命刀傷，單位有少量血跡。其丈夫羅允德報警聲稱妻子自殺，惟警員認為傷口在背部不像由自殺造成。羅允德事後被控謀殺罪。
- 11月29日：《明報》揭發管理約500萬人信貸資料庫的環聯資訊疑出現嚴重漏洞，只要填寫目標人物的身份證號碼及公開資料，回答數條簡單問題，便能通過身份核證步驟取得信貸報告，並涉及多項敏感資料。特首林鄭月娥、財政司長陳茂波等人的信貸報告亦被外洩。環聯傍晚暫停所有網上消費者信貸報告查詢服務。
- 11月30日：
  - 長青公路發生致命車禍，一輛載滿國泰航空員工上班，由冠忠巴士營運旅遊巴在金竹角附近撞的士後再衝上石壆，的士司機、拋出車外的3名旅巴乘客和司機，以及1名旅巴女乘客死亡，共釀成6死31傷。車禍揭發肇事旅遊巴並未領有僱員服務批註。[379][380]
  - 《2018年應課稅品（修訂）條例》禁止向18歲以下人士售賣和供應酒類正式實施，衛生署控煙酒辦公室即日起執行新法例。新法例規定，任何人在業務過程中無論是否涉及付款，均不可售賣和供應令人醺醉的酒類。新例旨在防止青少年接觸酒類、減少酒精相關危害、促使年輕人選擇無酒精的健康生活方式。[381]社會部分意見質疑新例實施的力度，質疑成效。衛生署巡查170多個地點發現30多個無擺放明確標示，另有5宗個案涉及懷疑向未成年人賣酒。[382]
  - 曹星如賽後宣佈轉戰業餘，目標代表香港參加2020年東京奧運。[383]

### 12月
- 12月2日：報名參加元朗八鄉元崗新村居民代表選舉的立法會議員朱凱廸被裁定提名無效，選舉主任認為朱在2016年至2018年多個言論中隱晦地支持香港獨立，朱凱廸否認主張港獨，批評當局對參選者做「思想審查」，把北京的政治邏輯引進香港[384][385]。多名建制派立法會議員更提出應同時取消朱凱廸議員資格。[386]
- 12月5日：華富邨華生樓9樓倫常命案。
- 12月6日：
  - 一個紅白藍尼龍袋裝載一名年約50至70歲男子，於香港仔華貴邨對開海面載浮載沉，水警及消防趕至時男子已跌出尼龍袋，將他送院後證實不治，檢查後發現死者頸、肩膀和後腦有刀傷。 警方將案由遇溺案改列謀殺案處理。
  - 民政事務局前局長何志平被控賄賂非洲官員案，在美国纽约南区联邦地区法院被裁定罪名成立。陪審團裁定何志平8項控罪中有7項成立，法官押後至2019年3月14日判刑。[387][388]
- 12月9日：華為創辦人之女兼副董事長孟晚舟在加拿大溫哥華被捕，加拿大法庭文件顯示她曾獲發3本香港特別行政區護照，事件引起關注，曾任入境事務處處長和保安局局長的葉劉淑儀指特區護照持有人只能同時擁有一本有效的特區護照，現時沒有資料證明孟所持之3本特區護照皆有效。[389]入境處不評論個別個案，但強調持有人任何時候只會有一本有效特區護照。[390]特首林鄭月娥回應說確認孟任何時候只持一本有效特區護照，並說這次「破例」澄清以防有人政治炒作，損害特區護照的認受性。[391]
- 12月10日：一輛校巴於北角長康街斜路失事溜前，橫越英皇道來回行車線，至熙和街才停下，造成5死10傷。

- 12月11日：政府新聞處在香港歷史博物館舉行「飛躍四十載 同發展·共繁榮」展覽揭幕，以慶祝中國改革開放40周年，並回顧香港在當中的角色，部分展品反映香港各行各業特別是製造業的發展。[392]
- 12月12日：
  - 律政司決定不就UGL事件對前特首梁振英及立法會議員周浩鼎提出檢控。林卓廷及尹兆堅對結果難以理解及感到震驚。[393]
  - 選舉管理委員會向行政長官提交的正式建議中建議修訂123個區議會選區分界，7名雙料議員受到影響，4人來自民主派，3人則來自建制派。部分質疑批評無視多區區議員、針對個別黨派和忽視社區完整性。[394][395]
  - 保釣行動委員會成員郭紹傑在日本東京靖國神社抗議，並焚燒東條英機神主牌道具而被捕，負責拍攝的保釣會成員嚴敏華亦被帶走盤問。[396]
  - 民主黨多名成員召開記者會，宣布59人集體退黨，包括5名來自新界東的現任區議員。成員批評林卓廷態度專橫、「以權謀私」和「毫無政治道德」。[397]
  - 首批2018年1000元鈔票正式流通。
- 12月13日：高等法院裁定一地兩檢合憲，判辭指香港法院不應無視中华人民共和国宪法，認為人大決定對香港有約束力，並同意政府方專家報告所言憲法賦予人大權力監督憲法實施，包括就議題是否符合一國兩制及基本法作決定，及認為內地口岸區的設立正正體現高度自治。[398]司法覆核申請人之一梁國雄批評法院「揣摩上意，奉人大決定為聖旨」，形容香港法治如水的形態一樣可隨時變。[399]
- 12月14日：
  - 4名香港人於2016年7月在菲律賓被控在漁船上製毒及藏毒，當地法院裁定4人藏毒罪成，判處終身監禁及合共罰款500萬比索（約74萬港元）。家屬對裁決感到非常憤怒和悲痛，批評當地法官沒有檢視全部證據便裁定有罪，稱有片段證明被捕時袋內沒有違禁物品，會提出上訴，哭求特首協助及向習近平反映事件，協助他們的立法會議員涂謹申亦認為4人無辜。行政長官林鄭月娥說會為在外地遇困難港人提供支援並樂意跟進事件，但強調不能直接干預當地司法程序。[400][401]
  - 政府將於2019年初將《國歌條例草案》提交立法會首讀，消息透露條例列明公職人員，包括立法會議員，宣誓前都要奏唱國歌。建制派對此表示歡迎，民主派質疑政府將議會「人大化」。[402]
- 12月15日：深水埗黃金電腦商場對出發生天降鈔票事件，大量港幣100元鈔票疑被人從高處撒下，引來大批市民搶奪，有人不顧危險爬上港鐵站出入口和建築物簷篷拾錢。警員到場後收起市民撿來的鈔票並登記資料，事件列作公眾地方行為不檢處理，並追查鈔票來源與撒錢者身份。[403]有律師指撒錢者或觸犯《公安條例》中的公眾地方內作出擾亂秩序行為[404]，亦有律師指撒錢者可被控亂拋垃圾和高空擲物等，拾遺不報則可能干犯盜竊罪[405]。
- 12月16日：
  - 警方下午在深水埗福榮街拘捕有「幣少爺」之稱的24歲黃姓男子，涉嫌「在公眾地方內擾亂秩序」，懷疑與12月15日深水埗天降鈔票案有關[406]。他曾在社交網站發帖，內容提及「劫富濟貧」、「錢可以從天而降」等字眼[407]。
  - 上環城皇街百年石梯被路政署髹上防滑的黃色油漆，中西區關注組批評工程對花崗岩石梯造成嚴重破壞，要求相關部門立即停工並回復原貌。[408]
  - 20個被納入香港非物質文化遺產代表作名錄的項目在北京以「口傳心授：香港特別行政區非物質文化遺產展示月」為題展出，內容包括實物展品如中式長衫、獅頭花燈和粵劇戲服，還有圖文展板、多媒體節目和表演等，旨在展現香港豐富多樣的傳統文化，增進文化交流。展覽由康文署與北京國家文化和旅遊部恭王府博物館合辦，由正值訪京述職的特首林鄭月娥主持開幕禮。[409]
- 12月18日：

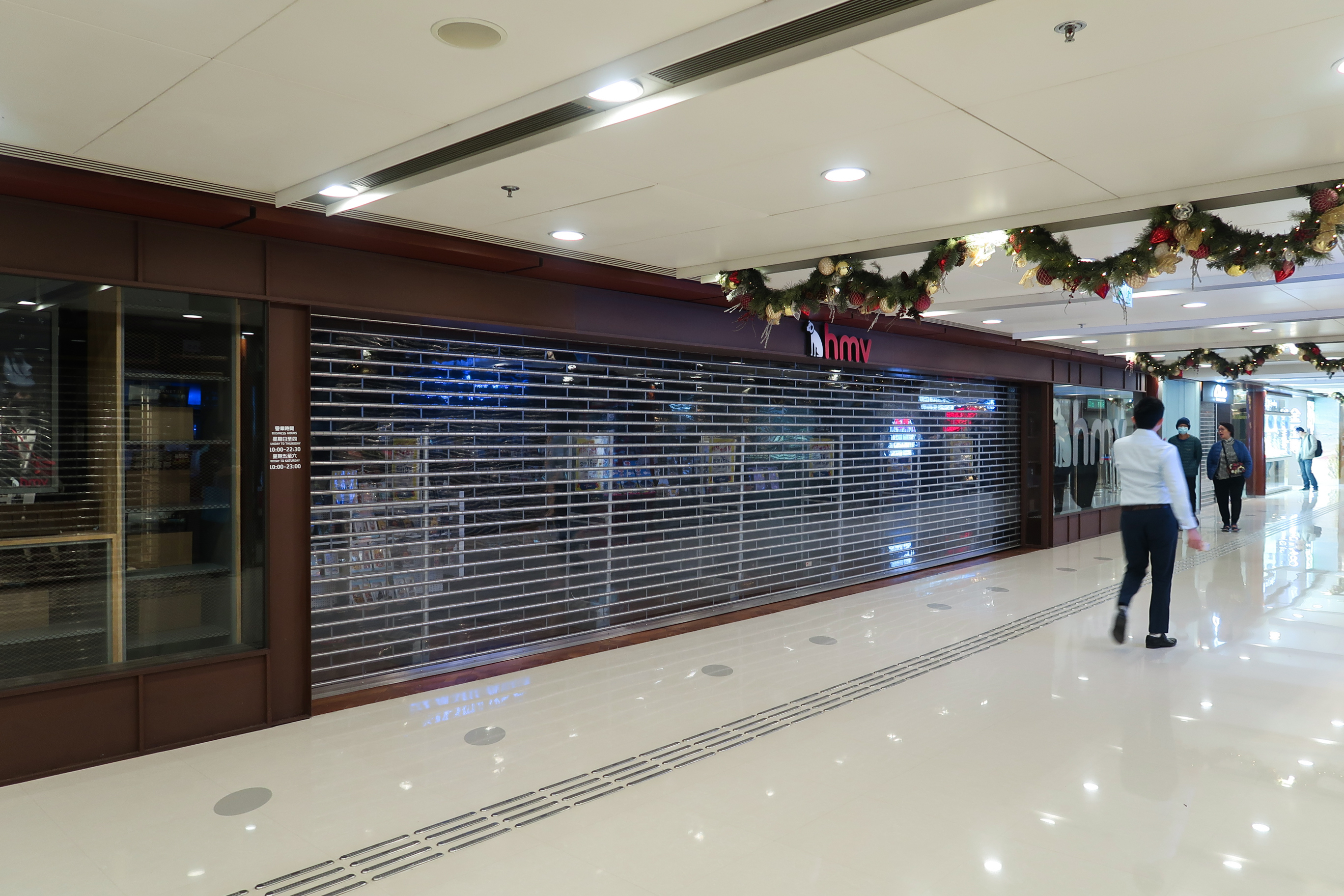
12月18日，HMV零售因缺乏償債能力，決定自願清盤，德福廣場分店未有營業

- - 香港兒童醫院啟用，其中腫瘤科、腎科及先天性新陳代謝科的專科門診率先啟用。[410]
  - HMV數碼中國公布旗下HMV零售因缺乏償債能力，決定自願清盤和即日遣散逾70名員工。而店鋪未有營業。[411]
- 12月19日：

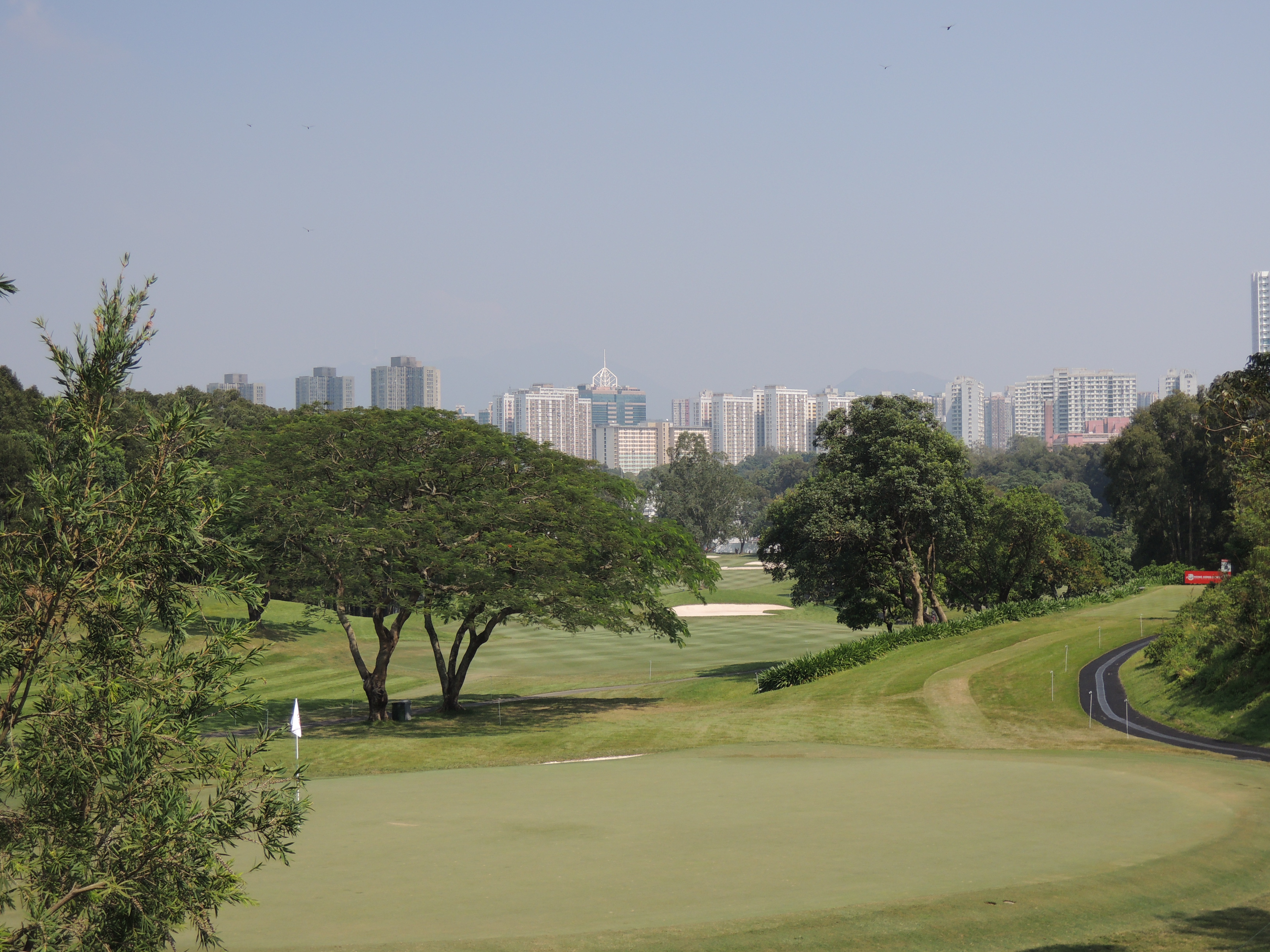
土地供應專責小組建議政府先局部發展最具爭議的粉嶺高爾夫球場用地

- - 土地供應專責小組大致完成撰寫最終報告，消息指小組建議政府先局部發展最具爭議的粉嶺高爾夫球場用地。
  - 運輸及房屋局證實，紅磡站沙中線擴建部分月台層板首個開鑿位置，3枝鋼筋螺絲帽均外露超過兩個扭紋，不符合供應商標準。[412]
  - 港鐵向政府提交調查報告和舉行閉門記者會，交代港鐵今年10月發生4線故障事件。港鐵罰款800萬元投放予票價優惠帳戶。議員質疑罰款太少。[413]
- 12月20日：灣仔利景酒店命案。
- 12月21日：
  - 律政司司長鄭若驊及其丈夫潘樂陶擁有的屯門兩座獨立屋早前被傳媒揭發涉嫌僭建。刑事檢控專員以《建築物條例》下無足夠證據支持為由，決定不檢控鄭若驊，只檢控潘樂陶。[414]
  - 運輸及房屋局公布《長遠房屋策略》報告，政府調整公營房屋比例調整至7:3。[415]
  - 立法會前議員羅冠聰2017年赴台灣出席活動後返港後在機場遭示威者圍堵及襲擊，其中4名示威者早前不服定罪上訴，高等法院駁回上訴，4人須即時服刑。其中一名上訴人聽到裁決後大叫「中國共產黨萬歲」。[416]
  - 第二個綠置居樓盤，長沙灣麗翠苑開始派表，房屋署派出4600多份申請表。[417]
- 12月23日：
  - 何韻詩旗下Goomusic 舉辦《我們正在音樂節》，原邀請台灣著名的閃靈樂隊來港演出，但何韻詩在社交媒體公佈入境處以「須擁特別技能」為由，拒絕批出工作簽證，何批評港府解釋無理，對於演出被迫取消深表遺憾，向樂迷致歉。[418]
  - 香港警務處新成立的鐵路應變部隊首日投入運作，加強鐵路系統的反恐能力。部隊人員會在93個港鐵站特別是高危、人流多的和主要轉車站巡邏，但不包括輕鐵和高鐵。[419]
  - 粉嶺公路巴士轉乘站啟用，初期有11條路線有該處停站，包括6條全日路線。[420]
- 12月24日：

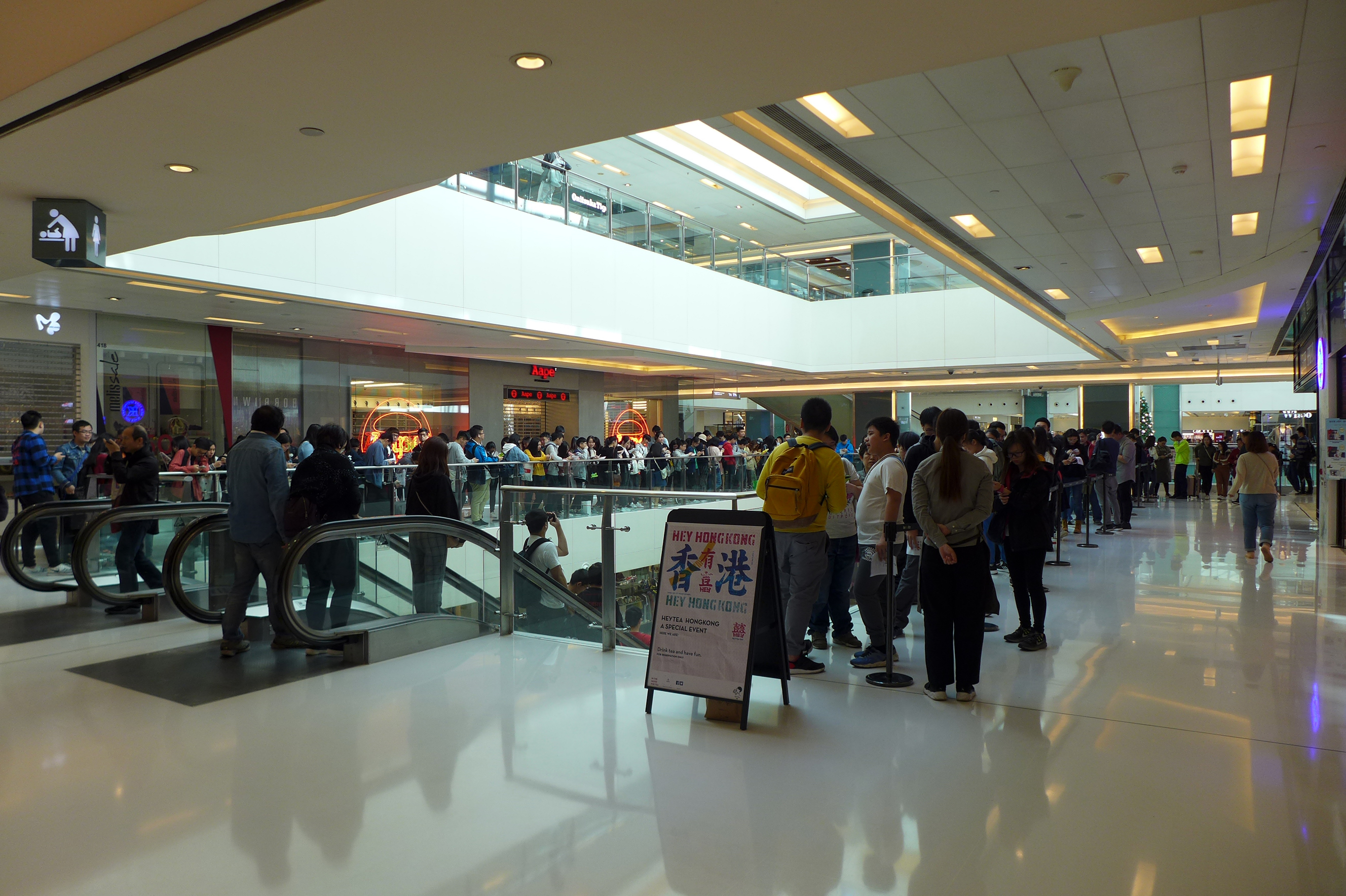
內地飲品品牌「喜茶」首間香港分店在沙田新城市廣場開業，排隊長龍逾5小時

- - 內地飲品品牌「喜茶」首間香港分店，在沙田新城市廣場開業，排隊長龍逾5小時。部分人批評排隊時間太長。[421]
  - 基於「走塑」風氣日盛及支持環保，麥當勞快餐店宣佈從這天起不會再主動提供所有塑膠飲管，飲管箱內全部飲管會收起，需要攪拌的飲品則使用木攪拌棒取代以往的塑膠攪拌棒，此前麥當勞已推行「無飲管星期一」計劃[422]。
- 12月25日：警務處刑事及保安處處長李志恒與親友一行共7人，在日本北海道小樽自駕遊遇上車禍，與藝人曾志偉的車輛迎頭相撞，一行7人全部受傷，李志恒頸部受傷。曾志偉和同車的女伴則無恙。[423]
- 12月26日：律政司長鄭若驊首度就不檢控前行政長官梁振英作出解釋。她形容律政司的決定不偏不倚，認為社會對律政司外判檢控制度「有誤解」，形容一貫做法是「除非案件涉及律政司的同事，我們才會外判」，港大法律學院教授陳文敏指，鄭若驊的解釋難以令人信服。[424]
- 12月27日：中国大陆非洲猪瘟疫情持續蔓延，內地150多個供港豬場中有20個暫停活豬供港，其中17個分佈於廣東省珠海、中山、廣州、惠州和河源等[425]。漁護署署長指會加強防疫，但不會暫停內地活豬進口[426]。
- 12月28日：
  - 政府公布新世界發展及新創建旗下Kai Tak Sports Park Ltd投得啟德體育園營運合約，政府會負責近300億元建築費用。[427]
  - 劉德華於紅館舉行之演唱會上，因喉嚨發炎無法再繼續表演，主辦機構取消三場演唱會[428]。到12月30日，主辦機構指劉確診患上流感，需全面休息，決定取消剩餘4場所有場次[429]。
- 12月31日：政府公佈土地供應專責小組報告，題為「多管齊下，同心協力」，小組於報告建議政府優先研究及推行3個短中期及5個中長期土地供應選項，短期選項包括棕地發展、利用私人的新界農地儲備和利用私人遊樂場地契約用地作其他用途，其中局部發展具爭議的粉嶺高爾夫球場用地值得研究。中長期方面，報告提出5大建議，包括維港以外近岸填海、發展新界等[430]，當中備受爭議的東大嶼都會填海計劃，由於報告中其可發展的土地面積為1000公頃，而沒有探討其後《施政報告》提出的1700公頃填海建議，因此不將填海1700公頃列作優先建議[431]。

## 逝世
- 1月3日：黃愛玲，年齡不詳，香港電影研究者。病逝。
- 1月4日：陳振華（77歲），前香港無綫電視演員。病逝。
- 1月5日：潘顯名（70歲），已退休資深傳媒人、前無綫新聞部調配主任。急性肝癌。
- 1月26日：
  - 鄔勵德（105歲），被稱為「公屋之父」，於英國倫敦逝世。[432]
  - 蘇周艷屏（90歲），香港立法局前議員、新洲印刷創辦人。[433]
- 2月6日：饒宗頤（100歲），國學家，精通梵文、巴比倫古代文字、甲骨文、金文、法文[434][435]；於寓所暈倒，送院後不治。
- 2月14日：路祥安（66歲），前特首辦高級特別助理，曾牽涉入港大民調風波，流感病逝。
- 2月19日：
  - 侯煥玲（95歲），香港女演員，睡夢中在黃大仙醫院離世。[436]
  - 張浚生（81歲），曾任新華社香港分社副社長，心臟病發於杭州浙江醫院病逝。
- 2月21日：仇志強（69歲），1970年代著名香港足球運動員，有「亞洲鋼門」之稱，癌病逝世。
- 2月22日：
  - 李菁（69歲），1960年代邵氏女明星，暴斃家中。
  - 施介強（60歲），香港電影演員及前香港電台節目主持。糖尿病。
- 2月24日：雲維恩（52歲），前全國政協雲大棉次子，遇車禍逝世。
- 3月10日：唐翔千（95歲），前政務司司長唐英年父親，有紡織大王之稱。
- 3月27日：陳瑞球（91歲），香港紡織業企業家，曾獲大紫荊勳章。
- 4月3日：雷震（84歲），本名奚重儉，香港男演員。
- 4月13日：梁家譽（48歲），美髮及化妝品牌L'Oréal美髮教育總監，疑酒後被嘔吐物嗆喉窒息而死。[437]
- 5月8日：吳振東（演員）人稱「米奇」，病逝。
- 5月22日：孫芳（Elizabeth Sung）（63歲），華裔演員，於美國洛杉磯辭世。[438]
- 5月31日：林燕妮（75歲），香港著名作家，有「香江才女」之美譽，肺癌病逝。
- 6月5日：何婉琪（95歲），人稱「十姑娘」，何東家族後人，曾與九哥賭王何鴻燊興訟。
- 6月8日：劉以鬯（99歲），譽為香港「文壇教父」，在東區醫院逝世。[439]
- 6月18日：艾勤賢（70歲），澳洲籍香港大律師，食道癌復發病逝。
- 6月25日：麥肇輝（41歲），中學教師，「企會財課程關注組」召集人，一直爭取將科目「拆科」。遇車禍逝世。[440]
- 7月10日：田家炳（98歲），香港企業家、慈善家，田家炳基金會創辦人。
- 7月17日：莫振華（39歲）。
- 7月26日：蔡伯勵（96歲），香港堪輿大師、在養和醫院安詳離世。[441]
- 7月27日：鍾旭華（44歲），曾於1996年在亞視兒童節目《完全電腦手冊》亮相，教小朋友砌電腦，玩滑翔傘意外逝世。[442]
- 7月29日：周亦卿（82歲），香港企業家，其士集團創辦人。
- 8月5日：盧凱彤（32歲），香港創作女歌手，墮樓身亡。[443][444]
- 8月12日：嚴以敬（85歲），香港漫畫家，因突發性的心臟衰竭於美國洛杉磯家中離世。[445]
- 8月18日：林偉駿（61歲），香港企業家，CEC國際控股董事，零食連鎖店759阿信屋創辦人。[446]
- 8月26日：何國威（Thomas Ho）（50歲），香港插畫師，外號「馬屎」，曾協助港鐵製作日本漫畫風格的插畫海報。[447]
- 8月28日：李潔瑩（45歲），中學教師，原為本年「好學生、好老師表揚計劃」12位得獎者之一，因患罕見癌症逝世而未能親自領獎。[448]
- 8月29日：詹姆斯·莫理斯（82歲），英國經濟學家，1996年諾貝爾經濟學獎得主，香港中文大學晨興書院院長。
- 9月4日：何銘思（95歲），本名何兆銘，前新華社香港分社統戰部部長，在六四事件後宣佈退黨。
- 9月6日：鄺美寶，年齡不詳，香港70年代模特兒，電影女演員。因肺癌在美國紐約病逝。
- 9月11日：陳復禮（102歲），香港攝影師、香港中國旅遊出版社社長。
- 9月20日：黃慶雲（98歲），香港兒童文學作家（《新兒童》）。
- 9月23日：高錕爵士（84歲），香港電機工程學家，有「光纖之父」之稱，2009年獲頒諾貝爾物理學獎，曾任香港中文大學校長，在沙田白普理寧養中心內離世。
- 9月26日：吳君麗（84歲），香港粵劇名伶。
- 10月13日：周明權（77歲），自由黨前主席周梁淑怡丈夫，考評局前主席，香港工程師學會前會長。[449]
- 10月20日：
  - 岳華（76歲），無綫前藝人，加拿大病逝。[450]
  - 郭炳湘（68歲），新地前主席，帝國集團創辦人，8月中風暈倒後入院。[451]
- 10月30日：
  - 查良鏞（94歲），筆名金庸，香港武俠小說泰斗。
  - 陳明銶（67歲），史丹福大學東亞研究中心客座研究員，推動香港研究，在美國舊金山國際機場因突發心臟病逝世。[452]
- 10月31日：藍潔瑛（55歲），前藝員，有「靚絕五台山」之稱，曾擔演《大時代》、《義不容情》等經典電視劇，猝死家中。
- 11月2日：鄒文懷（91歲），著名電影人，1970年創立嘉禾電影公司。
- 11月14日：鍾士元（101歲），回歸後首任行政會議召集人，被喻為「政壇教父」。[453]
- 11月17日：王永森（49歲），律政司高級檢控官，在寓所高處墮樓身亡，涉嫌在2014年至2018年4月非禮3名女同事準備受審，據稱患抑鬱症約10年。[454]
- 11月21日：劉迺強（71歲），基本法委員會委員。
- 11月22日：
  - 關愚謙（87歲），德國華人學者，語言學家、作家、翻譯家。曾於2005年至2017年期間為香港電台「大城小事」節目寫信，由DJ讀出其信件。因病逝世。
  - 莊永燦（66歲），油尖旺區議會議員，病逝。
- 12月3日：許曉暉（44歲），香港政治人物，民政事務局前副局長。病逝。
- 12月5日：許世勳（97歲），香港企業家，中建企業前董事會主席。病逝。
- 12月11日：狄恆（91歲），曾任九龍華仁書院、香港華仁書院校監，對香港教育和宗教有重大貢獻。[455][456]
- 12月24日：
  - 楊善錦（65歲），香港教育大學兼職導師，在玻利維亞著名景點「火車墳場」拍照時從火車頂失足墮地，搶救後不治。[457]
  - 潘光沛（60歲），律師、業餘作曲家和鋼琴高手，憑《歌詞》奪得1986年亞太流行曲邀請大賽冠軍，由倫永亮主唱，又創作了音樂劇《風中細路》。在台灣自殺身亡。[458]
- 12月29日：林嶺東（63歲），曾以《龍虎風雲》奪得香港電影金像獎最佳導演，於寓所倒斃不治。[459]

## 其他資訊

### 活動
- 元旦冬泳：1月1日
- 渣打香港馬拉松：1月21日
- 香港許願節：2月16日-3月4日
- 藝遊維港：2月22日-4月11日
- 香港街馬：2月25日
- 香港藝術節：2月23日至3月24日
- Art Central：3月27日至4月1日
- 巴塞爾藝術展：3月28日至3月31日
- Taste 美食節2018：3月22日至3月25日
- 亞洲當代藝術展（春季展）2018：3月24日至3月26日
- 第六屆國際發呆比賽－香港站：3月31日
- 香港七人欖球賽：4月5日至8日
- 長洲太平清醮、筲箕灣譚公廟飄色巡遊：5月22日
- 香港書展：7月18日至7月24日
- 香港動漫電玩節：7月27日至7月31日
- 香港電競音樂節：8月24日至26日
- 美食博覽：8月16日至20日
- 香港電腦通訊節：8月24日至27日
- 維港渡海泳：10月21日
- 全球水墨畫大展—教育篇：10月24日至11月19日
- 香港美酒佳餚巡禮2018：10月25日至28日
- 光影流聲—香港公共廣播九十年展覽：11月7日至2019年2月25日
- 閃躍維港燈影節：11月29日至2019年2月24日
- 香港歷史博物館「飛躍四十載 同發展·共繁榮」國家改革開放40周年展覽：12月12日至2019年1月28日
- 工展會：12月15日至2019年1月6日

### 香港體育館
- 2018年11月13至18日：2018年香港羽毛球公開賽

### 節慶
下列節慶，如無註明，均是香港的公眾假期，同時亦是法定假日（俗稱勞工假期）。有 # 號者，不是公眾假期或法定假日（除非適逢星期日或其它假期），但市面上有一定節慶氣氛，傳媒亦對其活動有所報導。詳情可參看香港節日與公眾假期。
- 1月1日（星期一）：元旦
- 2月16日（星期五）：農曆年初一
- 2月17日（星期六）：農曆年初二
- 2月18日（星期日）：農曆年初三
- 2月19日（星期一）：農曆年初四（補2月18日）
- 3月30日（星期五）：耶穌受難節（是公眾假期，但不是法定假日）
- 3月31日（星期六）：耶穌受難節翌日（是公眾假期，但不是法定假日）
- 4月2日（星期一）：復活節星期一（是公眾假期，但不是法定假日）
- 4月4日（星期三）：兒童節 #
- 4月5日（星期四）：清明節
- 5月1日（星期二）：勞動節
- 5月22日（星期二）：佛誕（是公眾假期，但不是法定假日）
- 6月18日（星期一）：端午節
- 7月1日（星期日）：香港特別行政區成立紀念日
- 7月2日（星期一）：香港特別行政區成立紀念日翌日（補7月1日）
- 9月24日（星期一）：中秋節 #
- 9月25日（星期二）：中秋節翌日
- 10月1日（星期一）：中華人民共和國國慶日
- 10月17日（星期三）：重陽節
- 10月31日（星期三）：萬聖夜 #
- 12月22日（星期六）：冬至（是法定假日，但不是公眾假期，根據法定假日放假的機構，或會聖誕節放假，冬至不放假。部份機構或會提早下班）
- 12月24日（星期一）：平安夜#（不是公眾假期或法定假日，但部份機構或會提早下班或放假一天）
- 12月25日（星期二）：聖誕節（根據法定假日放假的機構，或會冬至放假，聖誕節不放假）
- 12月26日（星期三）：聖誕節後第一個周日（是公眾假期，但不是法定假日）
- 12月31日（星期一）：公曆除夕# （不是公眾假期或法定假日，但部份機構或會提早下班或放假一天）

### 獎項

#### 第37屆香港電影金像獎
- 最佳電影：明月幾時有
- 最佳導演：許鞍華（明月幾時有）
- 最佳編劇：張艾嘉、游曉穎（相愛相親）
- 最佳男主角：古天樂（殺破狼·貪狼）
- 最佳女主角：毛舜筠（黃金花）
- 最佳男配角：姜皓文（拆彈專家）
- 最佳女配角：葉德嫻（明月幾時有）
- 最佳新演員：凌文龍（黃金花）
- 最佳攝影：關智耀（追龍）
- 最佳剪接：李嘉榮（追龍）
- 最佳美術指導：文念中、利國林（明月幾時有）
- 最佳服裝造型設計：余家安、利碧君（西遊伏妖篇）
- 最佳動作設計：洪金寶（殺破狼·貪狼）
- 最佳音響效果：曾景祥、李耀強（殺破狼·貪狼）
- 最佳視覺效果：黃智亨、徐建（悟空傳）
- 最佳原創電影音樂：久石讓（明月幾時有）
- 最佳原創電影歌曲：沒聽過的歌（大樂師·為愛配樂）；作曲：金培達；填詞：陳少琪；主唱：鄭中基
- 新晉導演：彭秀慧（29+1）
- 最佳兩岸華語電影： 大佛普拉斯（台灣）
- 終身成就獎：楚原
- 專業精神獎：楊蓉蓮（茶水）
- 典禮最佳衣著獎：姜皓文（男）、鄧麗欣（女）

#### 電視廣播有限公司獎項
- 2018年度香港小姐競選：

| 獎項       | 得獎佳麗 |
| ---------- | -------- |
| 冠軍       | 陳曉華   |
| 亞軍       | 鄧卓殷   |
| 季軍       | 丁子田   |
| 最上鏡小姐 | 鄧卓殷   |
| 友誼小姐   | 陳靜堯   |

- 萬千星輝頒獎典禮2018:
  - 最佳劇集：《跳躍生命線》
  - 最佳男主角：馬德鐘《跳躍生命線》
  - 最佳女主角：李佳芯《BB來了》
  - 最受歡迎電視男角色：馬國明《宮心計2深宮計》
  - 最受歡迎電視女角色：陳煒《宮心計2深宮計》
  - 最佳男配角：梁烈唯《是咁的，法官閣下》
  - 最佳女配角：林淑敏《愛·回家之開心速遞》
  - 萬千光輝演藝人大獎：薛家燕

#### 叱咤樂壇流行榜頒獎典禮2017
- 叱咤樂壇男歌手金獎：李克勤
- 叱咤樂壇女歌手金獎：衛蘭
- 叱咤樂壇組合金獎：Supper Moment
- 叱咤樂壇至尊歌曲大獎：《失魂記》李克勤
- 叱咤樂壇至尊唱片大獎：《Love And Other Things》衛蘭
- 叱咤樂壇我最喜愛的男歌手：陳柏宇
- 叱咤樂壇我最喜愛的女歌手：方皓玟
- 叱咤樂壇我最喜愛的組合：Supper Moment
- 叱咤樂壇我最喜愛的歌曲：《長相廝守》ToNick